# Баку
Баку́ (азерб. Bakı, МФА: [bɑˈcɯ]) — столица и крупнейший город Азербайджанской Республики. Важный промышленный, экономический и научно-технический центр Закавказья, а также самый большой порт на Каспийском море и крупнейший по численности населения город на Кавказе. До июля 2021 года территория города Баку входила в Абшеронский экономический район, а иногда числилась отдельно. По указу президента Азербайджана от 7 июля 2021 года «О новом разделении экономических районов в Азербайджанской Республике», был создан Бакинский экономический район, куда и входит город Баку. Первое упоминание о городе относится к V веку.
Площадь территории, которая административно управляется Баку, составляет 2140 км². Население этой территории — 2 262,6 тысячи жителей (на 1 января 2018 года); на ней располагаются собственно город Баку с населением 1 259,3 тыс. жителей и 59 посёлков городского типа с суммарным населением 1 003,3 тыс. жителей. Баку расположен на южном берегу Апшеронского полуострова. Город по своей древности, величине территории и численности населения является одним из старинных и крупнейших городов Востока. Население всего Апшеронского полуострова (Бакинской агломерации) составляет 2 813,8 тыс. жителей.
В 2010 году Баку был удостоен Программой ООН по окружающей среде (UNEP) звания одного из главных городов по проведению Всемирного дня окружающей среды, наряду с Генуей (Италия) и Женевой (Швейцария).

## Этимология
Ойконим «Баку» соответствует древней своей форме и прошёл сложный путь видоизменения. В современном топониме видно его древнее значение — «город Бога, место Бога», что связано с горящими фонтанами нефти и газа. Существует предположение, что слово Баку произошло от персидского бад кубе — «обдуваемый ветром», но подобное толкование считается народной этимологией и искажает древнюю форму написания слова.
Ряд поселений на Апшероне получили своё название от племён, населявших эти места в древности. Так, например, от названия населявших Апшеронский полуостров ираноязычных племён скифов-массагетов (маскутов) произошло название селения Маштага, от мардов — Мардакян, от тюрков — Тюркан, от курдов — Кюрдаханы. Баку же впервые упоминается в источниках V века. Византийский автор первой половины этого столетия Приск Панийский, описывая путь, ведущий из Скифии в Мидию, сообщает о «пышущем из морского камня пламени» близ Баку. Это первое хронологическое указание на огни близ города. Армянский историк VIII века Гевонд, описывая события в Кавказской Албании в связи с нашествием хазар в 730 году, упоминает разрушенную ими область Атши-Багуан. Сара Ашурбейли отмечает, что слово Атш (искажённое от Атеш) означает «огонь»; название Атши-Багуан трактуется как «огни Багуана», и что речь здесь идёт о Баку; само же слово Багуан уходит корнями в зороастризм и происходит от слова бага, которое в ряде древних языков означает «солнце», «Бог».
Как считает С. Ашурбейли, уже в VIII веке, после завоевания страны арабами, слово Багу могло измениться, и стать Баку. Ахмед Кесреви Тебризи отождествлял Атеши-Багуан с древним Баку и объяснял значение слова как «город Бога» или «место Бога». Город так назывался потому, что в нём находился один из главных храмов огнепоклонников, а этимология названия города объясняется происхождением из древнеперсидского языка при Сасанидах.
Начиная с IX века в арабских источниках впервые встречаются слова Баку, Бакух, Бакуйа, Бакуйе. Позднее в европейских источниках название города встречается как Бага, Баки, Бакхи, а в русских — Бака. На карте мира в труде «Китаб ат-танбих вал-Ишрах» арабского историка Аль-Масуди название города встречается в виде Бакух. Арабский географ Аль-Истархи в 930 году сообщает, что недалеко от Баку жили огнепоклонники.
В единственной персидской надписи на храме Аташгях упоминается Бадак — сокращение от Бад-е кубе.
Надпись выполнена в стихотворной форме и состоит из четырёх строк:
| Оригинал                                                                                              | Транслитерация | Перевод |
| --- | --- | --- |
| آتشی صف کشیده همچون دک جیی بِوانی رسیده تا بادک سال نو نُزل مبارک باد گفت خانۀ شد رو سنامد (؟) سنة ۱۱۵٨ | ātaši saf kešide hamčon dak jeyi bavāni reside tā bādak sāl-e nav-e nozl mobārak bād goft xāne šod ru *sombole sane-ye hazār-o-sad-o-panjāh-o-haštom | Огонь горит как сплошной ряд Исфахан(ец) из Бавана пришёл до Бадака «Да будет благословен наступающий Новый Год», — сказал он. Дом был поставлен в (месяце) Сомболе в год 1158-й |

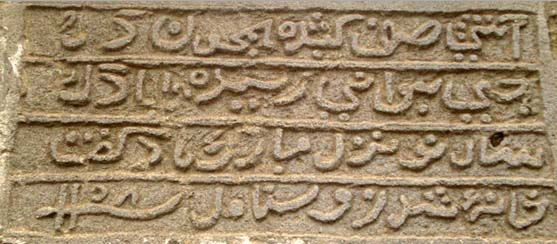
Зороастрийская надпись в храме огня Атешгях

В первой строке автор говорит о ряде или кольце огней, горящих в кельях вокруг храма.

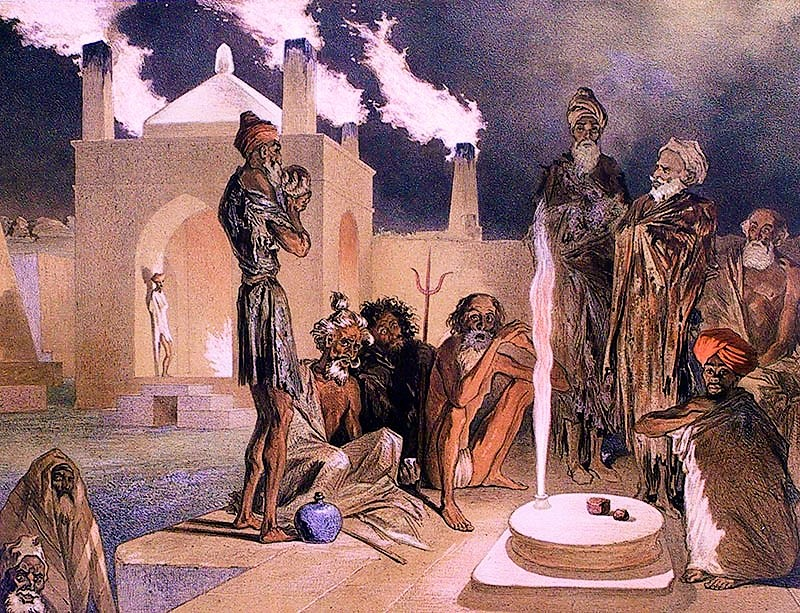
Атешгях на рисунке Григория Гагарина

Во второй строчке автор сообщает, что он родом из Исфахана и Бавана; и достиг города Бадак. Джей — арабизированная форма от Гай — одного из ранних названий Исфахана. Баван — небольшая деревня к югу от Исфахана. В Исфахане и его пригородах с начала XVII в. существовала зороастрийская община. При шахе Султане Хусейне (1694—1722) почти все зороастрийцы Исфахана были насильственно обращены в ислам, спаслись лишь немногие. До сих пор в районе Йезда есть семьи, ведущие своё происхождение от таких беглецов. Слово Бадак использовано как уменьшительное название города Баку (для сохранения рифмы стиха; название «Баку» в источниках XVI—XVIII вв. в. писалось как Бадку, Бад-е кубе).
В третьей строчке говорится о наступающем Новом годе, в конце стиха упоминается созвездие Сомболе — созвездие Колоса (Девы), приходящееся на 22 августа — 22 сентября.
В последней строке надписи местным резчиком по камню указан год — 1158-й, что соответствует 1745 г. н. э. и совпадает с датировкой соседней индуистской надписи, где указана дата Самват 1802, что тоже соответствует 1745 г. н. э.
Зороастрийцы Ирана использовали свой календарь, празднуя Новый Год (Новруз) в день весеннего равноденствия. Тем не менее в XI в. календарная система зороастрийцев пришла в упадок, так как они перестали проводить високосные интеркаляции. Таким образом, Новруз по их календарю стал смещаться относительно своей изначальной даты, и к 1745 г. день Новруза приходился на 22 сентября, то есть в период месяца Колоса. Этот календарь называется кадми и использовался зороастрийцами Ирана вплоть до XX века, когда они вновь восстановили традицию празднования Новруза в день весеннего равноденствия.

## География

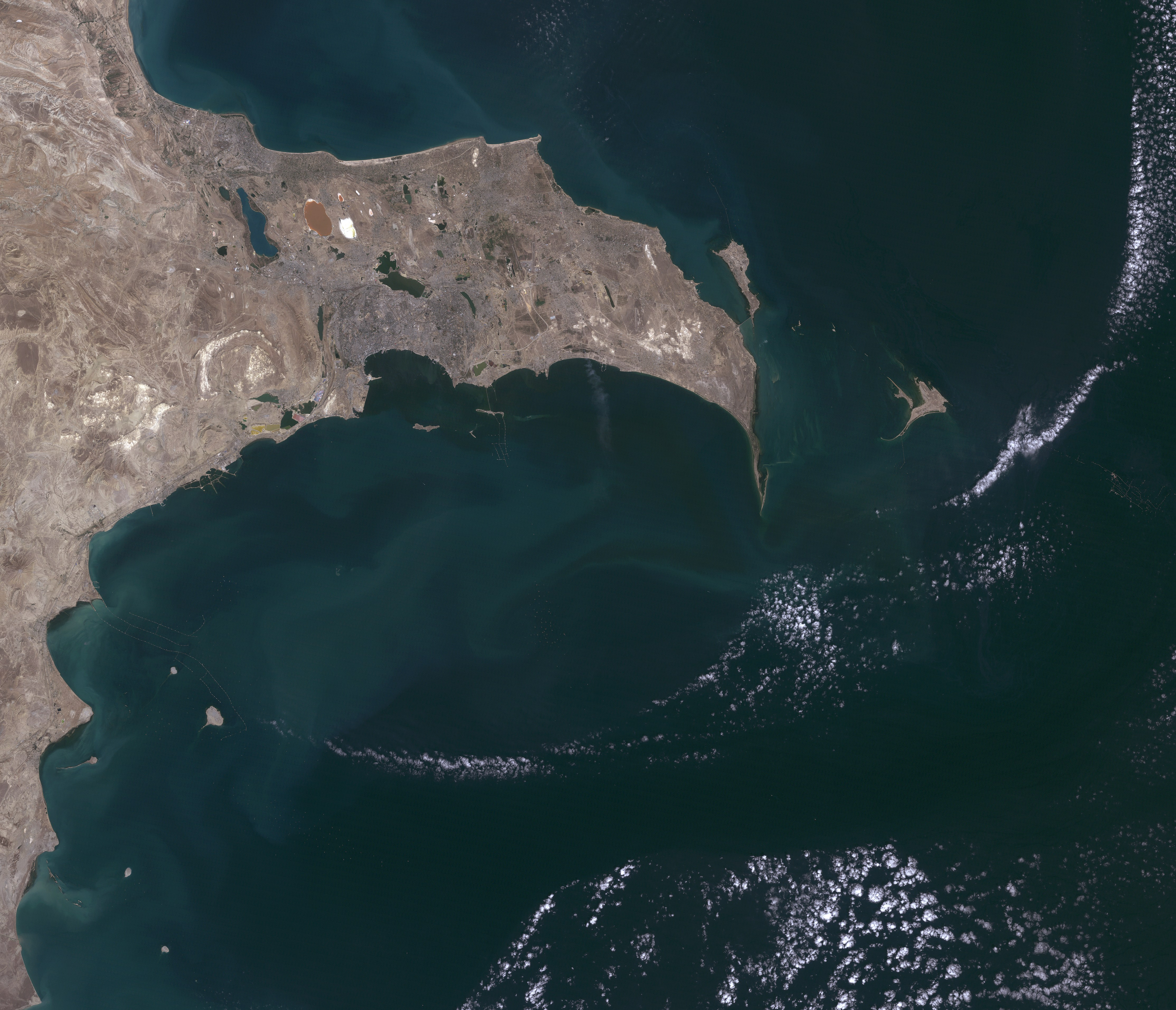
Большой Баку на Апшеронском полуострове, космический снимок LandSat-5, 6 сентября 2010 г.

### Расположение
Город расположен в южной части Апшеронского полуострова, на берегу Каспийского моря.
| С-З | Тбилиси ~ 452 км Гянджа ~ 297 км Киев ~ 1870 км Берлин ~ 3070 км Париж ~ 3820 км Лондон ~ 3980 км | Самара ~ 1417 км Астрахань ~ 676 км Махачкала ~ 387 км Москва ~ 1910 км | Астана ~ 2042 км Атырау ~ 763 км Актау ~ 379 км | С-В |
| З   | Евлах ~ 283 км Ереван ~ 455 км Карс ~ 584 км                                                      | Роза ветров                                                             | Туркменбаши ~ 261 км Ташкент ~ 1626 км          | В   |
| Ю-З | Нахичевань ~ 413 км Багдад ~ 930 км Иерусалим ~ 1620 км                                           | Тегеран ~ 545 км Манама ~ 1590 км Мекка ~ 2310 км                       | Кандагар ~ 1735 км Карачи ~ 2362 км             | Ю-В |

| Крупнейшие города одной долготы или широты     | Крупнейшие города одной долготы или широты | Крупнейшие города одной долготы или широты |
| ---------------------------------------------- | ------------------------------------------ | ------------------------------------------ |
|                                                | Север: Самара Казань Сыктывкар Киров       |                                            |
| Запад: Нью-Йорк Мадрид Неаполь Анкара Салоники |                                            | Восток: Ташкент Пекин Аомори               |
|                                                | Юг: Манама Туамасина                       |                                            |

### Климат
Климат Баку — мягкий континентальный и полупустынный (Классификация климатов Кёппена: BSk) с жарким сухим летом, прохладной зимой и редкими осадками. В некоторые годы выпадает много снега, а небольшие скопления снега случаются практически каждую зиму. Осадки летом бывают редко. Среднее годовое количество осадков составляет около 239 мм.
| Показатель                    | Янв. | Фев. | Март | Апр. | Май  | Июнь | Июль | Авг. | Сен. | Окт. | Нояб. | Дек. | Год  |
| ----------------------------- | ---- | ---- | ---- | ---- | ---- | ---- | ---- | ---- | ---- | ---- | ----- | ---- | ---- |
| Средний суточный максимум, °C | 6,6  | 6,3  | 9,8  | 16,4 | 22,1 | 27,3 | 30,6 | 29,7 | 25,6 | 19,6 | 13,5  | 9,7  | 18,9 |
| Средняя температура, °C       | 4,2  | 4,0  | 6,3  | 12,3 | 18,0 | 22,8 | 26,4 | 25,6 | 21,8 | 16,0 | 10,8  | 6,6  | 14,5 |
| Средний суточный минимум, °C  | 2,1  | 2,0  | 4,2  | 9,4  | 14,9 | 19,7 | 22,2 | 22,9 | 19,4 | 13,6 | 8,8   | 4,8  | 12,0 |
| Норма осадков, мм             | 21   | 20   | 21   | 18   | 18   | 8    | 2    | 6    | 15   | 25   | 30    | 26   | 210  |
| Источник: World Climate       |      |      |      |      |      |      |      |      |      |      |       |      |      |

| Показатель              | Янв. | Фев. | Март | Апр. | Май  | Июнь | Июль | Авг. | Сен. | Окт. | Нояб. | Дек. | Год  |
| ----------------------- | ---- | ---- | ---- | ---- | ---- | ---- | ---- | ---- | ---- | ---- | ----- | ---- | ---- |
| Абсолютный максимум, °C | 10,9 | 10,6 | 16,0 | 21,4 | 26,5 | 29,5 | 32,7 | 31,9 | 29,5 | 25,3 | 19,0  | 14,5 | 32,7 |
| Средняя температура, °C | 6,3  | 6,1  | 8,2  | 13,4 | 18,7 | 23,4 | 26,1 | 26,3 | 23,7 | 18,4 | 13,0  | 8,6  | 16,0 |
| Абсолютный минимум, °C  | 1,2  | 1,0  | 2,8  | 7,5  | 12,8 | 17,2 | 21,4 | 18,0 | 17,7 | 11,1 | 8,0   | 4,7  | 1,0  |

Баку на карте Азербайджана

9-10 февраля 1969 года в Баку была зафиксирована самая низкая температура — -9,6°С.
Самая низкая температура в феврале с 1985 года была зафиксирована 8 февраля 2012 года — -11°С. 
В феврале 2014 года зафиксировано  -7,6°С. Морозный период продолжался 8 дней.
В 2021 году минимальная температура составила  -5,5°С, в 2017 году  — -3,4°С, в 2023 году  — -3,1°С, в 2024 году — -2,8°С. Продолжительность низкой температуры составляла 1-3 дня.

## История города

### Предыстория

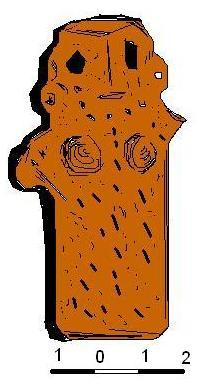
Глиняная статуэтка, найденная в Ичери-шехер. I тыс. до н. э.

Первые сведения о Баку появляются в раннем средневековье.
Причиной возникновения города на Апшеронском полуострове послужили физико-географические и климатические условия, расположение города в центре пересечения миграционных и торговых путей, протянутых с севера на юг и с запада на восток (Великий шёлковый путь); а также топливное и энергетическое богатство, с древнейших времён выходящее на поверхность земли и называемое «нафта».

### Средние века

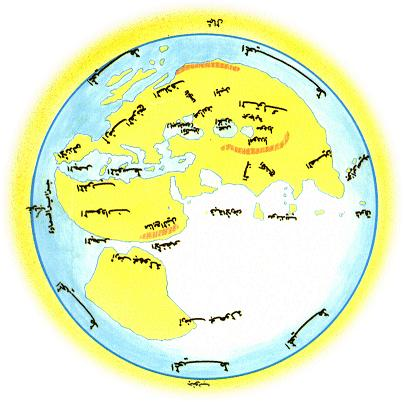
Карта мира по аль-Масуди, у которого в труде «Китаб ат-танбих вал-Ишрах» название города встречается в виде Бакух

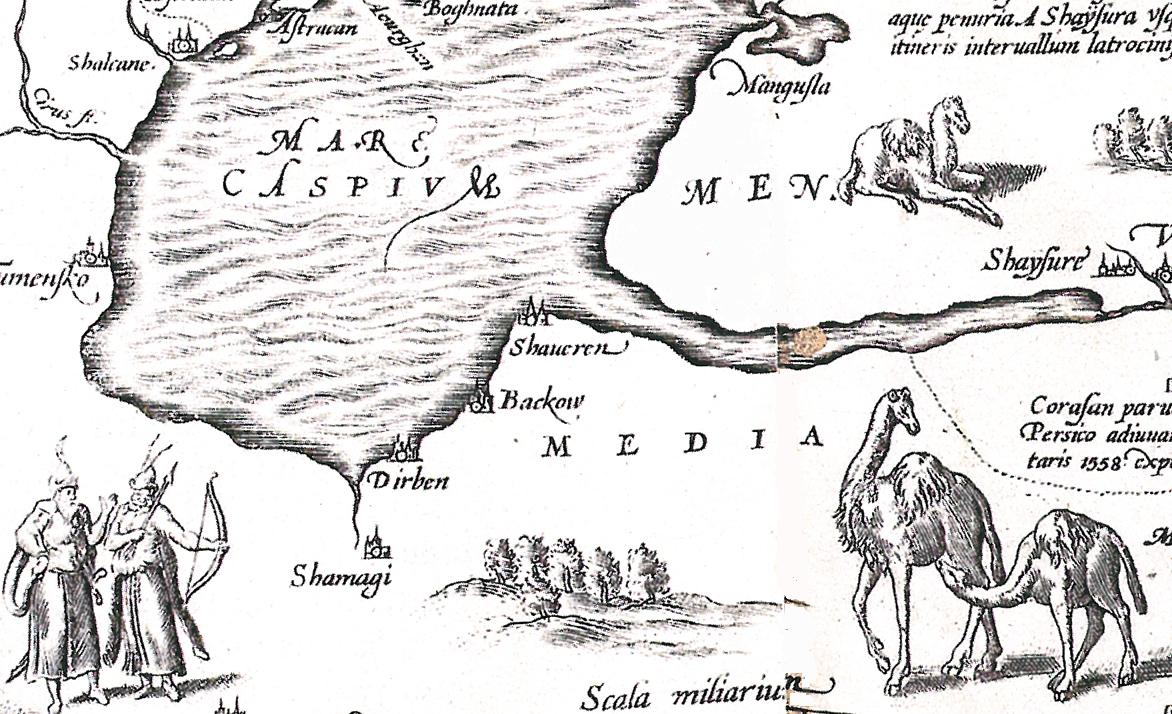
Баку (Backow) на карте Энтони Дженкинсона. Англо-голландская карта 1562 года (Лондон) с исправлениями 1598 года (Антверпен)

В Средние века Баку располагался в исторической области Ширван, севернее области Азербайджан. Со второй половины IX века Баку вошёл в состав Государства Ширваншахов. Население занималось ремёслами, торговлей, рыболовством, садоводством и нефтедобычей. Вплоть до XI века, начала тюркизации, население Баку продолжало говорить на языке коренных народов, упоминаемом арабскими авторами как исконный язык Аррана. В 1191 году ширваншах Ахситан I временно перенёс столицу государства из Шемахи в Баку. В XII веке Баку был окружён двухрядной крепостной стеной и рвом. Девичья башня также вошла в систему защиты города.
В период нашествия монголов в XIII веке город пришёл в упадок.  Но уже в следующем веке экономическая жизнь Баку вновь оживилась. Каспийское море в некоторых источниках даже упоминалось как Бакинское море. Из Баку вывозились различные товары в Золотую Орду, русские княжества, Иран и Среднюю Азию. В городе до сих пор сохранились историко-архитектурные памятники — Бухарский (XIV в.) и Мултанский (Индийский) каравансарай, что свидетельствует о торговых связях Баку с указанными регионами. В период правления ширваншаха Халил-уллы I (1417—1462 гг.), в Баку проводились существенные строительные работы. В XV веке был создан комплекс дворца Ширваншахов. Арабскому географу XV века Абд ар-Рашиду Бакуви также принадлежит описание Баку. Он говорит о двух крепостях города, причём одна была почти развалиной и находилась на высокой горе, другая же — на самом берегу моря; и была настолько сильна, что монголы не могли её взять. Бакуви также сообщает, что окрестности города пустынны, сады жителей находятся на большом расстоянии от него, съестные припасы привозятся из Ширвана; предметами же вывоза города были шёлк, соль и нефть.
В Баку сохранилась построенная в XI веке мечеть и несколько мечетей XIV века.
|                                                                 |
| Дворцовая мечеть, дворец и мавзолей Сейида Йахья Бакуви. XV век |

### Новое время
В 1501 году Шах Исмаил овладел всем Ширваном, и Баку стал частью Сефевидского государства. В 1578 году Османская армия захватила Баку. В 1607 году город снова перешёл под власть Сефевидов. В период Сефевидского владычества в Баку выпускались медные монеты. Основная часть жителей Баку и Апшерона занимались ковроткачеством.
В XVII веке в Баку имелась большая армянская община. Армяне заселяли целые улицы и занимались активной торговлей. Сверх обыкновенной подати армянское население платило ещё и налог для иноверцев — харач.
Баку как торговый центр стал привлекать внимание Российского государства. Пётр I направил экспедицию на Южный Кавказ. 26 июля (6 августа) 1723 года русские войска заняли Баку, но позже, в результате заключённого в 1735 г. Гянджинского договора между Россией и Ираном, покинули город.
В середине XVIII века было создано Бакинское ханство. В 1796 году Баку был вновь захвачен русскими, но через год император Павел I отозвал войска.
14 (26) мая 1805 г. правитель Баку Гусейн Кули признал русское подданство, однако, когда в 1806 году русская армия под предводительством Павла Цицианова подошла к Баку, Цицианов был убит по приказу правителя. 3 октября того же года российские войска захватили Баку, а Гусейн Кули бежал в Персию. Ханство было упразднено и Баку стал центром вновь образованной Бакинской провинции.
С середины XIX века Баку стал одним из промышленных и культурных центров Кавказа. В 1859 году в Шемахе произошло сильное землетрясение, в связи с чем Шемахинская губерния была упразднена и была создана Бакинская губерния с центром в городе Баку.

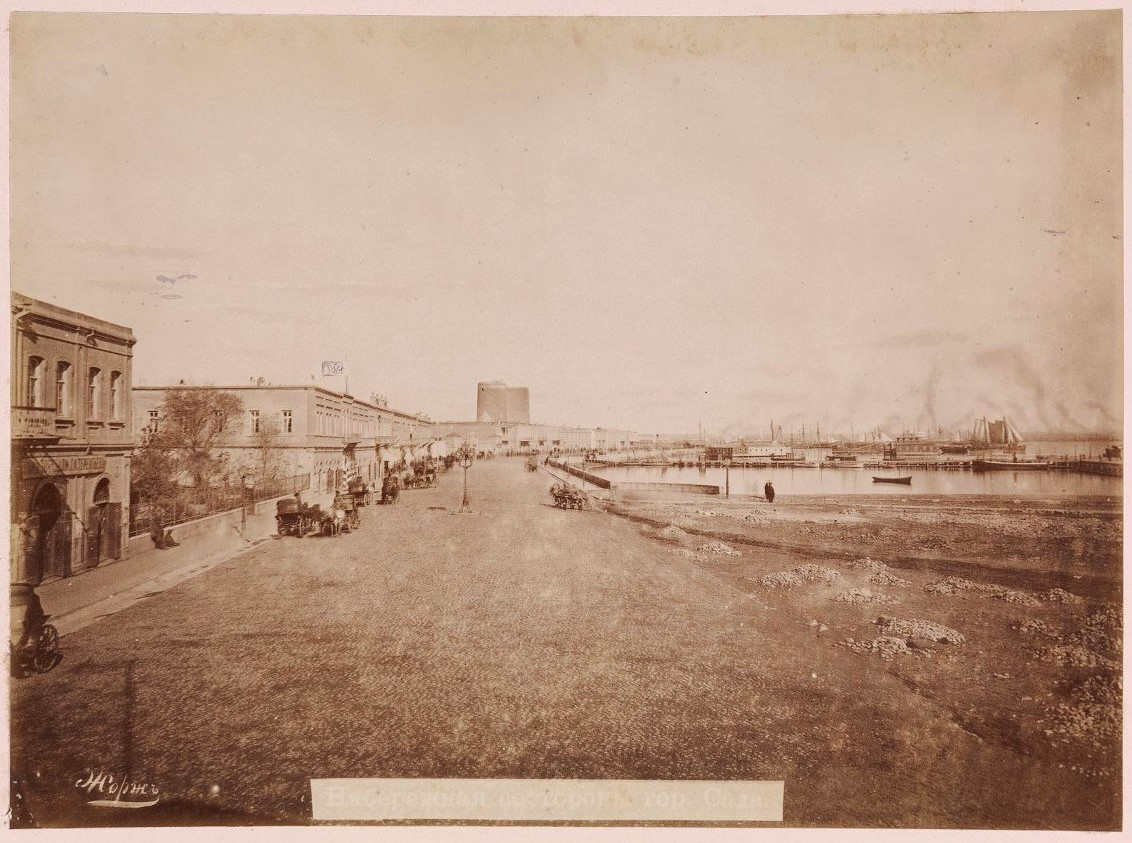
Баку. Набережная. 1888 г.

В 1847 году на Биби-Эйбатском месторождении впервые в мире механическим путём была пробурена нефтяная скважина. Промышленная разработка нефтяных месторождений стала причиной бурного роста Баку, и он стал образцом быстро растущего европейского города. В 1859 году Василий Кокорев построил в Сураханах под Баку первый в России керосиновый завод. В 1861 году на острове Пираллахи тифлисский фармацевт Витте построил парафиновый завод. На этом заводе из нефти изготовляли парафин, парафиновые свечи и парафиновое масло. Предприниматель Джавад Меликов в 1863 году по собственному проекту построил керосиновый завод. В 1871 году в Балаханах с помощью бурильной установки была пробурена и сдана в эксплуатацию первая скважина. Вплоть до начала 1870-х, азербайджанцы доминировали в нефтяной индустрии, владея 54 % керосиновых заводов и вокруг Баку.

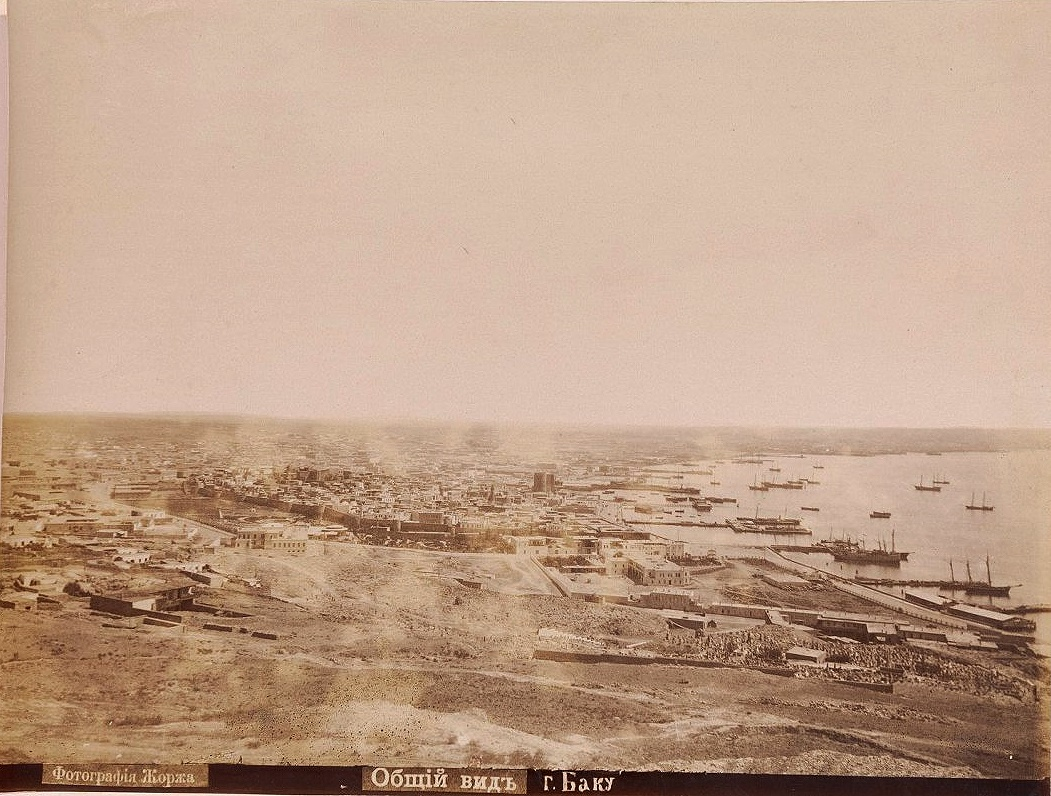
Баку. Общий вид города. 1888 г.

В Баку начался приток иностранного капитала, открылись офисы Ротшильдов, братьев Нобелей и других предпринимателей. Помимо нефтяной промышленности, развивалось ткацкое производство, открывались механические заводы, табачные фабрики, мельницы, обрабатывающие предприятия и т. п. В 1878 году в городе была открыта Бакинская городская дума. 8 (20) мая 1883 года была пущена железная дорога Баку-Тифлис. В 1899 году открыли конку, в Бакинском порту появился паровой флот. В город съехалось много мигрантов — русских, евреев, немцев, армян, азербайджанцев (как из России, так и из Персии) и т. д. С нефтяным бумом расцвела культурная жизнь, открылись театры, было построено здание оперного театра. Баку стал известен как «Париж Кавказа».
При том, что ни одна национальная группа не составляла абсолютного большинства, основными национальностями города являлись азербайджанцы и армяне. Основную массу рабочих при этом составляли азербайджанцы, хотя и среди них было немало купцов и владельцев нефтяных промыслов; тогда как в руках армян была сосредоточена большая часть торговли и многие нефтяные промыслы. Между этими группами четыре раза (в феврале и августе 1905 г., в марте и сентябре 1918 г.) происходила кровопролитная резня.
С 1901 по 1906 гг. в Баку действовала нелегальная типография «Нина», обеспечивавшая социал-демократической литературой практически всю территорию Российской империи.
Исследователь Том Рейсс отмечал, что Баку был единственным местом в Российской империи, где евреи могли себя чувствовать в безопасности. «Евреи играли значительную роль в бакинской космополитической смеси, также, как происходило с ними во многих других местах мира. В советское время евреи испытывали много проблем, однако Баку, однозначно, был одним из наименее антисемитских городов Российской империи и, однозначно, наименее антисемитским городом СССР… Баку был очень русским городом, но именно здесь российский элемент потерял одну из своих черт — антисемитизм, во многом благодаря сложившемуся здесь уникальному этническому и религиозному балансу. В Баку не доминировала ни одна из культур или религий. Баку был местом, где мусульмане становились невероятно современными и устремлёнными в будущее интеграционалистами».

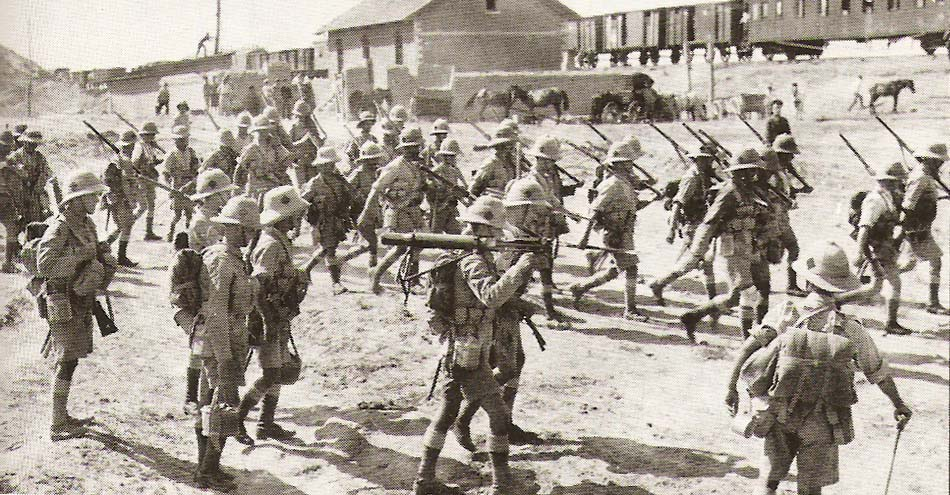
Британские войска на пути к Баку. 1918 г.

3 марта 1918 года в Брест-Литовске представителями Советской России, с одной стороны, и стран Четверного союза (Германии, Австро-Венгрии, Османской империи, Болгарии) — с другой, был подписан Брест-Литовский (Брестский) мирный договор. В Баку в этот период власть контролировалась Бакинским Советом во главе с С. Шаумяном, являвшимся председателем Бакинского совета и чрезвычайным комиссаром по делам Кавказа. 31 июля власть в Баку перешла к временной диктатуре Центрокаспия. 15 сентября, в результате упорных боёв, Баку был взят частями Кавказской исламской армии. В городе началась резня армянского населения. Это была месть за резню мусульман в Баку, совершённую советскими войсками и вооружёнными отрядами армянской партии «Дашнакцутюн» в марте 1918 года. 17 сентября в Баку из Гянджи переезжает правительство Азербайджанской Демократической Республики. 30 октября Османская империя капитулировала, и вскоре Баку был занят английскими войсками под командованием генерала У. Томсона.

### Азербайджанская ССР

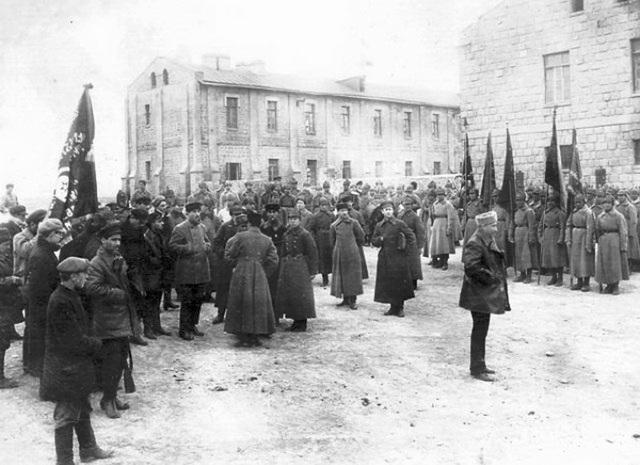
Красная армия в Баку, май 1920 г.

В середине апреля 1920 года части 11-й Армии РККА, разбив остатки войск Деникина, подошли к северным границам Азербайджана. 27 апреля советские войска перешли азербайджанскую границу, и, не встретив сопротивления, 28 апреля вошли в Баку.
В советское время Баку стал столицей Азербайджанской Советской Социалистической Республики и превратился в один из крупнейших административных, промышленных, научных и культурных центров СССР. Генеральный план и схема планировки Баку была разработана в 1924—1928 годах архитектором-градостроителем А. П. Иваницким. В годы Великой Отечественной войны (1941—1945) Баку был основным стратегическим центром обеспечения топливом военной авиации и бронетехники, что явилось одним из важнейших факторов Победы в Великой Отечественной войне. В то же время Гитлеровская Германия строила планы захвата бакинской нефти, но благодаря поражению вермахта в битве за Кавказ Баку не был захвачен. В послевоенные годы Баку также оставался значимым нефтеносным регионом СССР, однако перестройка породила новые реалии в жизни советского Азербайджана и Баку, что привело к серии страшных трагедий и расколу в обществе.

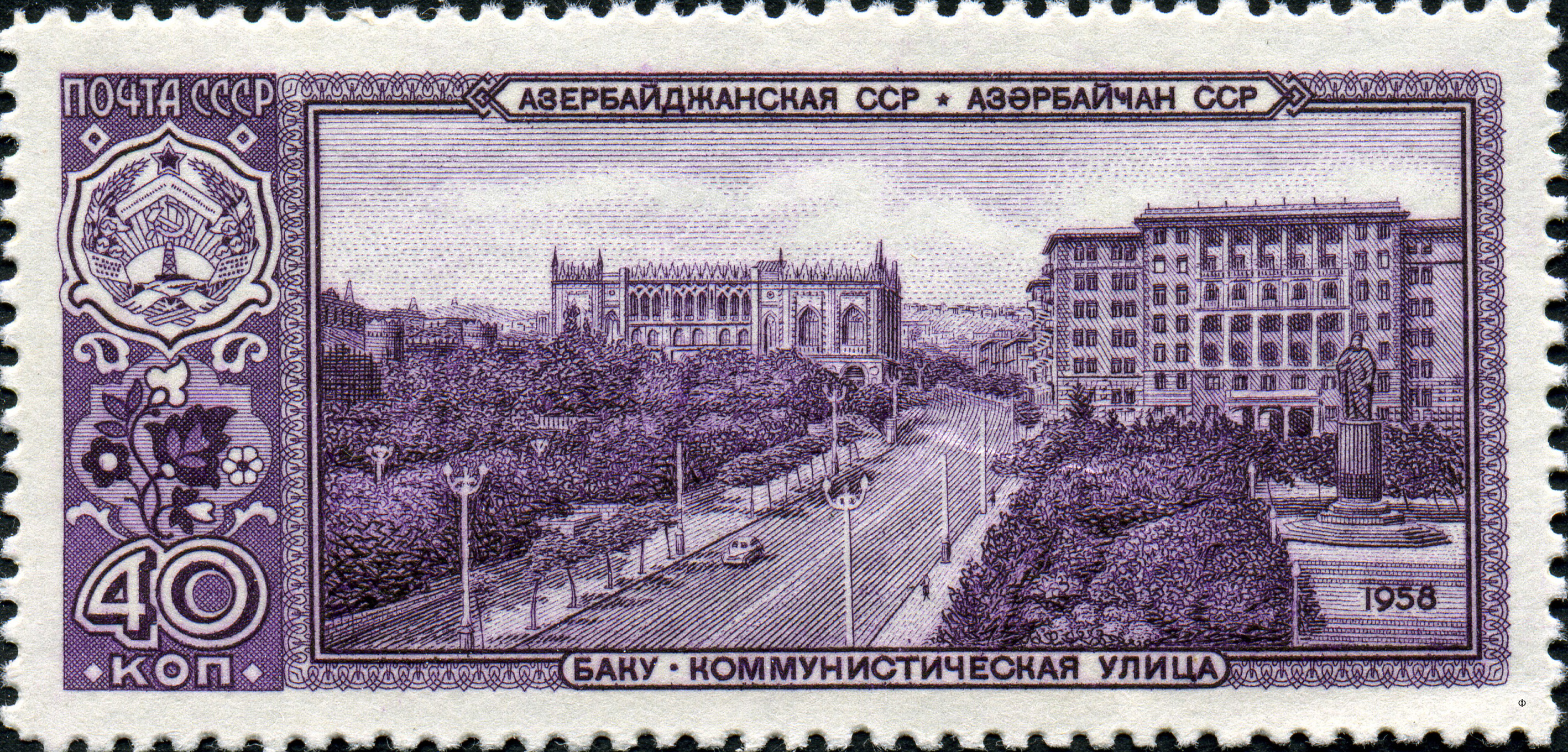
Почтовая марка 1958 год. Азербайджанская ССР. Баку. Коммунистическая улица

### Чёрный январь

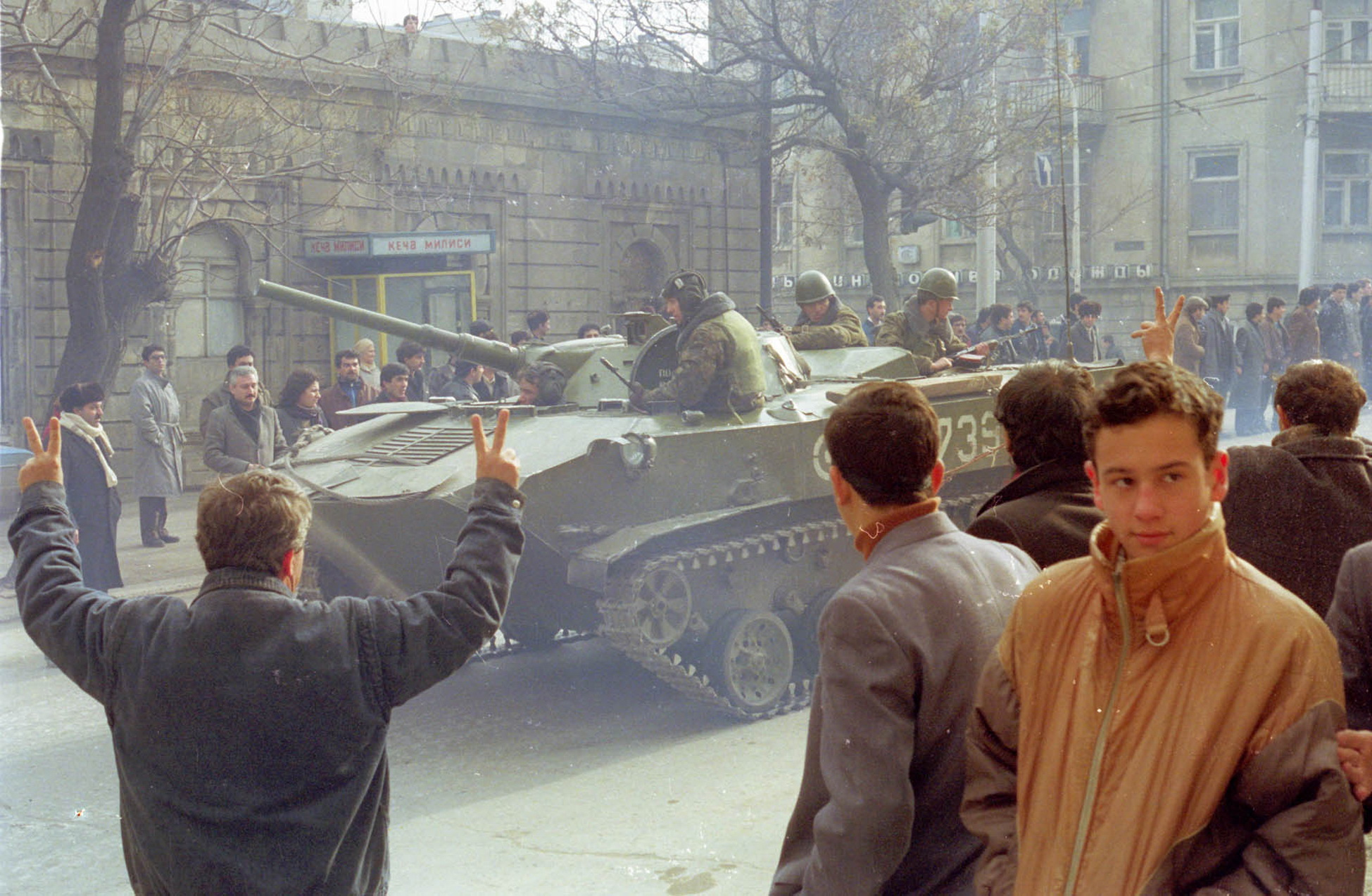
Подразделения советской армии в Баку. Зима 1990 года

С началом армяно-азербайджанского конфликта, в 1988—1989 годы в Баку прибыло большое количество азербайджанских беженцев из Армении. В 1988—1990 годах в городе происходили беспрецедентные беспорядки, которые переросли в армянские погромы.
В ночь с 19 на 20 января 1990 г., под предлогом подавления антиармянских и антисоветских восстаний, в Баку были введены военные части министерства обороны СССР. В стране эти события называют Чёрным (азерб. Qara Yanvar) или Кровавым январём (азерб. Qanlı Yanvar). Результатом стала кровавая расправа над местным населением, включая женщин, детей и стариков, пытавшихся остановить войска.
Кинорежиссёр Станислав Говорухин по поводу ввода войск в Баку в статье «Репетиция?», опубликованной в выпуске № 7 еженедельника «Московские новости» от 18 февраля 1990 года, писал следующим образом:

В ночь с 19-го на 20-е в город всё-таки вошли войска. Но Советская Армия вошла в советский город… как армия оккупантов: под покровом ночи, на танках и бронемашинах, расчищая себе путь огнём и мечом. По данным военного коменданта, расход боеприпасов в эту ночь — 60 тысяч патронов. На сумгаитской дороге стояла на обочине, пропуская танковую колонну, легковая машина, в ней — трое учёных из Академии наук, трое профессоров, одна из них — женщина. Вдруг танк выехал из колонны, скрежеща гусеницами по металлу, переехал машину, раздавив всех пассажиров. Колонна не остановилась — ушла громить «врага, засевшего в городе».

### Современный период

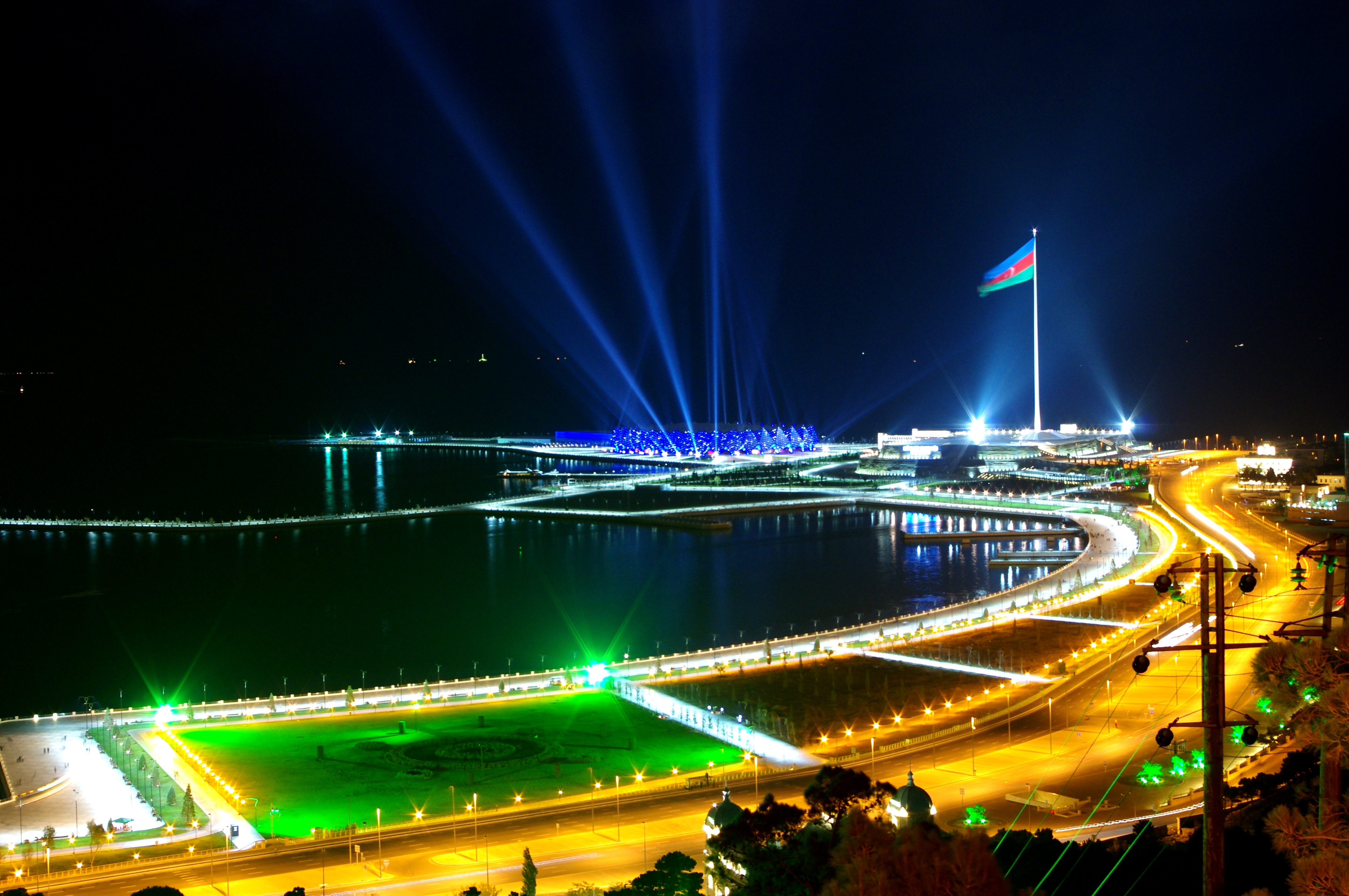
Вид на Приморский бульвар, Площадь государственного флага и Бакинский кристальный зал. 2012 год

Сегодня, оправившись от экономического и социального кризисов тяжёлых постсоветских лет конца XX века, Баку переживает своё новое рождение как крупнейший экономический и культурный центр Закавказья. Региональный план развития Баку охватит период до 2030 года. Начальник отдела международных связей и информации Госкомитета по градостроительству и архитектуре Джахангир Годжаев отмечал:

Подготовленный в период Советского Союза план не отвечает требованиям свободной экономики, и поэтому при поддержке Всемирного Банка подготавливается план развития Баку. Это будет основой для создания нового генерального плана.

Это будет более долгосрочный документ, определяющий также параметры развития всего Баку и окружающих его посёлков и Апшеронского полуострова в общем. Во время подготовки плана будет использована мировая практика, приняты во внимание параметры развития города Сумгаит и Апшеронского района. Наряду с этим проводятся работы по планированию центральной части города Баку.

Одним из масштабных градостроительных проектов является проект «Baku White City» („Белый Город Баку“), предусматривающий восстановление и развитие восточной части центра столицы, известной как «Чёрный город».

Строительство небоскрёбов проекта The Crescent Development Project, 2015 год

1 сентября 2010 года в Баку состоялось открытие Площади государственного флага, на которой был поднят флаг Азербайджана. Флагшток на площади, с момента установки до мая 2011 года, был самым высоким в мире и включён в Книгу рекордов Гиннесса. Однако в 2018 году флагшток был снесён.
В мае 2012 года в Баку прошёл 57-й конкурс песни Евровидение, специально для которого был построен Бакинский кристальный зал.
В сентябре-октябре 2012 года в Баку состоялись матчи чемпионата мира по футболу среди девушек в возрасте до 17 лет. В июне 2015 года в Баку прошли первые в истории Европейские игры.
С 2019 года Баку в статусе города дизайна является членом сети творческих городов ЮНЕСКО.
30 декабря 2023 года утверждён Генеральный план развития города Баку до 2040 года.
Конференция ООН по изменению климата 2024 года или COP29 2024 года, более известная как COP29, станет 29-й конференцией Организации Объединённых Наций по изменению климата. COP29 пройдёт в Баку с 11 по 22 ноября 2024 года. Президентом COP29 в январе 2024 года избран Мухтар Бабаев. Самир Нуриев возглавляет Организационный комитет.
В 2025 году Советом Глав государств СНГ Баку присвоено почётное звание почётное звание Содружества Независимых Государств «Город трудовой славы. 1941–1945 гг.».

## Население
Современный Баку сложился как объединённая под единым административным контролем территория населением 2 181,8 тыс. жителей (на 1 января 2014 года), в состав которой (по данным на 1 января 2014 года) входит 1 город (собственно Баку) населением 1 217,3 тысячи человек; а также 59 посёлков городского типа (азерб. şəhər tipli qəsəbə) суммарной численностью населения 964,5 тыс. человек. В связи с этим территория Баку традиционно подразделяется на «Малый Баку» (собственно город) и «Большой Баку» (включает город и остальную территорию, находящуюся под административным управлением мэрии города).
Административные границы собственно города Баку, установленные официально, существенно меньше территории, определяемой Global Human Settlement (GHS-SMOD) как «город». Согласно данному определению, город — это непрерывно населённый кластер с плотностью населения не меньше 1500 чел./км². С учётом данного определения численность населения Малого Баку (собственно города) определяется в диапазоне между 1 885 000 (согласно GGMSF) и 1 963 825 (согласно GHS на 2015 год); площадь данной территории 334 км² (плотность, соответственно, — 5643 и 5879 тыс. чел. на км²).
Население Большого Баку в начале 2009 года составляло 2 046 тыс. человек (в 2008 г. 1 917 тыс. чел., в 1999 — 1 788,9 тыс., в 1989 г. — 1 794,9 тыс., в 1979 г. — 1533,2 тыс.). Некоторое сокращение населения города в 2006 году связано с передачей части территории Бинагадского района Баку в состав Апшеронского района. Численность жителей Баку вместе с вынужденными переселенцами и временно проживающими составляла на 13 апреля 2009 года 2 246 тыс. человек.
Население увеличивалось с 13 000 в 1860-х годов до 112 000 в 1897 году и 215 000 в 1913 году, что позволяет говорить о Баку как о крупнейшем городе Кавказского региона.
После присоединения к России Баку стал космополитичным городом, азербайджанцы вплоть до 1940-х годов не составляли национального большинства. Перепись 1903 г. зафиксировала в Баку и пригородах (не считая промыслов), 155,9 тысяч человек населения, из которых 36,4 % составляли азербайджанцы, 33,9 % — русские и 17 % — армяне; всего же в городе жили представители около 20 национальностей. Согласно характеристике ЭСБЕ, азербайджанцы «составляют массу чернорабочих, но между ними немало купцов и владельцев нефтяных промыслов»; в руках армян «большая часть торговли и многие нефтяные промыслы»; русские — прежде всего военные и чиновники, но также «есть владельцы и служащие на нефтяных промыслах, лучшие мастеровые, извощики (последние исключительно молокане)».
В 2009 году в Баку проживали азербайджанцы (90,3 %), русские (5,3 %), татары, лезгины и другие народы.
| Год  | Азербайджанцы | %    | Русские | %    | Армяне  | %     | Евреи  | %   | Лезгины | %    | Татары | %    | Другие | %    | Население |
| ---- | ------------- | ---- | ------- | ---- | ------- | ----- | ------ | --- | ------- | ---- | ------ | ---- | ------ | ---- | --------- |
| 1886 | 37 530        | 43,3 | 21 390  | 24,7 | 24 840  | 28,7  | 391    | 0,5 | н.д.    | н.д. | н.д.   | н.д. | 2 460  | 2,8  | 86 611    |
| 1897 | 40 341        | 36,0 | 37 399  | 33,4 | 19 099  | 17,1  | 391    | 0,5 | 310     | 0,3  | н.д.   | н.д. | 12 850 | 11,5 | 111 904   |
| 1926 | 118 737       | 26,2 | 159 491 | 35,2 | 76 656  | 16,9  | 22 045 | 4,9 | 3 708   | 0,8  | 9 239  | 2,0  | 63 457 | 14,0 | 453 333   |
| 1939 | 235 762       | 29,2 | 343 558 | 42,5 | 118 703 | 14,7  | 31 056 | 3,8 | 12 351  | 1,5  | 24 306 | 3,0  | 42 954 | 5,3  | 808 690   |
| 1959 | 211 372       | 32,9 | 223 242 | 34,7 | 137 111 | 21,3  | 26 623 | 4,1 | 12 304  | 1,9  | 10 745 | 1,7  | 21 110 | 3,3  | 652 507   |
| 1970 | 586 052       | 46,3 | 351 090 | 27,7 | 207 464 | 16,4  | 25 937 | 2,0 | 23 650  | 1,9  | 26 379 | 2,1  | 44 943 | 3,6  | 1 265 515 |
| 1979 | 854 386       | 55,7 | 337 959 | 22,0 | 215 807 | 14,1  | 25 405 | 1,7 | 28 995  | 1,9  | 26 438 | 1,7  | 44 245 | 2,9  | 1 533 235 |
| 1989 | 1 184 160     | 66,0 | 295 500 | 16,5 | 179 950 | 10,0  | 22 826 | 1,3 | 38 100  | 2,1  | 24 331 | 1,4  | 50 007 | 2,8  | 1 794 874 |
| 1999 | 1 574 252     | 88,0 | 119 371 | 6,7  | 378     | 0,021 | 5 164  | 0,3 | 26 145  | 1,5  | 27 652 | 1,5  | 35 892 | 2,0  | 1 788 854 |
| 2009 | 1 848 107     | 90,3 | 108 525 | 5,3  | 104     | 0,005 | 6 056  | 0,3 | 24 868  | 1,2  | 25 171 | 1,2  | 32 984 | 1,6  | 2 045 815 |

## Административное деление
После обретения независимости Азербайджаном Баку сохранил своё административное деление на 11 городских районов. 29 апреля 1992 года были переименованы 4 района: «район 26 бакинских комиссаров» в «Сабаильский район», «Кировский» — в «Бинагадинский район», «Ленинский» — в «Сабунчинский район», «Октябрьский» — в «Ясамальский район».
| Наименование района | Площадь км² | Численность населения тыс. чел. (перепись 2009 г.) | Численность населения тыс. чел. (оценка 2017 г.) | Плотность населения чел/км² (2017 г.) |
| ------------------- | ----------- | -------------------------------------------------- | ------------------------------------------------ | ------------------------------------- |
| Бинагадинский       | 170         | 238,5                                              | 263,1                                            | 1548                                  |
| Карадагский         | 1080        | 107,4                                              | 122,3                                            | 113                                   |
| Наримановский       | 20          | 161,2                                              | 176,2                                            | 8810                                  |
| Насиминский         | 10          | 208,1                                              | 219,2                                            | 21 920                                |
| Низаминский         | 20          | 177,8                                              | 197,0                                            | 9850                                  |
| Пираллахинский      | 30          | 17,5                                               | 20,2                                             | 673                                   |
| Сабаильский         | 30          | 90,2                                               | 101,0                                            | 3367                                  |
| Сабунчинский        | 240         | 220,5                                              | 241,2                                            | 1005                                  |
| Сураханский         | 120         | 196,6                                              | 216,3                                            | 1803                                  |
| Хазарский           | 370         | 151,2                                              | 163,5                                            | 442                                   |
| Хатаинский          | 30          | 244,9                                              | 280,0                                            | 9333                                  |
| Ясамальский         | 20          | 231,9                                              | 245,8                                            | 12 290                                |
| Город Баку:         | 2140        | 2045,8                                             | 2245,8                                           | 1049                                  |

## Экономика
Баку — крупнейший промышленный и экономический центр Закавказья. Основными отраслями, обеспечивающими экономическое развитие города, являются международная торговля, нефтеперерабатывающая, химическая, машиностроительная, пищевая, текстильная промышленность. В последние годы сильно развиваются военная промышленность, высокотехнологичные отрасли и информационные технологии. Тем не менее Баку был признан самым дорогим городом для путешествующих бизнесменов на пространстве СНГ в первом полугодии 2009 года.

### Промышленность

#### Нефть и газ

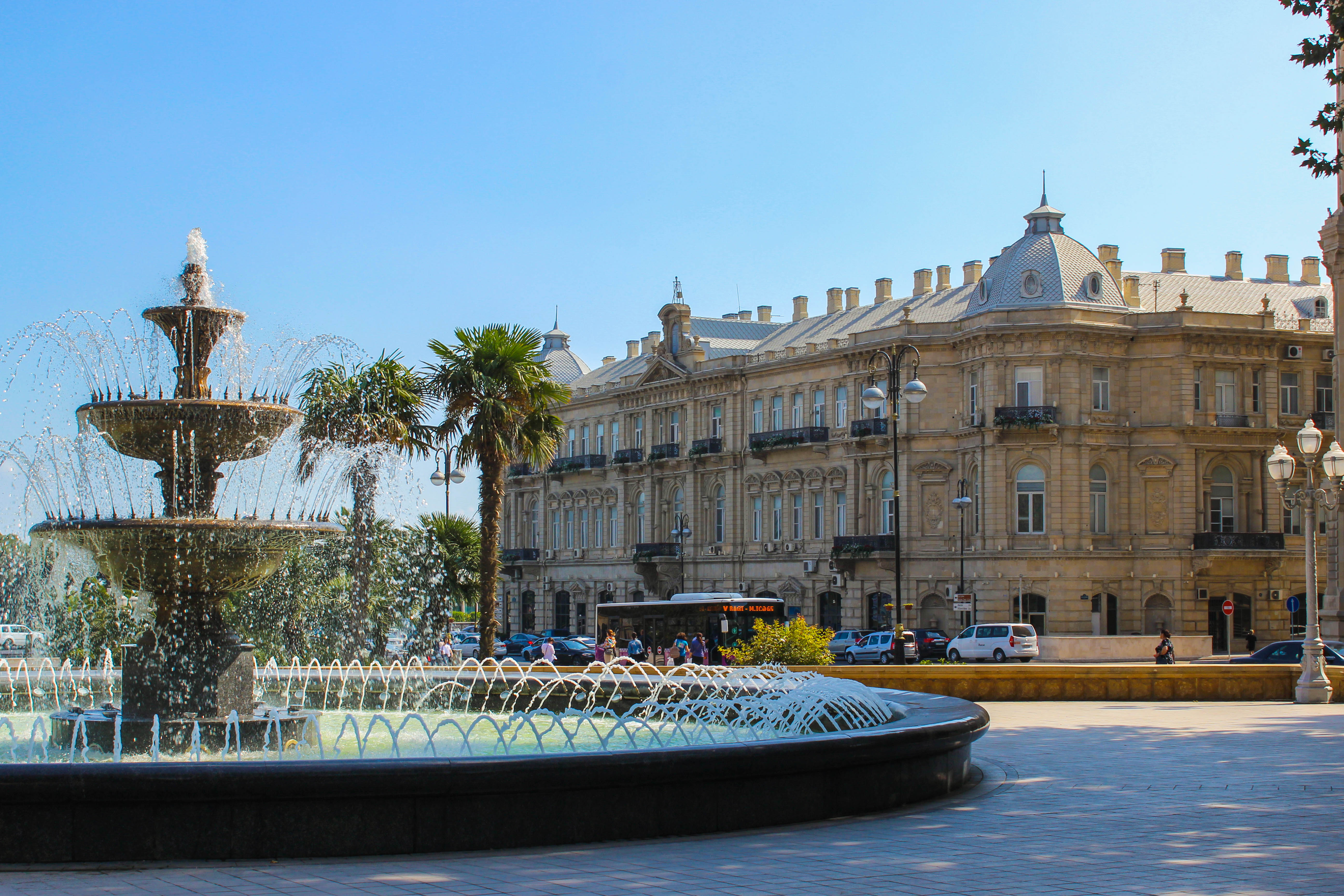
Главный офис нефтегазовой компании SOCAR

Бакинский нефтегазоносный район — крупнейший район по добыче, запасам нефти и газа в Азербайджане. Нефтяные месторождения района расположены в пределах Южно-Каспийского нефтегазоносного бассейна, на территории Апшеронского полуострова и прилегающей акватории Каспийского моря.

##### Месторождения
Недалеко от города расположены основные нефтяные и газовые месторождения Азербайджана:
- Азери — Чираг — Гюнешли — группа шельфовых нефтегазовых месторождений в южной акватории Каспийского моря, в 90 км к востоку от Баку.
- Карабах — нефтегазовое месторождение. Расположена в 130 км к востоку от Баку.
- Шах-Дениз — шельфовое газоконденсатное месторождение. Расположено на юго-западе Каспийского моря, в 70 км юго-восточнее Баку.

##### Контракт века
20 сентября 1994 года, во дворце «Гюлистан» Баку, было заключено соглашение, которое ввиду его огромной значимости получило название Контракт века. Контракт Века вошёл в список самых крупных соглашений как по количеству углеводородных запасов, так и по общему объёму предполагаемых инвестиций. Соглашение о долевом распределении продукции глубоководных месторождений Азери, Чыраг, Гюнешли нашло своё отражение на 400 страницах и 4 языках.

##### Компании
В нефтегазовом комплексе заняты многие нефтегазовые компании мира. Крупнейшие:
- Amoco;
- BP (через дочернюю компанию BP Azerbaijan);
- ExxonMobil;
- Statoil;
- Лукойл (через дочернюю компанию LukAgip N.V.)
- Total;
- SOCAR;

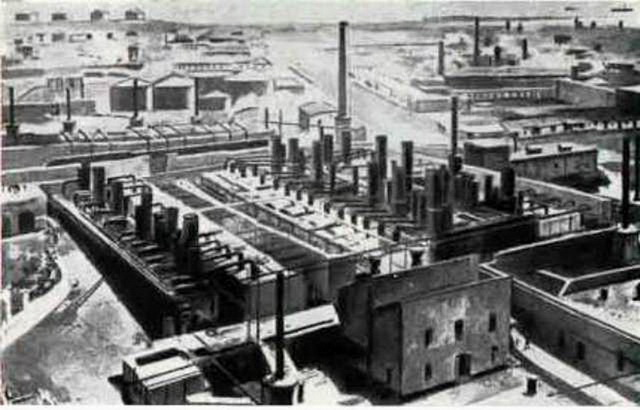
Нефтеперегонный завод Нобелей в Баку, конец 1880-х гг.
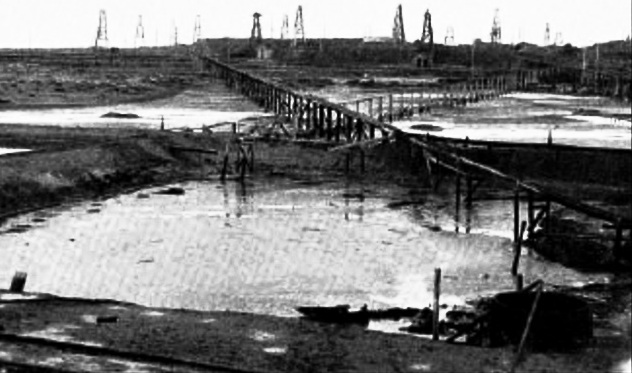
Первый в России нефтепровод Балаханы – Чёрный город
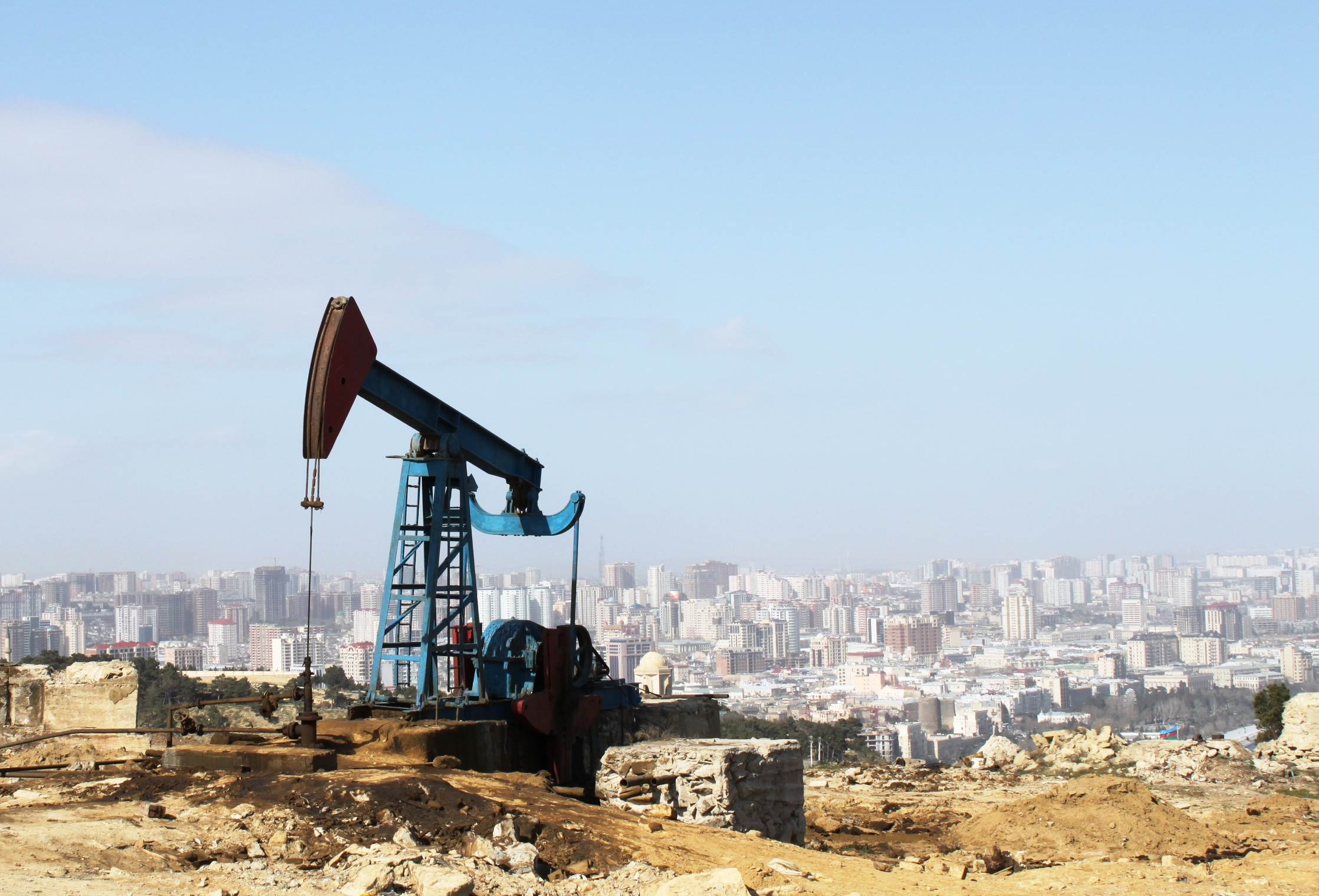
Добыча нефти глубинным насосом
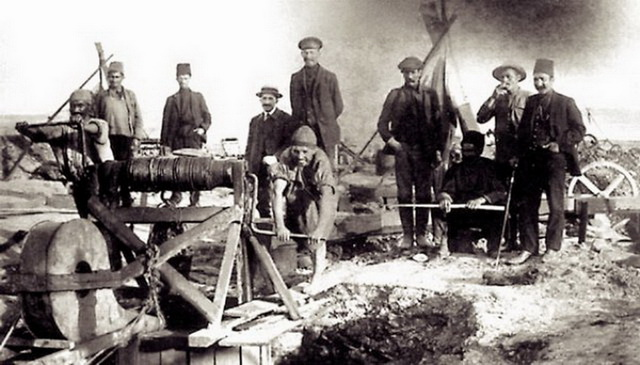
Поднятие нефти ручным воротом в XIX веке на месторождении Биби-Эйбат
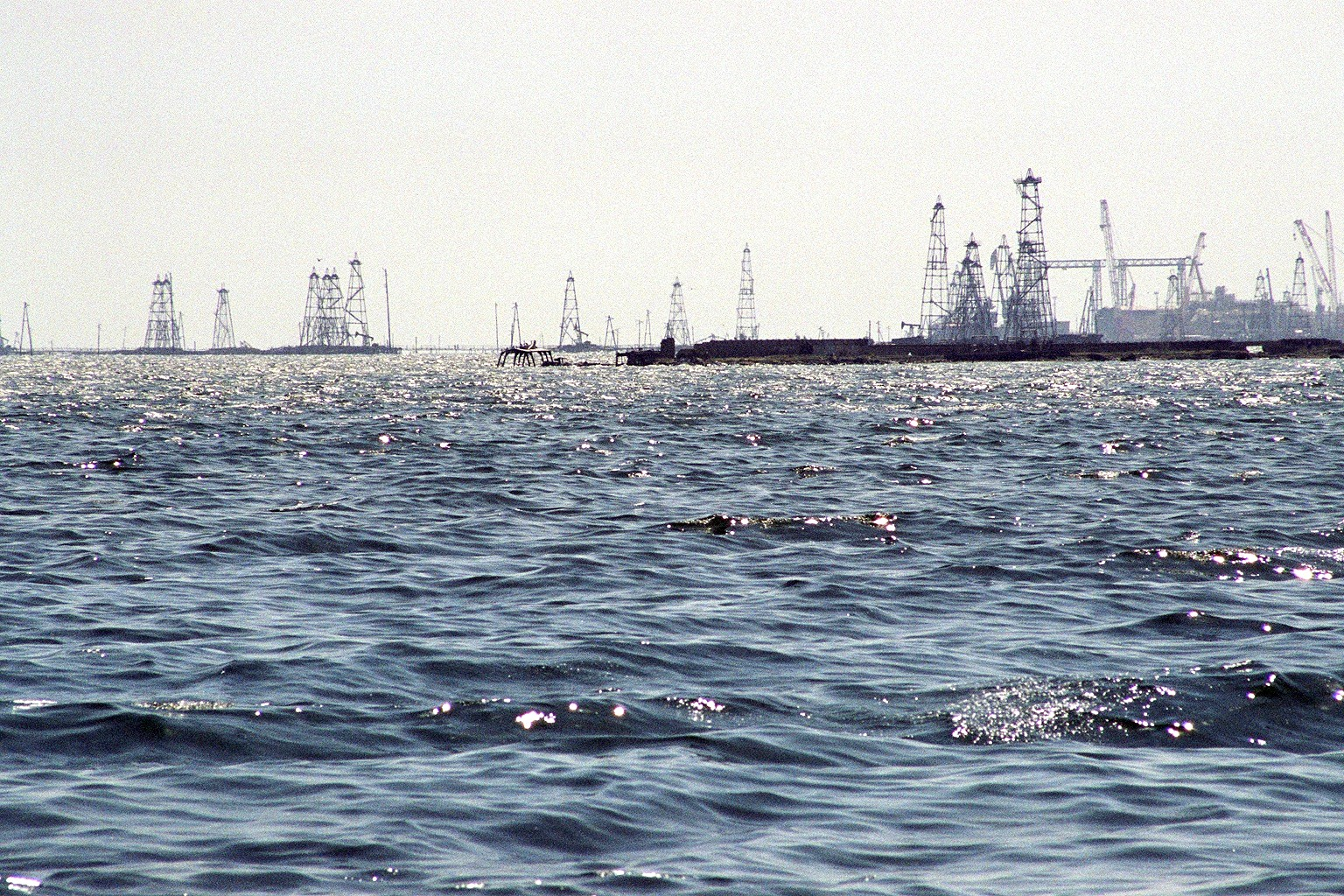
Нефтяные Камни
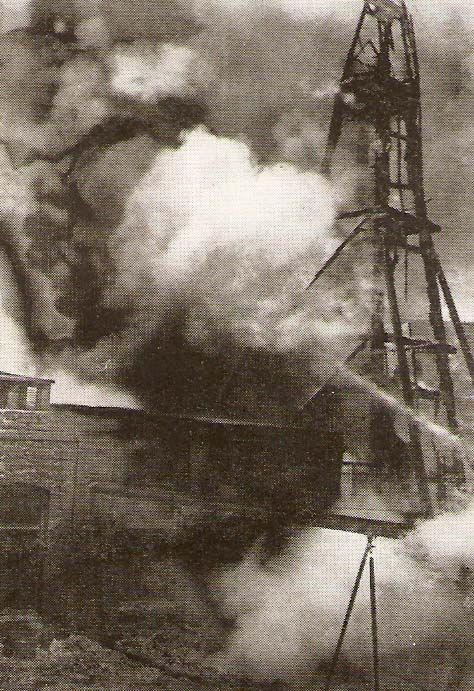
Нефтяная установка в Баку, обстрелянная во время боёв. 1918 г.

- Бакинский нефтеперерабатывающий завод.

#### ВПК
На территории города действует значительное количество предприятий оборонной промышленности. Среди них: AZAD Systems Co, Завод ЭВМ, НПП «Иглим», Завод «Авиа-агрегат», НПП «Сенайеджихаз», Завод «Радиогураштырма», Завод «Телемеханика», Завод «Алов» и другие.

#### Иные отрасли
15 августа 2023 года введён в эксплуатацию фармацевтический завод «Diamed».
В Гарадагском районе Баку введён в эксплуатацию метанольный завод ООО «SOCAR Methanol». Производственная мощность завода составляет 720 тыс. тонн метилового спирта в год.

### Финансовый сектор
В Баку действуют офисы азербайджанских и филиалы международных банков. Крупнейшими банками Баку являются: Credit Suisse, HSBC, Société Générale, UniCredit, Международный банк Азербайджана.
Бакинская фондовая биржа (БФБ) — главная фондовая биржа страны. Была учреждена 15 февраля 2000 года. Является закрытым акционерным обществом, насчитывает 18 акционеров — юридических лиц. БФБ имеет торговый зал из 30 рабочих мест, технически позволяющих проводить торги по ценным бумагам любого вида. Обладает также депозитарием, рассчитанным на содержание ценных бумаг, выпущенных в документарной и без- форме. Учредителями Бакинской биржи стали 15 крупнейших банков Азербайджана, две финансовые компании и Стамбульская фондовая биржа. Взнос каждого из них — 300 млн азербайджанских манатов. Уставной фонд биржи составил 5,4 млрд манатов. К 1 июля 2008 года оборот БФБ составлял 4021,759 млн манатов ($4954,736 млн).

### Торговля и сфера услуг

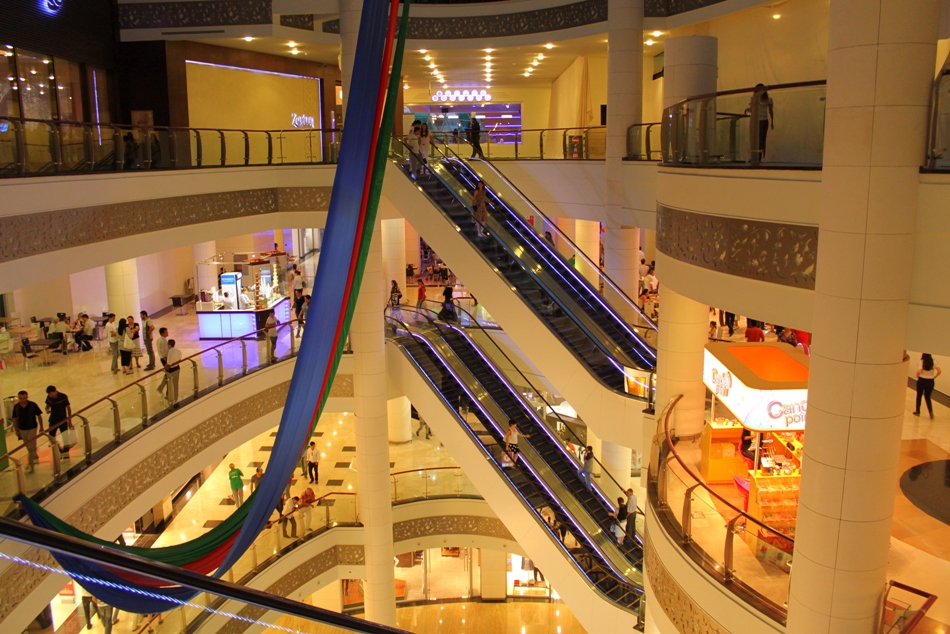
Торговый центр Park Bulvar

#### Сети общественного питания
В городе работает значительное количество предприятий общественного питания, в том числе входящих в следующие сети: McDonald’s, KFC, Kalinka, Fan fang, Kabab park, Baskin Robbins.

## Транспорт
Баку — крупнейший транспортный узел Азербайджана. В городе сходится ряд важных автомобильных и железнодорожных магистралей, связывающие Апшеронский полуостров с Горным Ширваном; имеются морской порт и международный аэропорт.

### Международный

#### Авиационный транспорт

Международный аэропорт имени Гейдара Алиева

Аэропорт имени Гейдара Алиева  (ICAO: UBBB IATA: GYD) — один из семи международных аэропортов, обслуживающих Азербайджан. Ранее он носил название «Международный аэропорт Бина́», по названию пригорода Баку. Переименован 10 марта 2004 года в честь Гейдара Алиева, третьего Президента Азербайджана. Находится в 25 километрах к востоку от города. Аэропорт имеет две взлётно-посадочных полосы — (16л/34п) — 2700 метров и (18п/36л) — 3200 метров. Порт приписки национальной авиакомпании «AZAL — Азербайджанские Авиалинии» и грузовой авиакомпании Silk Way Airlines. Из аэропорта выполняются пассажирские и грузовые рейсы в страны Европы, Ближнего Востока, Юго-Восточной и Средней Азии.

#### Железнодорожный транспорт

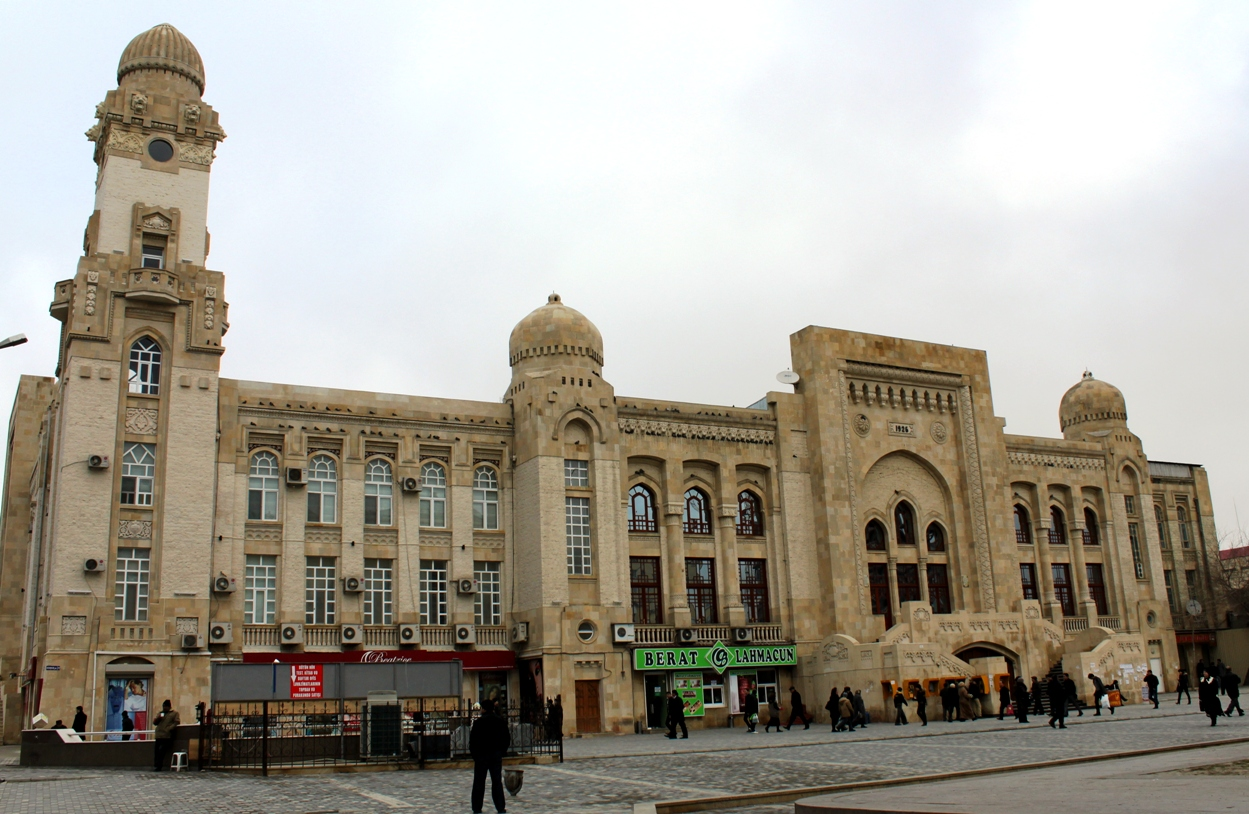
Здание старого железнодорожного вокзала

В настоящее время поезда дальнего следования прибывают на Бакинский вокзал. С него ходят поезда в Москву, Тбилиси (по ЖД «Поти — Баку»), Харьков, Ростов-на-Дону, Гянджу, Агстафу, Газах, Сумгаит, Горадиз, Астару. После открытия коридора Баку — Тбилиси — Карс планируется открытие маршрутов в Карс и Стамбул. Пригородные поезда долгое время отправлялись со станции Кишлы. В 2018 году был начат ремонт путей и остановок в пригородах, а с марта 2020 года было восстановлено движение пригородных поездов из Баку. С июня 1947 года по лето 2009 в городе также действовала Бакинская детская железная дорога.

#### Морской транспорт
В Баку действует порт. Составной частью транспортной системы Азербайджана в международных транспортных проектах и коридорах являются паромные переправы Баку — Туркменбаши, Баку — Актау.

##### Баку — Туркменбаши
Паромная переправа Баку — Туркменбаши — железнодорожно-пассажирская переправа на Каспийском море между городами Баку (Алят) и Туркменбашы (Туркменистан). Расстояние — 306 км. Каждый из действующих паромов серии «Дагестан» берёт на борт 28 железнодорожных вагонов и 200 пассажиров. Все восемь судов, работающих на переправе, ходят под азербайджанским флагом. Данная переправа входит в европейский маршрут E60.

#### Трубопроводный

Предполагаемая схема маршрута газопровода Nabucco

- Газопровод Баку — Тбилиси — Эрзурум (Южнокавказский трубопровод) был официально открыт 25 марта 2007 года. Диаметр трубопровода — 42 дюйма, протяжённость 970 км. (442 км в Азербайджане, 248 — в Грузии, 280 — от грузино-турецкой границы до Эрзурума). Длина каждой трубы — 11,5 м[121]. По нему предусматривается прокачка газа, добываемого в рамках проекта Шах-Дениз[122].
- Нефтепровод Баку — Тбилиси — Джейхан — трубопровод для транспортировки каспийской нефти к турецкому порту Джейхан, расположенному на берегу Средиземного моря. Официальное торжественное открытие всего нефтепровода прошло 13 июля 2006 в Джейхане. Протяжённость 1773 километра (по территории Азербайджана (449 км.), Грузии (235 км.) и Турции (1059 км.)). Проектная пропускная мощность — 50 миллионов тонн нефти в год, или один миллион баррелей в сутки. Стоимость — 3,6 млрд долларов.
- Нефтепровод Баку — Супса был пущен в эксплуатацию 17 апреля 1999 года. Трубопровод был построен в рамках контракта на разработку месторождений Азери-Чираг-Гюнешли, его протяжённость составляет 837 километров[123]. Диаметр трубопровода 530 мм[124].
- Нефтепровод «Баку — Новороссийск»— трубопровод для транспортировки каспийской нефти к российскому порту Новороссийск, расположенному на берегу Чёрного моря.
- Nabucco — проектируемый магистральный газопровод протяжённостью 3300 км из Туркменистана и Азербайджана в страны ЕС, прежде всего Австрию и Германию.

### Внутренний

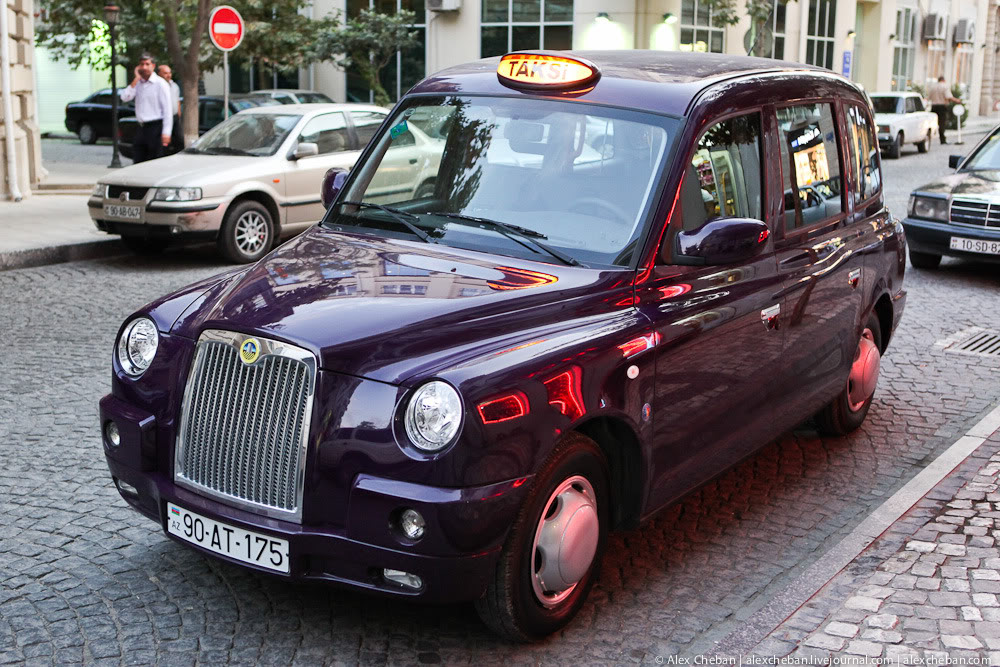
Бакинское такси

#### Метрополитен
Бакинский метрополитен (азерб. Bakı metropoliteni) — вид городского транспорта, проложенного под землёй в Баку. 6 ноября 1967 года вступил в строй пятый в Советском Союзе метрополитен. Первый пусковой участок первой очереди, протяжённостью 6,5 км, состоял из 5 станций: «Баксовет» (ныне «Ичери Шехер») — «26 Бакинских комиссаров» (ныне «Сахил») — «28 Апреля» (ныне «28 Мая») — «Гянджлик» — «Нариман Нариманов». В качестве подвижного состава используются в основном вагоны типа 81-717/714. Обслуживает подвижной состав депо имени Наримана Нариманова. В настоящее время метрополитен насчитывает 26 станций, общая протяжённость линий — 38,8 км.

#### Общественный транспорт

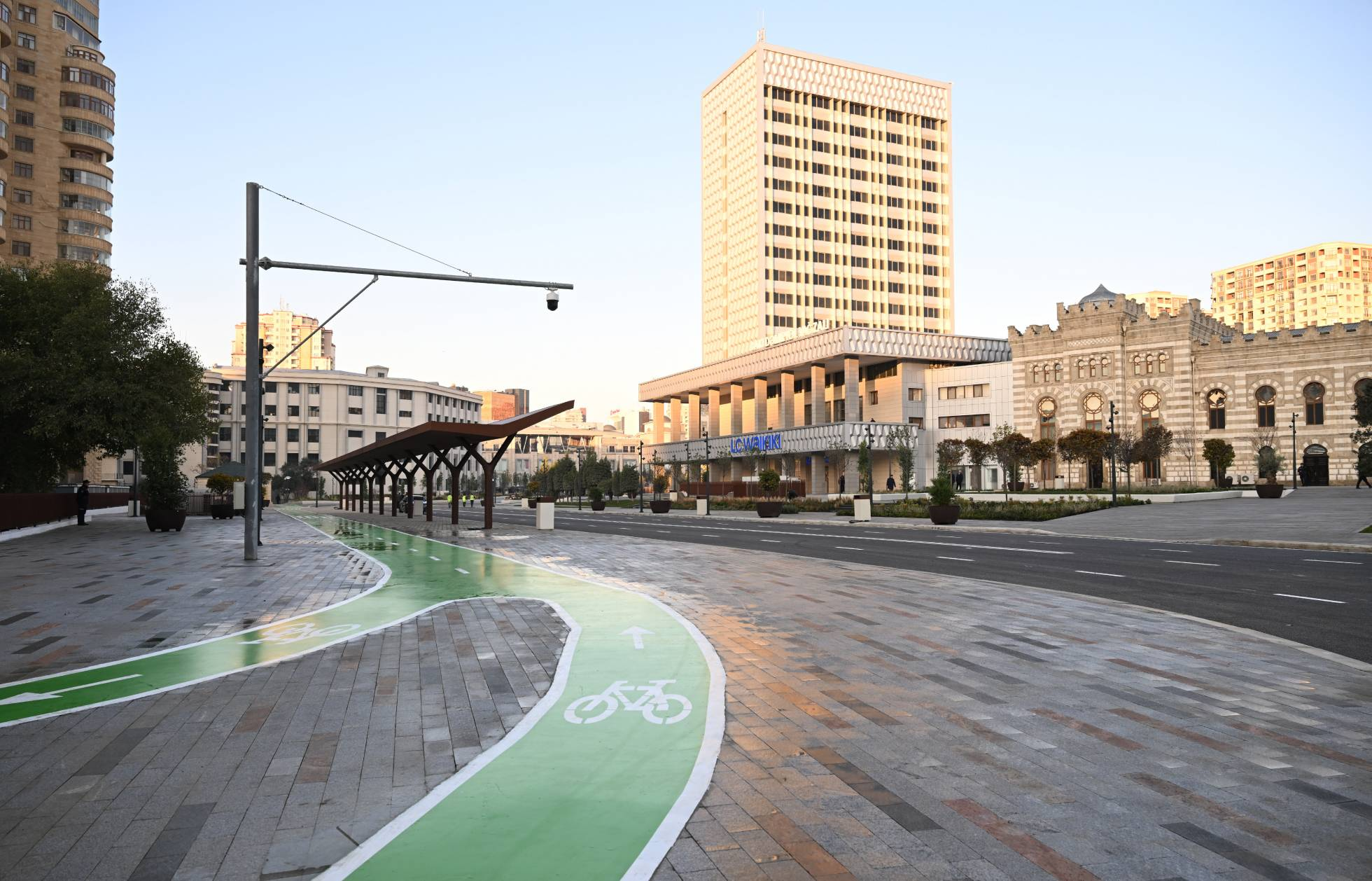
Велодорожки Ноябрь 2024

На 2024 год 28 % всех поездок в городе осуществляется при помощи общественного транспорта. На март 2024 года в Баку курсируют 2 000 автобусов.
В декабре 2022 года Бакинское транспортное агентство сообщило о вводе в эксплуатацию автобусной полосы вдоль маршрутной линии 7А (от проспекта Гянджа до Бакинского международного автовокзального комплекса). По специальным полосам вдоль этого коридора разрешено передвигаться только общественному транспорту и оперативным транспортным средствам.

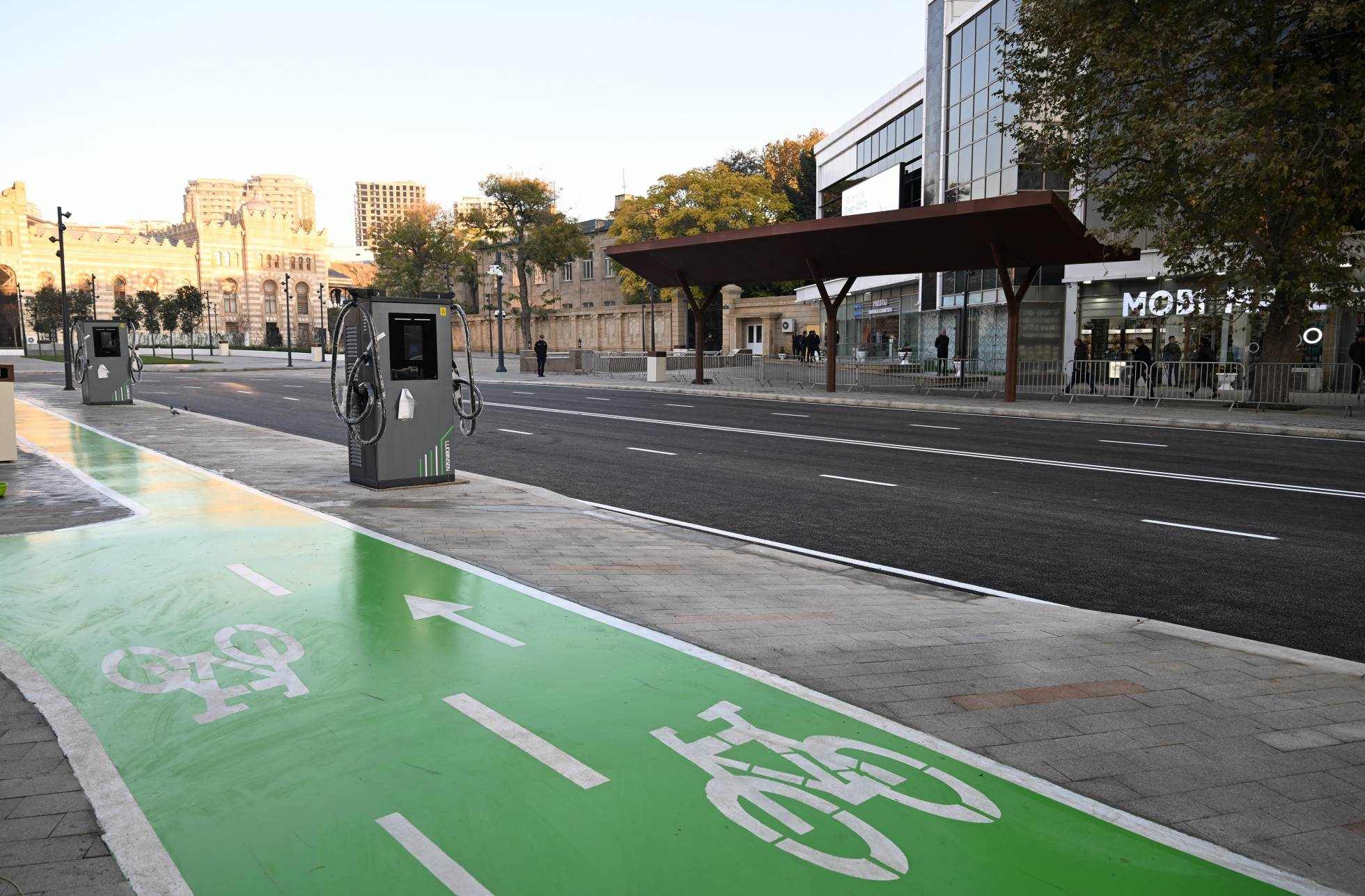
Велодорожки и электрозарядные станции

Предпринимаются меры по созданию зон, свободных от интенсивного движения автомобильного транспорта и скопления автомобильных парковок. С 12 марта 2024 года на территории перед станцией метро 28 Мая и Бакинским железнодорожным вокзалом, являющейся одной из оживлённых, отменено движение индивидуального автомобильного транспорта. По данной территории предоставлено право ездить только общественному транспорту. Созданы автобусные, велосипедные и пешеходные полосы. Парковки автомобилей приостановлены.
26 сентября 2023 года в Баку впервые был запущен электробус. Электробусы действуют на нескольких маршрутных линиях.
С августа 2024 года начата поставка электробусов китайской компании BYD. В городе эксплуатируются 160 электробусов BYD. Срок эксплуатации электробусов — 15 лет. Вместимость — 83 чел., длина — 12 м, ширина — 2,5 м, высота — 3 м.
Также действуют гибридные plug-in такси с электродвигателем LEVC TX5. Автомобиль способен проехать 130 км только с электродвигателем и 600 километров также с бензиновым генератором.
По городу ставятся электрозарядные станции для электробусов.
Действует безналичная система оплаты в общественном транспорте.

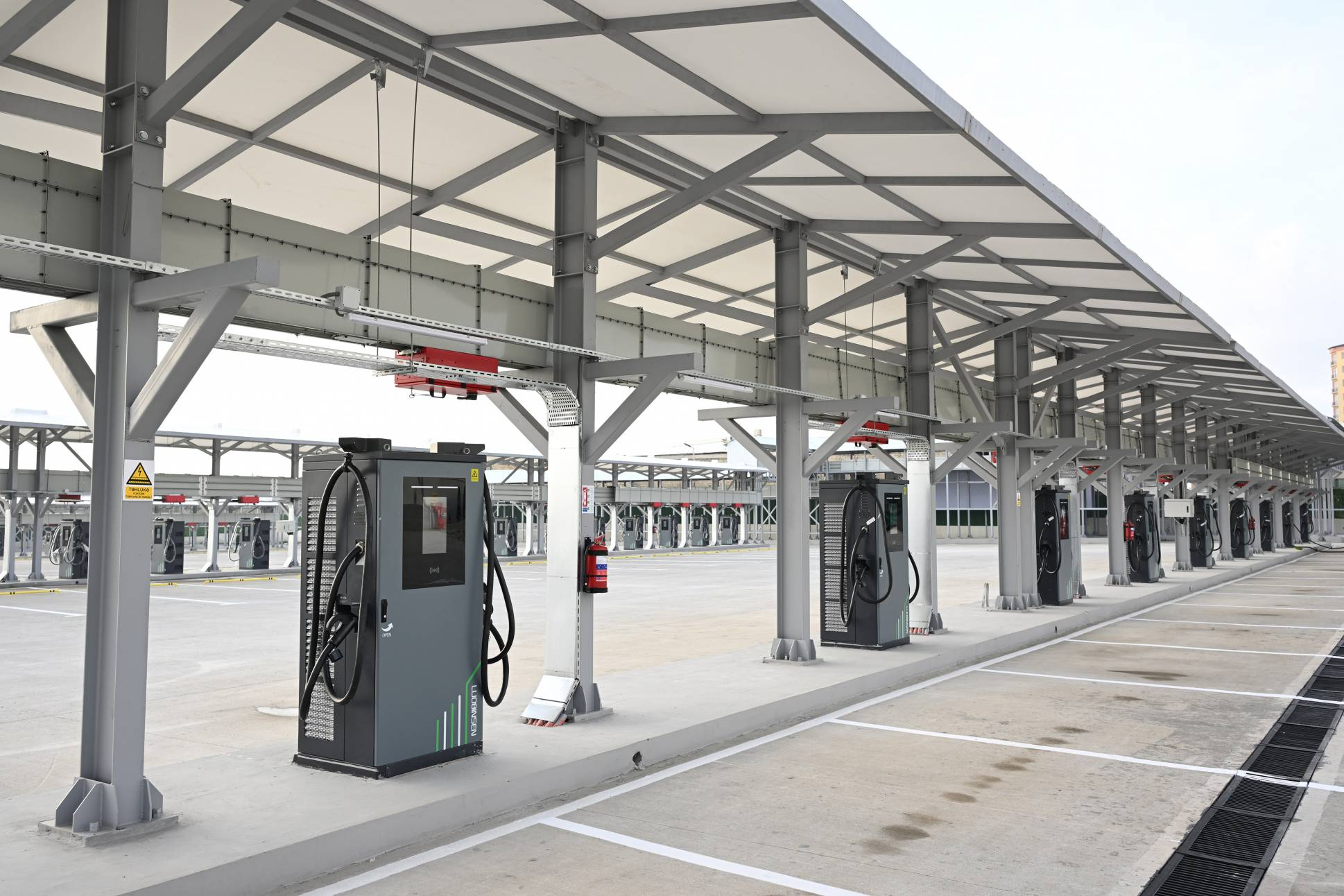
Зарядные устройства
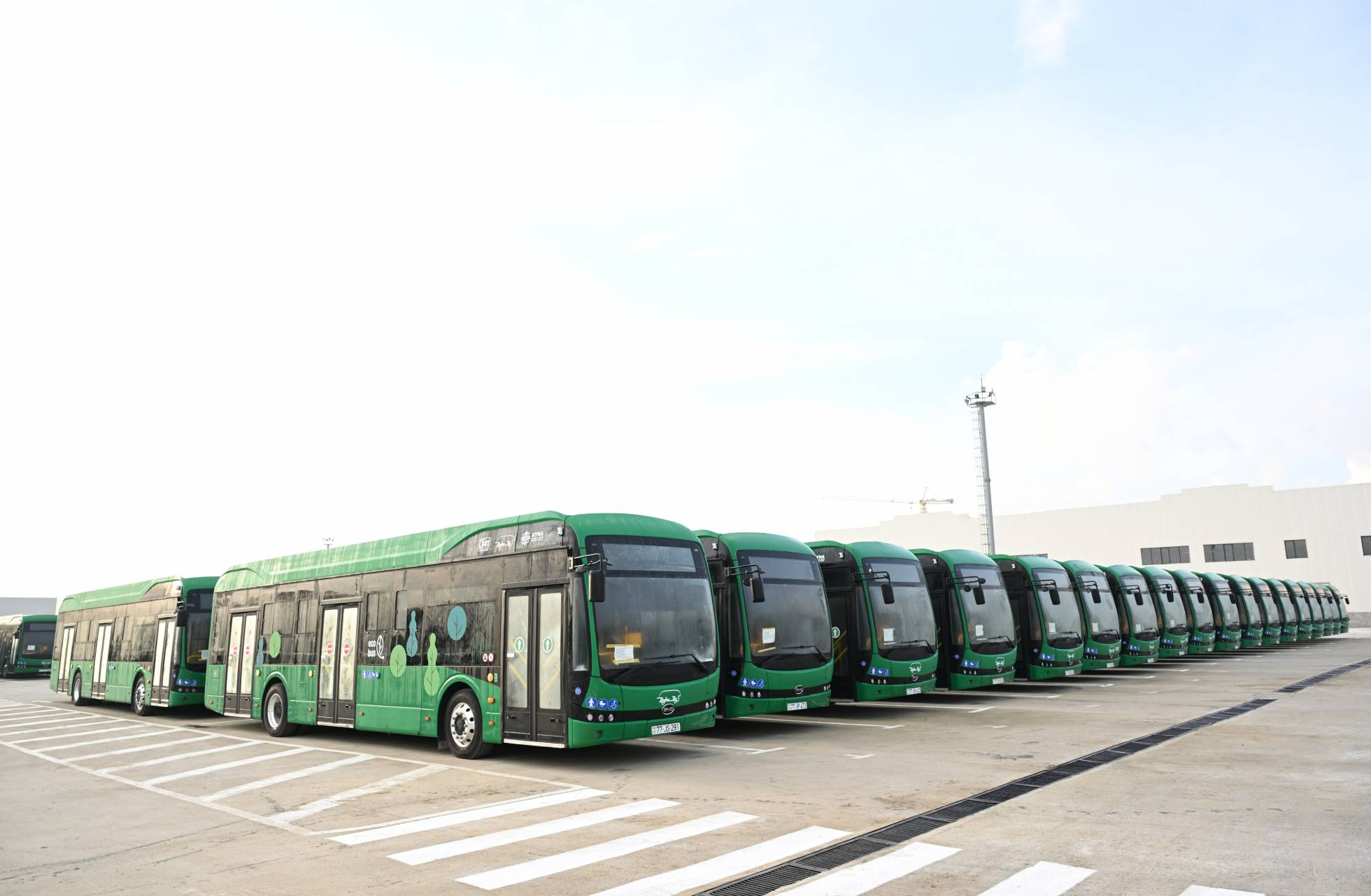
Электробусы BYD
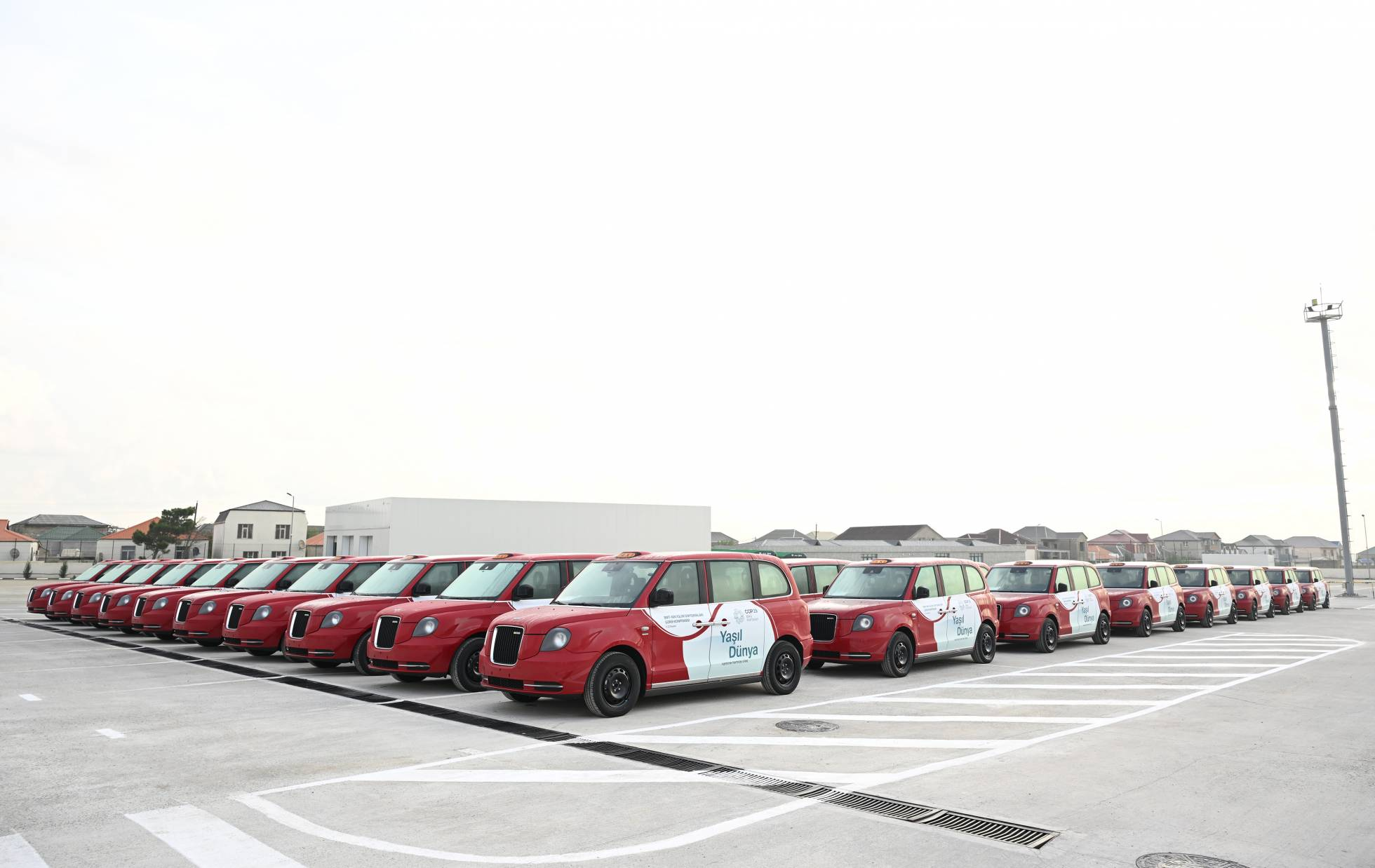
Гибридные такси LEVC

#### Личный автотранспорт
В городе сконцентрирована значительная часть автомобилей республики. На 1 января 2016 года в Баку было зарегистрировано 728,7 тысяч единиц автотранспорта.
До мая 2025 года в городе действовало 2 400 платных парковок. В мае 2025 года проведена оптимизация, и количество парковок снизилось до 690.

#### Микротранспорт
В центральной части Баку создана непрерывная полоса микромобильности протяженностью 6,5 км для велосипедов и скутеров. На май 2025 года установлено 484 парковочных пункта. Планируется расширить сеть велодорожек до 50 км.
Устанавливаются парковки для электросамокатов.

### Фуникулёр

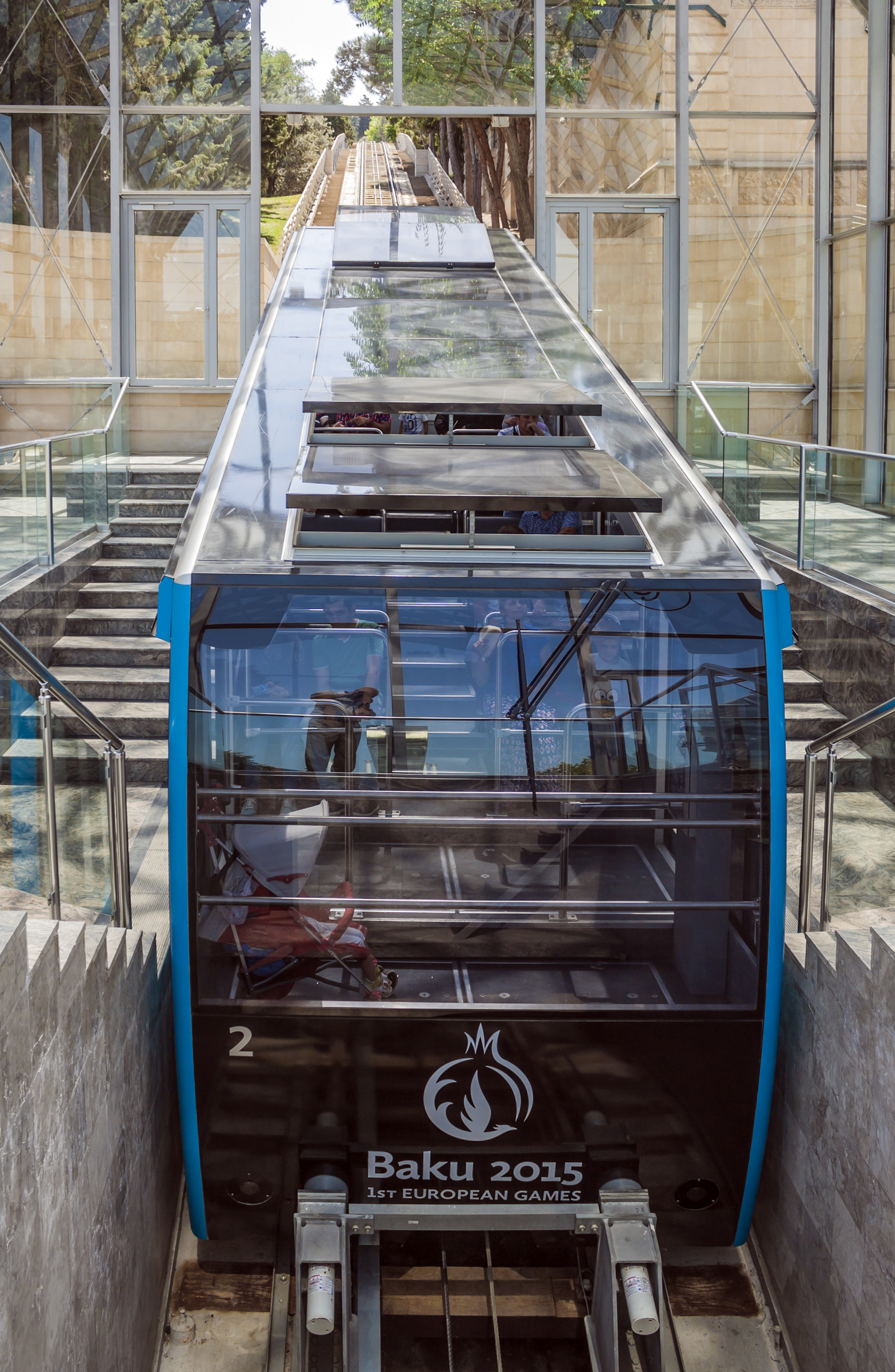
Вагон Бакинского фуникулёра

В 1960 году в Баку открылась фуникулёрная система, соединяющая площадь на Проспекте Нефтяников и Нагорный парк. Фуникулёр был построен по инициативе Алиша Лемберанского. Вагоны были сделаны в Харькове по специальному заказу. В 2012 году была проведена реконструкция фуникулёра и замена вагонов.

## Уровень доходов
В 2024 году средняя месячная заработная плата педагогов школ составила 993 маната, воспитателя дошкольных образовательных учреждений — 527 манат.

## Инфраструктура
На апрель 2024 года 950 000 хозяйств (в том числе домохозяйств и субъектов бизнеса) имеют возможность подключения к высокоскоростному интернету по технологии GPON. Это составляет 86,5 % от всех действующих хозяйств Баку.

### Жилой сектор
В городе идёт процесс обновления жилья. С этой целью производится снос ветхого и аварийного жилья. С апреля 2025 года начат четвёртый этап сноса в районе, известном как «Советская». Идёт снос старых домов и зданий в Ясамальском районе. Запланирован снос зданий, домов и нежилых объектов с истёкшим сроком эксплуатации, а также находящихся в аварийном состоянии в иных районах. 

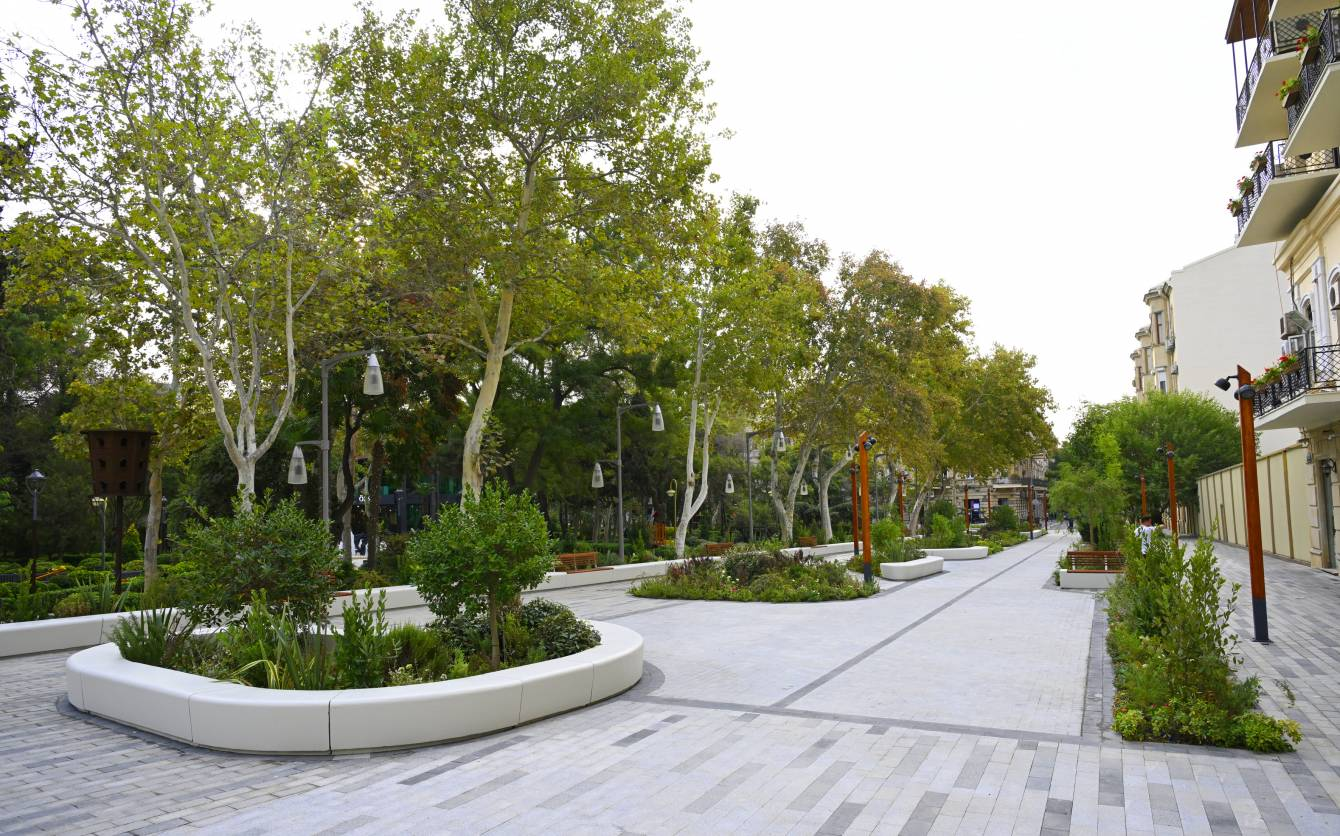
Сад Хагани Сентябрь 2024

## Экология
12 марта 2009 года начало деятельность ОАО «Темиз шехер» («Чистый город»).
В 2012 году введён в эксплуатацию Балаханинский завод по сортировке твердых бытовых отходов. 19 декабря 2012 года введён в строй Бакинский завод по сжиганию твердых бытовых отходов.

## Парки и сады
В сентябре 2024 года открыт после реконструкции сад имени Хагани. Площадь сада была увеличена с 0,8 до 1,4 га.

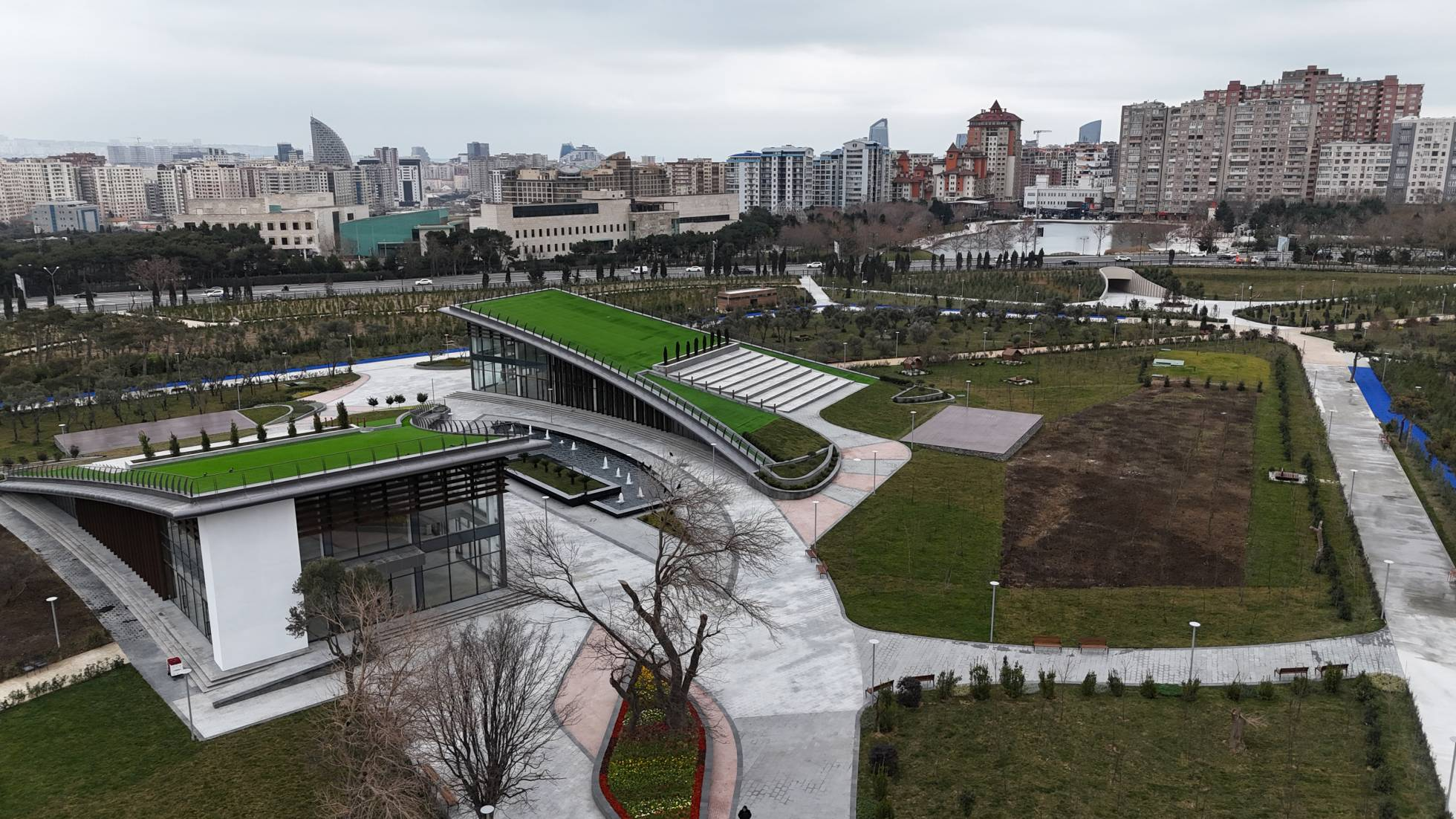
Парк около метро «Гянджлик» 2025

8 ноября 2024 года открыт Парк Победы площадью 10 гектар. В парке присутствуют Триумфальная арка из 44 колонн высотой 44 метра, памятник Победы. В нижней части парка расположен Музей Победы.
7 февраля 2025 года открыт парк около станции метро «Гянджлик» площадью 19 гектар. На территории парка находится историческое административное здание, которое было отреставрировано. В парке высажено 20 000 деревьев и кустарников. Создан подземный переход, соединяющий с парком «Деде Горгуд». 
2 июля 2025 года в Белом городе заложен парк «Узбекистан». В парке будет представлена архитектура и культура Узбекистана. Площадь парка составит 5 гектар. Парк будет создан в форме карты Узбекистана. Планируется создание музея, кинотеатра, амфитеатра, башни, ресторана национальной кухни Узбекистана, открытие зоопарка. В парке будут представлены архитектурные образцы Бухары, Самарканда и Хивы. 

## Туризм
До октября 2022 года на Приморском бульваре по Каспийскому морю курсировали экскурсионные прогулочные катера. В связи с понижением уровня Каспийского моря и обмелением побережья эксплуатация катеров прекратилась.

## Спорт

### Европейские игры
В июне 2015 года город принимал крупное спортивное мероприятие — Первые Европейские игры. В них участвовали спортсмены из 50 стран. Церемония открытия Европейских игр состоялась 12 июня 2015 года на сцене Олимпийского стадиона.

### Формула-1

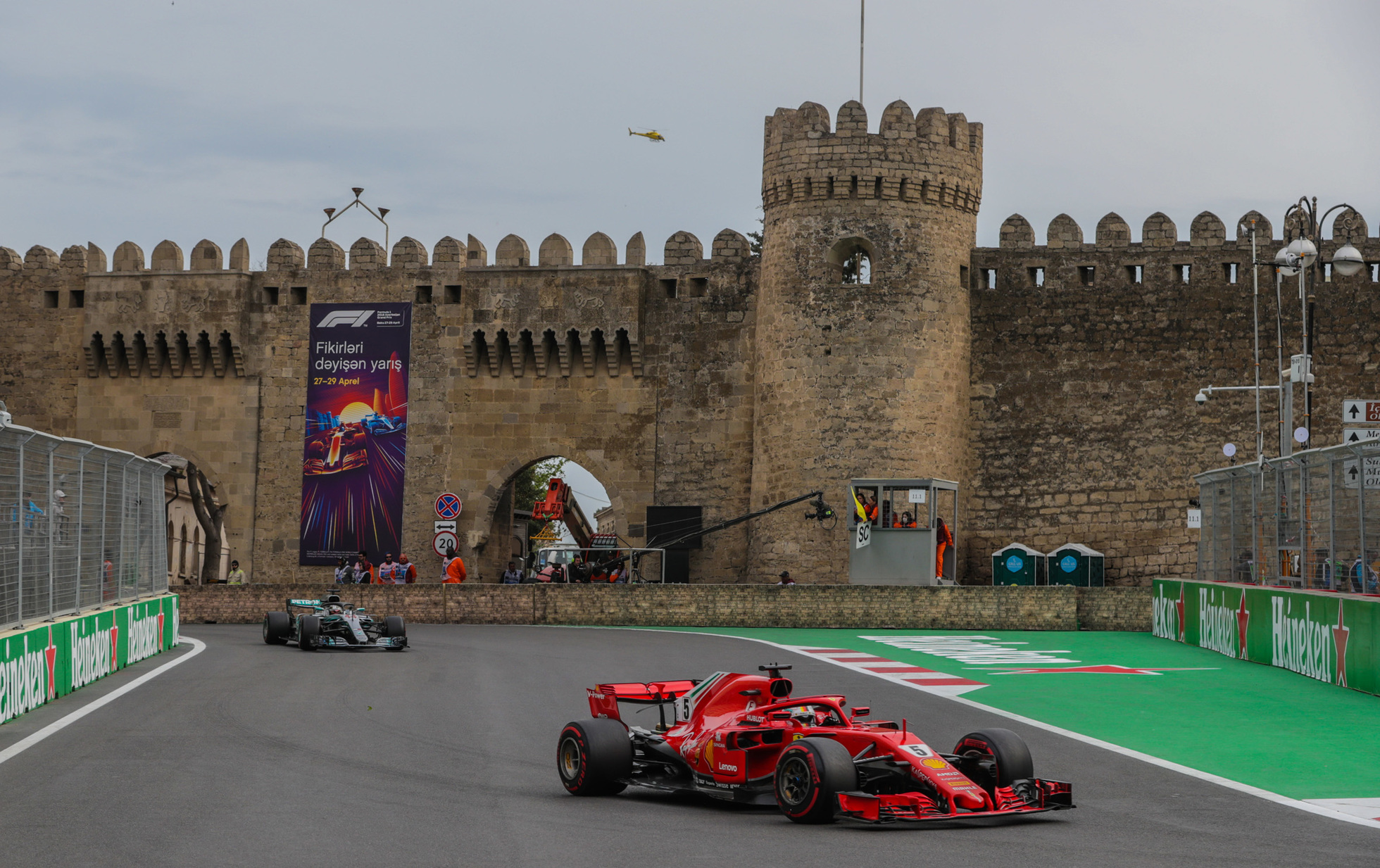
Гран-при Азербайджана 2018 года на Бакинской городской трассе

### Теннис
- Кубок Баку

### Футбол
Наиболее популярным видом спорта в городе, как и на всей территории Азербайджана, является футбол. В Премьер-лиге город представляют:
- Нефтчи (азерб. Neftçi Peşəkar Futbol Klubu);
- Зиря (азерб. Zirə futbol klubu);
- Сабаил (азерб. Səbail futbol klubu);
- Сабах (азерб. Sabah futbol klubu);

В 2019 году на Бакинском олимпийском стадионе состоялся финальный матч Лиги Европы. В 2020 году на том же стадионе должны были быть сыграны 3 матча группового этапа и 1 четвертьфинал Чемпионата Европы по футболу, которые позже были отложены на год в связи с пандемией COVID-19.

### Шахматы
Баку является родиной советского и российского шахматиста армянско-еврейского происхождения, 13-го чемпиона мира Гарри Каспарова (1985—1993).

## Образование

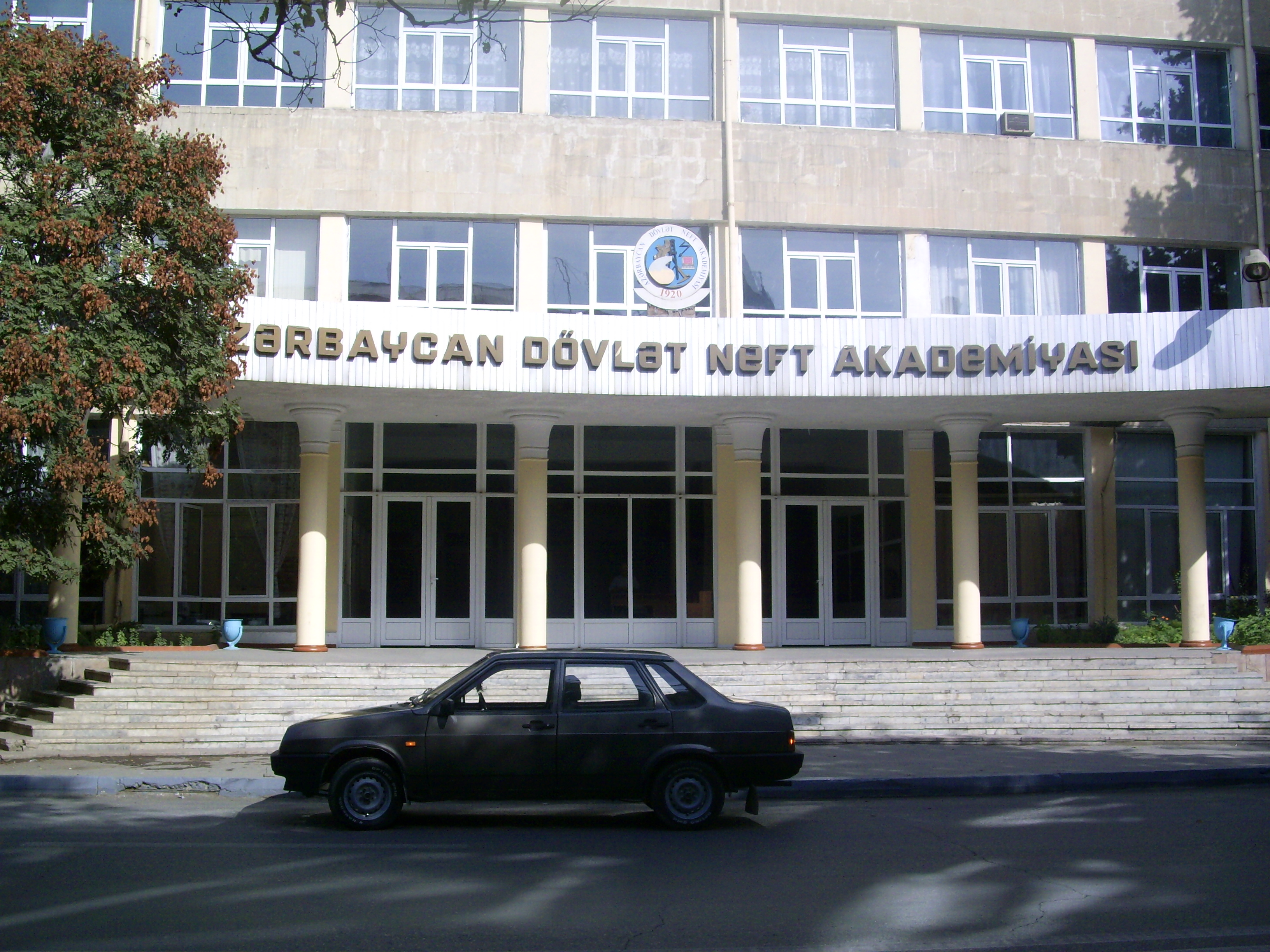
Азербайджанский государственный университет нефти и промышленности

Баку является одним из важнейших образовательных центров Азербайджана, в городе сосредоточено значительное число объектов просвещения:
- Азербайджанский государственный университет нефти и промышленности;
- Азербайджанский технический университет;
- Азербайджанский университет архитектуры и строительства;
- Азербайджанский медицинский университет;
- Азербайджанский государственный экономический университет;
- Азербайджанский государственный университет культуры и искусств;
- Азербайджанский государственный педагогический университет;
- Академия государственного управления при президенте Азербайджанской Республики;
- Азербайджанский университет языков;
- Азербайджанская государственная академия художеств;
- Азербайджанская государственная академия физической культуры и спорта
- Азербайджанская национальная консерватория;
- Азербайджанский университет туризма и менеджмента;
- Бакинский инженерный университет;
- Бакинская музыкальная академия;
- Бакинский государственный университет;
- Бакинский славянский университет;
- Бакинский университет «Азия»;
- Бакинский университет «Евразия»;
- Бакинский университет бизнеса;
- Бакинский филиал Московского государственного университета им. М. В. Ломоносова;
- Бакинский филиал I Московского государственного медицинского университета им. И. М. Сеченова;
- Бакинский университет для девушек;
- Западно-каспийский университет;
- Национальная академия авиации Азербайджана;
- Университет «Азербайджан»;
- Университет «Одлар йурду»;
- Университет «Тяфяккюр»;
- Университет Хазар;
- Азербайджанское высшее военное училище имени Гейдара Алиева;
- Академия СГБ имени Гейдара Алиева;
- Азербайджанская дипломатическая академия;
- Бакинская высшая школа нефти.

## Культура
В Баку находится множество учреждений культуры и искусства.

### Театры
- Азербайджанский государственный академический национальный драматический театр
- Азербайджанский государственный академический театр оперы и балета им. М. Ф. Ахундова
- Азербайджанский театр юного зрителя имени М. Горького
- Азербайджанский государственный академический русский драматический театр имени Самеда Вургуна;
- Театр Йуг
- Азербайджанский государственный кукольный театр

### Музеи
- Азербайджанский государственный музей музыкальной культуры (азерб. Azərbacan Musiqi Mədəniyyəti Dövlət Muzeyi).
- Азербайджанский национальный музей искусств (азерб. Rüstəm Mustafayev adına Azərbaycan Milli Incəsənət Muzeyi) — крупнейший в Азербайджане музей произведений искусств, начиная с древнейших времён до наших дней.
- Азербайджанский государственный музей ковра (азерб. Azərbaycan milli xalça muzeyi) — первый в мире музей ковра. Основан в 1967 году.
- Музей азербайджанской литературы имени Низами Гянджеви (азерб. Nizami Gəncəvi adına Azərbaycan ədəbiyyatı muzeyi) — музей является одной из крупнейших и богатейших сокровищниц азербайджанской духовной культуры.
- Музей миниатюрной книги (азерб. Miniatür Kitab Muzeyi) — крупнейший в мире музей такого рода.
- Национальный музей истории Азербайджана (азерб. Milli Azərbaycan Tarixi Muzeyi) — основан в 1920 году.
- Музей современного искусства (азерб. Müasir incəsənət muzeyi) — музей, в котором собраны свыше 800 работ азербайджанских художников и скульпторов, в основном работающих в авангардном стиле.
- Азербайджанская государственная художественная галерея
- Корабль-музей Сураханы[157][158]

### Цирки
- Бакинский государственный цирк
- Circus Sea Breeze[159]

### Достопримечательности

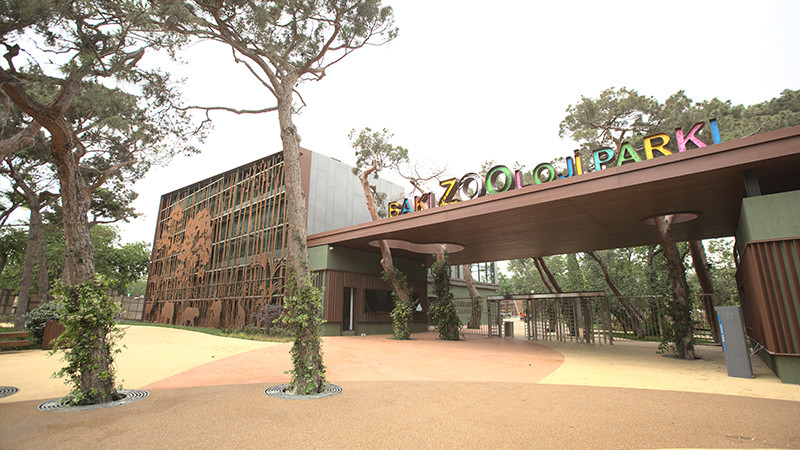
Бакинский зоопарк

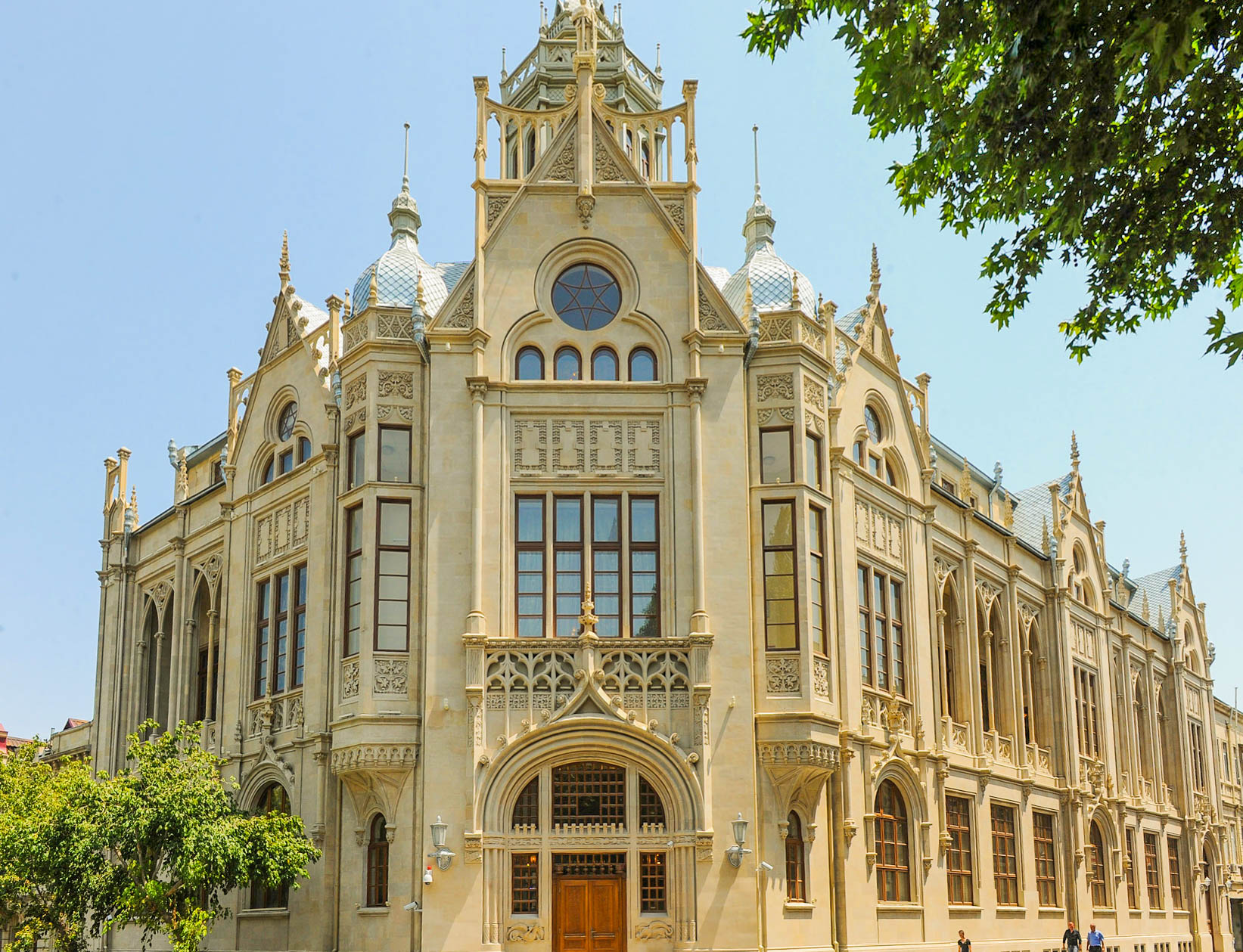
Дворец Мухтарова

- Аллея почётного захоронения (азерб. Fəxri xiyaban) — кладбище, расположенное в нагорной части Баку в виде аллеи, на котором похоронены видные азербайджанские деятели культуры, науки, литературы, искусства; Герои Советского Союза, политики, а также отличившиеся в различных областях экономики и сельского хозяйства и заслужившие почётные имена.
- Аллея шахидов (азерб. Şəhidlər Xiyabanı) — братская могила в Баку, где похоронены шахиды, герои борьбы за независимость Азербайджана, жертвы трагедии Чёрного января (126 человек) и погибшие за Карабах. На Аллее существует также безымянная могила, в которой захоронены части тел неопознанных убитых.
- Атешгях (азерб. Atəşgah) — храм огнепоклонников[160]. Храм сооружён проживавшей в Баку индусской общиной[161][162][163], относящейся к касте сикхов.
- Бакинский зоопарк (азерб. Bakı Zooloji Parkı) — государственный зоологический парк в Баку. Старейший в Азербайджане. Открыт в 1928 году. Подчиняется Министерству культуры и туризма Азербайджана, и исполнительной власти города Баку. Общая площадь зоопарка составляет 4,25 гектара[164].
- Дворец Мухтарова (азерб. Muxtarovun sarayı) или Дворец счастья (азерб. Səadət Sarayı) — здание в центральной части улицы Истигалийат («Независимость») города Баку.
- Площадь государственного флага (азерб. Dövlət Bayrağı Meydanı) — площадь в городе, на которой расположен государственный флаг Азербайджанской Республики. 1 сентября 2010 года состоялось её торжественное открытие. На площади стоит самый высокий в мире флагшток с флагом Азербайджана[165][166].
- Ичери-шехер (азерб. İçəri şəhər) — старый квартал и историко-архитектурный заповедник в центре города. В декабре 2000 года включён в список памятников Мирового культурного наследия ЮНЕСКО[167].
- Девичья башня (азерб. Qız Qalası) — древняя крепостная постройка у прибрежной части «Старого города» (Ичери Шехер). Является одним из важнейших компонентов приморского «фасада» города. В декабре 2000 года Девичья башня включена в список памятников Мирового культурного наследия ЮНЕСКО[167].
- Дворец ширваншахов (азерб. Şirvanşahlar sarayı) — дворец правителей Ширвана, построенный в XV веке при ширваншахе Халил-Аллахе. В декабре 2000 года дворец также включён в список памятников Мирового культурного наследия ЮНЕСКО[167].
- Бакинская телебашня (азерб. Bakı Televiziya Qülləsi) — сооружение высотой 310 м.
- Парашютная вышка (азерб. Paraşüt Qülləsi) — сооружение высотой 75 м на Приморском бульваре города.

### Мечети

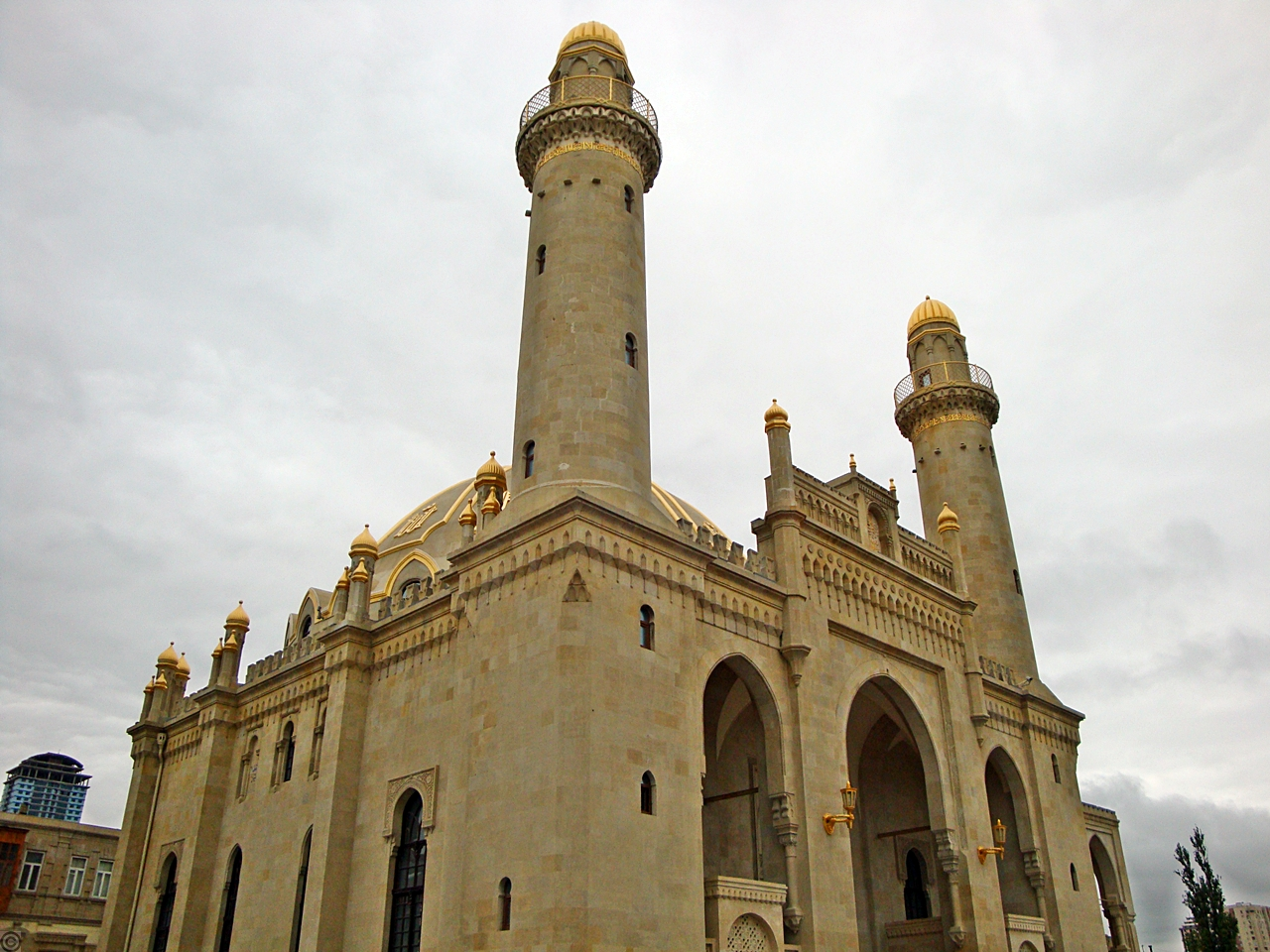
Мечеть Тезепир

- Дворцовая мечеть (азерб. Saray məscidi) — мечеть XV века, входящая в комплекс дворца Ширваншахов.
- Мечеть Мухаммеда (Мечеть Сыныгкала) (азерб. Məhəmməd məscidi) — мечеть XI века в Ичери-Шехере.
- Мечеть Биби-Эйбат (азерб. Bibiheybət məscidi) — шиитская мечеть, расположенная на берегу Бакинской бухты.
- Джума-мечеть (Баку) (азерб. Cümə məscidi) — находится в исторической части Баку, в Ичери Шехер.
- Мечеть Тезепир (азерб. Təzəpir məscidi) — мечеть в Баку. Строительство началось в 1905 году, при покровительстве меценатки Набат-ханум Ашурбековой, архитектором Зивер беком Ахмедбековым. После смерти меценатки было приостановлено. Однако вскоре продолжилось при её сыне и было закончено в 1914 году.
- Джума мечеть (Маштага) (азерб. Cümə məscidi) — находится в посёлке Маштага Сабунчинского района Баку.

### Церкви

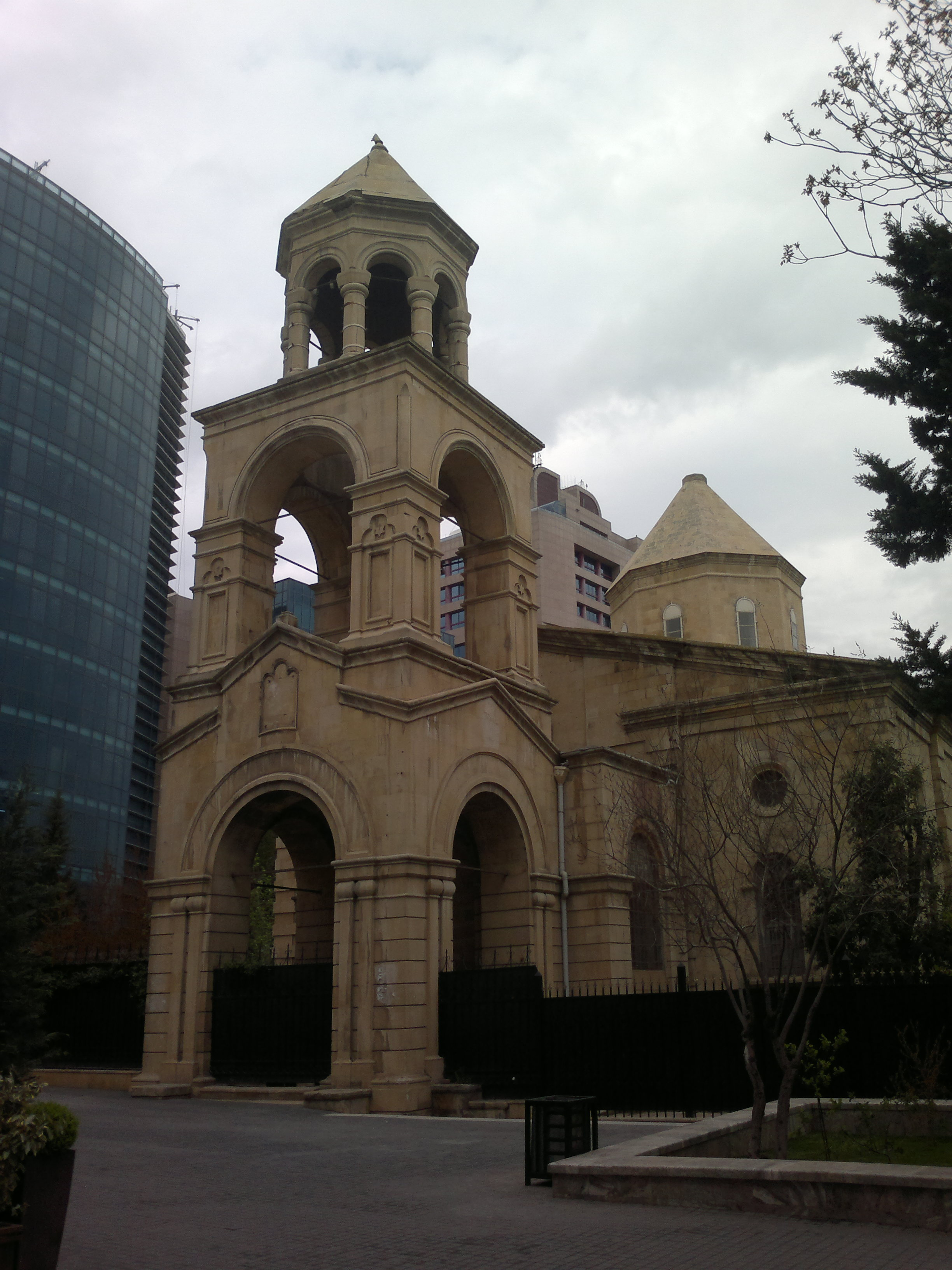
Армянская церковь

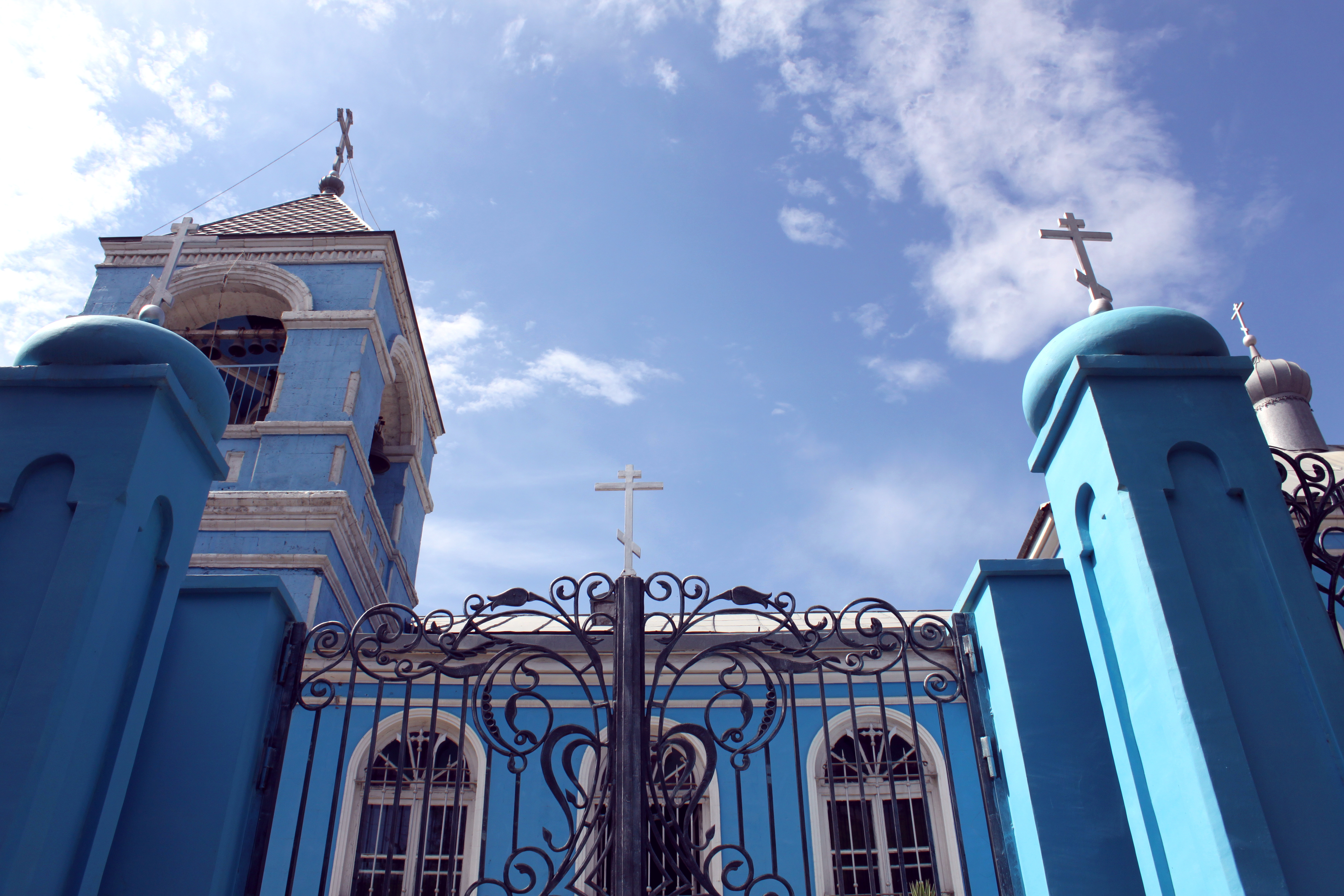
Православный Собор Рождества Пресвятой Богородицы

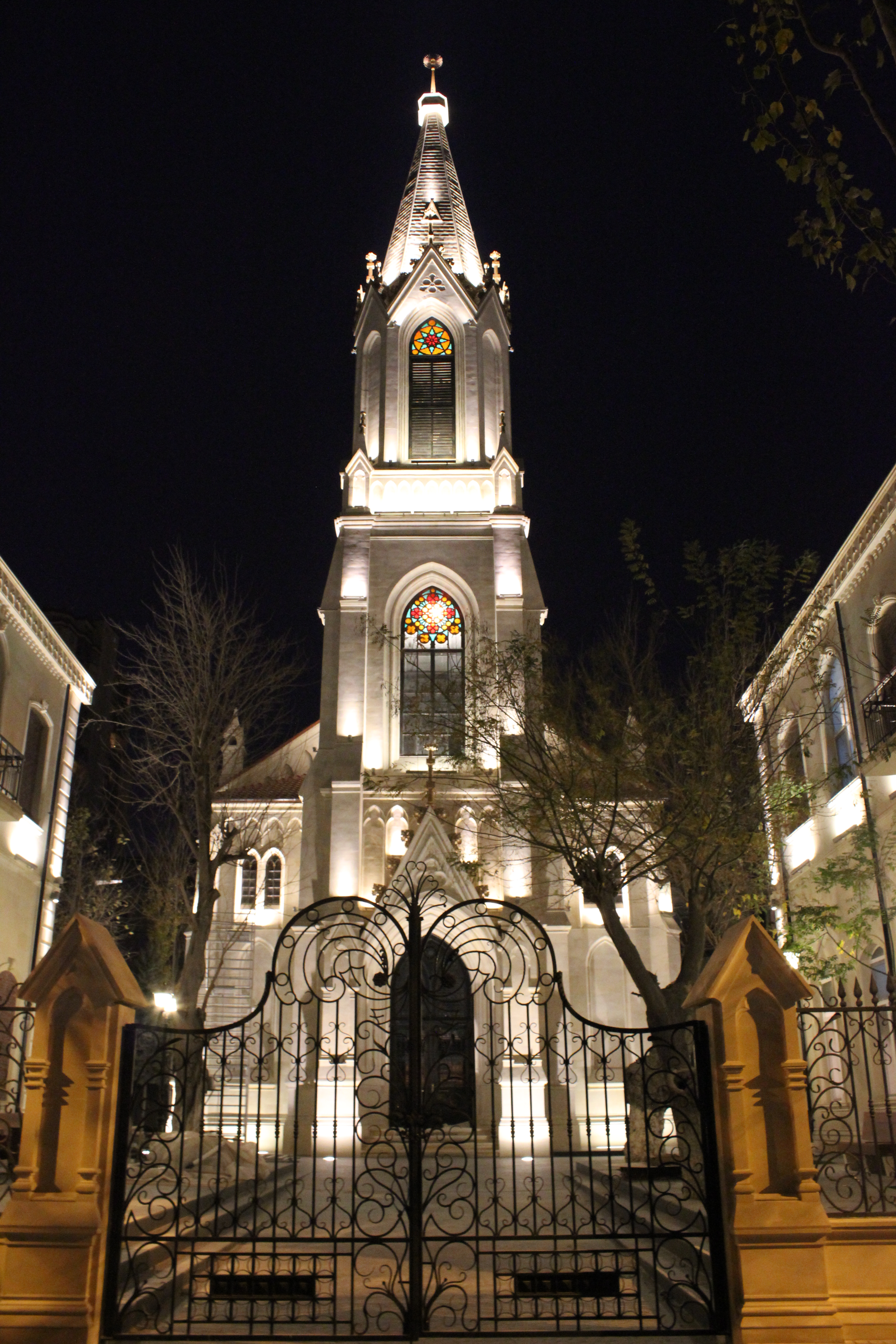
Лютеранская церковь

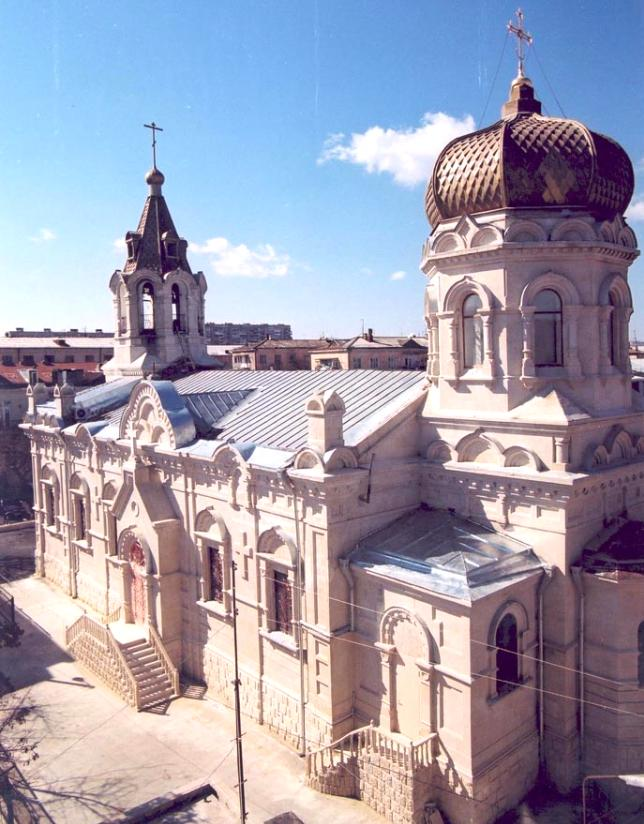
Кафедральный собор Святых Жён-мироносиц

- Кафедральный собор Святых Жён-Мироносиц (азерб. Müqəddəs Mürdaşıyan Zənənlər Başkilsəsi) — русский православный собор, освящённый во имя жён-мироносиц. Построен в 1909 году архитектором Ф. М. Вержбицким на средства, выделенные Военным министерством. Ныне входит в состав Бакинской и Азербайджанской епархии Московского Патриархата.
- Церковь Святого Архангела Михаила — православный храм.
- Собор Рождества Пресвятой Богородицы — православный храм.
- Церковь Святого Григория Просветителя (азерб. Erməni Kilsəsi, арм. Բաքվի Սուրբ Գրիգոր Լուսաորիչ եկեղեցի) — армянская апостольская церковь XIX века.
- Церковь Спасителя — лютеранская церковь.
- Церковь Непорочного зачатия Пресвятой Девы Марии (азерб. Bakirə Məryəmin Məsum Hamiləliyi şərəfinə kilsə) — католическая церковь. Это единственный действующий католический храм на территории Азербайджана. Бакинский католический приход находится под пастырским попечением католической миссии sui iuris в Баку.

Храм святителя Алексия, митрополита Московского, освящённый в 1871 году, был уничтожен в 1930-е годы.

### Синагоги
- Синагога ашкеназских евреев;
- Синагога горских евреев.

### Легенды

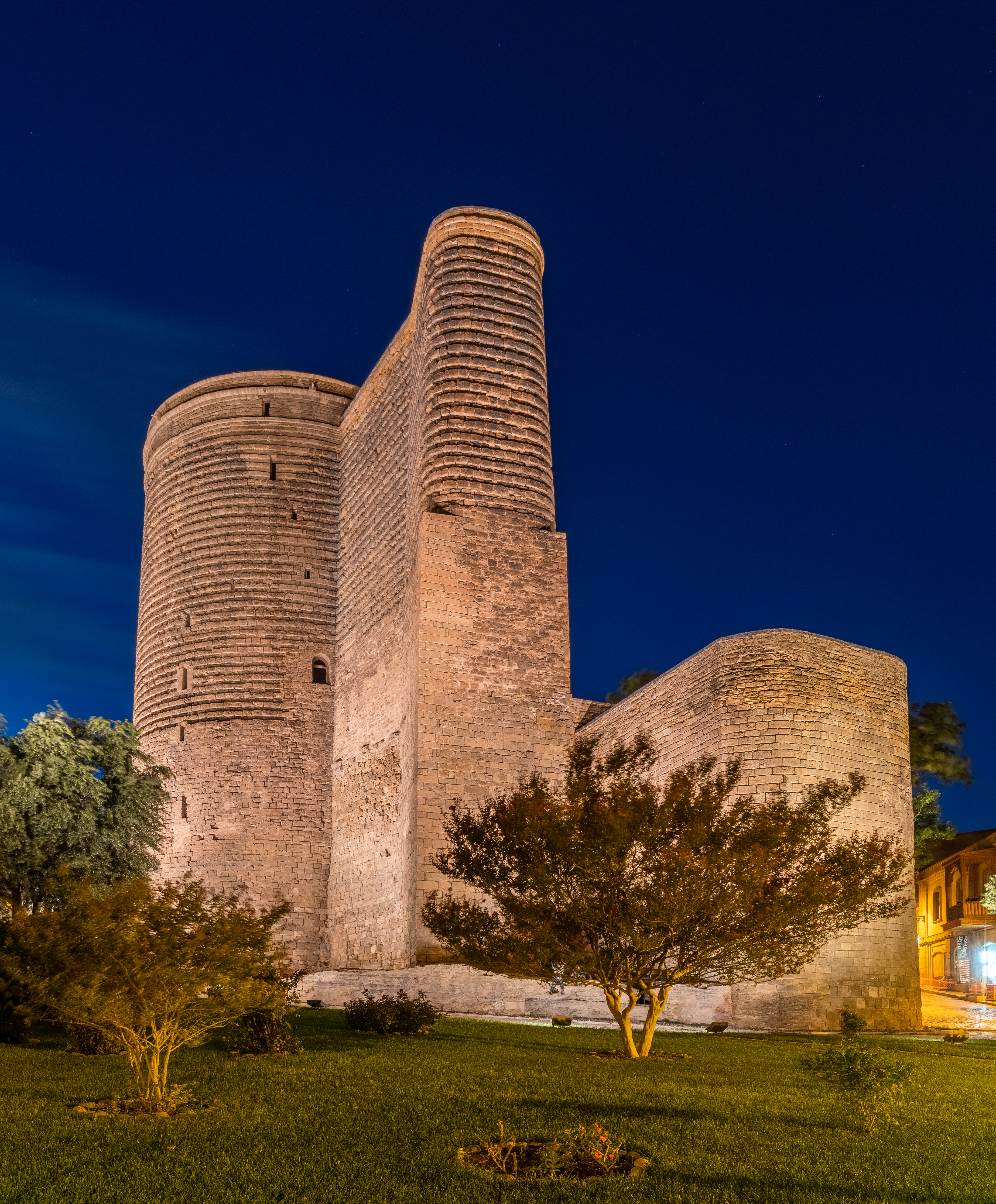
Символ Баку — Девичья Башня

Часовня апостола Варфоломея, на предполагаемом месте казни апостола

Основные легенды города связаны с Девичьей башней. О её возникновении ходит много легенд, но все их объединяет одна и та же концовка — девушка по каким-то причинам (в основном из-за безответной или запретной любви) бросается с вершины башни в море.
По одной из версии Баку отождествляется с городом Албаном, в котором был казнён апостол Варфоломей. Энциклопедический лексикон 1835 года называет находящийся поблизости с Баку город Албану главным городом Кавказской Албании. Однако историк Серафим Юшков локализовал город Албану в районе устья Самура. Согласно преданию, Варфоломея распяли вниз головой, а затем с него содрали кожу по приказанию Астиага, брата царя Армении Полимия (подтверждения из других источников неизвестны, но некоторые богословы считают имя Астиаг вторым именем армянского царя 91—109 гг. Санатрука).
Существуют и другие локализации Албана (в других источниках — Албанополь), кроме Баку.
По данным как древних авторов, так и современных учёных, в указанный период границей Армении служила река Кура. Таким образом, район Баку, находящийся к северу от этой реки, не мог входить в состав Армении.
На предполагаемом месте казни апостола, у Девичьей Башни, была выстроена церковь — по преданию, на месте языческого храма Арта. В XIX веке здание было заменено новым, в 1936 году разрушено коммунистами, так что до наших дней дошёл только фундамент.

### Памятники[184]

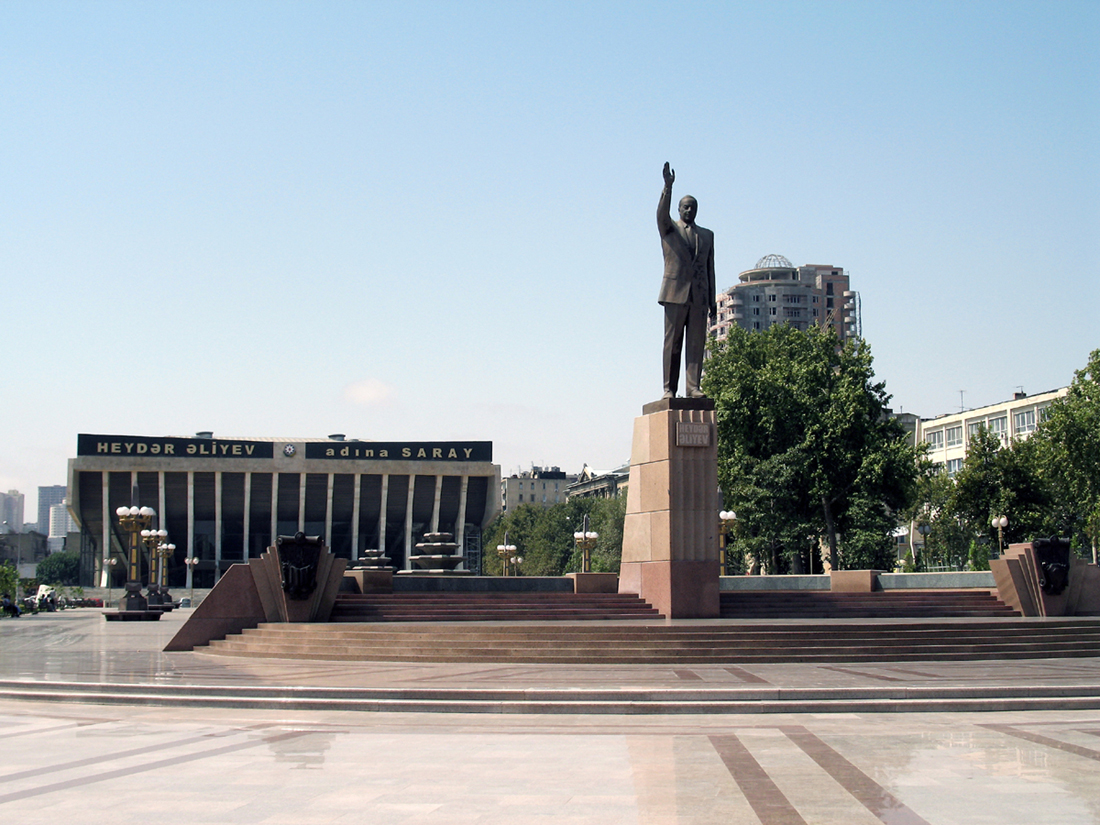
Памятник Гейдару Алиеву в Баку

| - Памятник М. Ф. Ахундову; - Памятник Ази Асланову; - Композиция Бахрам-Гур; - Памятник Низами Гянджеви; - Памятник Мехти Гусейнзаде; - Памятник М. А. Сабиру; - Памятник Узеиру Гаджибекову; - Памятник Хуршидбану Натаван; - Композиция Освобождённой женщине; - Памятник Кара Караеву; - Памятник Самеду Вургуну; - Памятник Физули; - Памятник Нариману Нариманову; - Памятник Зардаби; - Памятник Севиль Газиевой; | - Памятник Микаилу Мушфигу; - Памятник Насими; - Памятник Джафару Джабарлы; - Памятник Рихарду Зорге; - Памятник Борису Ванникову; - Композиция «Семь красавиц»; - Памятник Айне Султановой; - Памятник Вахиду; - Памятник Гусейну Джавиду; - Памятник Шаху Исмаилу Хатаи; - Памятник Гаджи Зейналабдину Тагиеву; - Памятник Кафуру Мамедову; - Композиция «Высвобождающаяся энергия»; - Памятник Хагани; - Памятник Юсифу Мамедалиеву; | - Монумент турецким воинам; - Памятник Зарифе Алиевой; - Памятник Александру Пушкину; - Памятник Азиму Азимзаде; - Памятник Тофику Бахрамову; - Памятник Гейдару Алиеву; - Памятник Джордже Энеску; - Памятник Независимости; - Памятник жертвам Ходжалы; - Памятник Тарасу Шевченко; - Памятник Алишеру Навои; - Мемориальный комплекс «20 Января»; - Памятник Мустафе Кемаль Ататюрку; - Памятник Зивербеку Ахмедбекову; - Памятник Фикрету Амирову; - Памятник Вольфгангу Моцарту; - Памятник Кёроглы; - Памятник Бюль-бюлю; - Памятник Николе Тесле; - Памятник Рашиду Бейбутову; - Памятник Ниязи; - Памятник Альберту Агарунову. |

### Библиотеки
- Национальная библиотека
- Центральная городская библиотека
- Центральная научная библиотека
- Парламентская библиотека
- Президентская библиотека

На 1 марта 2024 года книжный фонд библиотек достиг 2 млн 283 тыс. экземпляров.
28 августа 2018 года открыт Бакинский книжный центр. В центре реализуются книги на азербайджанском, русском, английском, немецком, французском, испанском, арабском, турецком языках, альбомы об искусстве, музыкальная литература, ноты. На август 2018 года в центр располагал более 10 тысяч наименований книг различных жанров. В центре также представлены журналы, сувениры. Действуют читальный зал, учебный уголок.

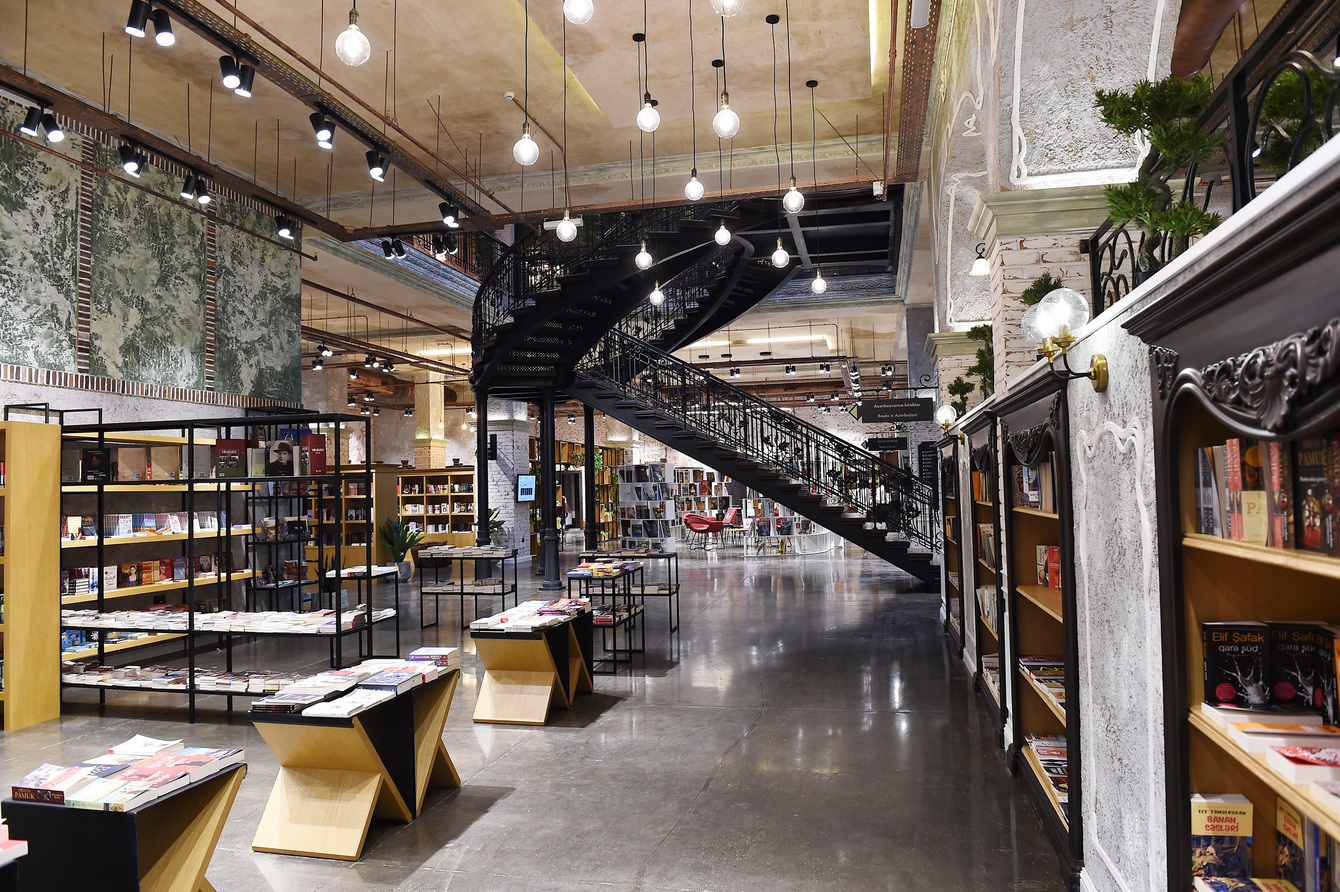
Бакинский книжный центр
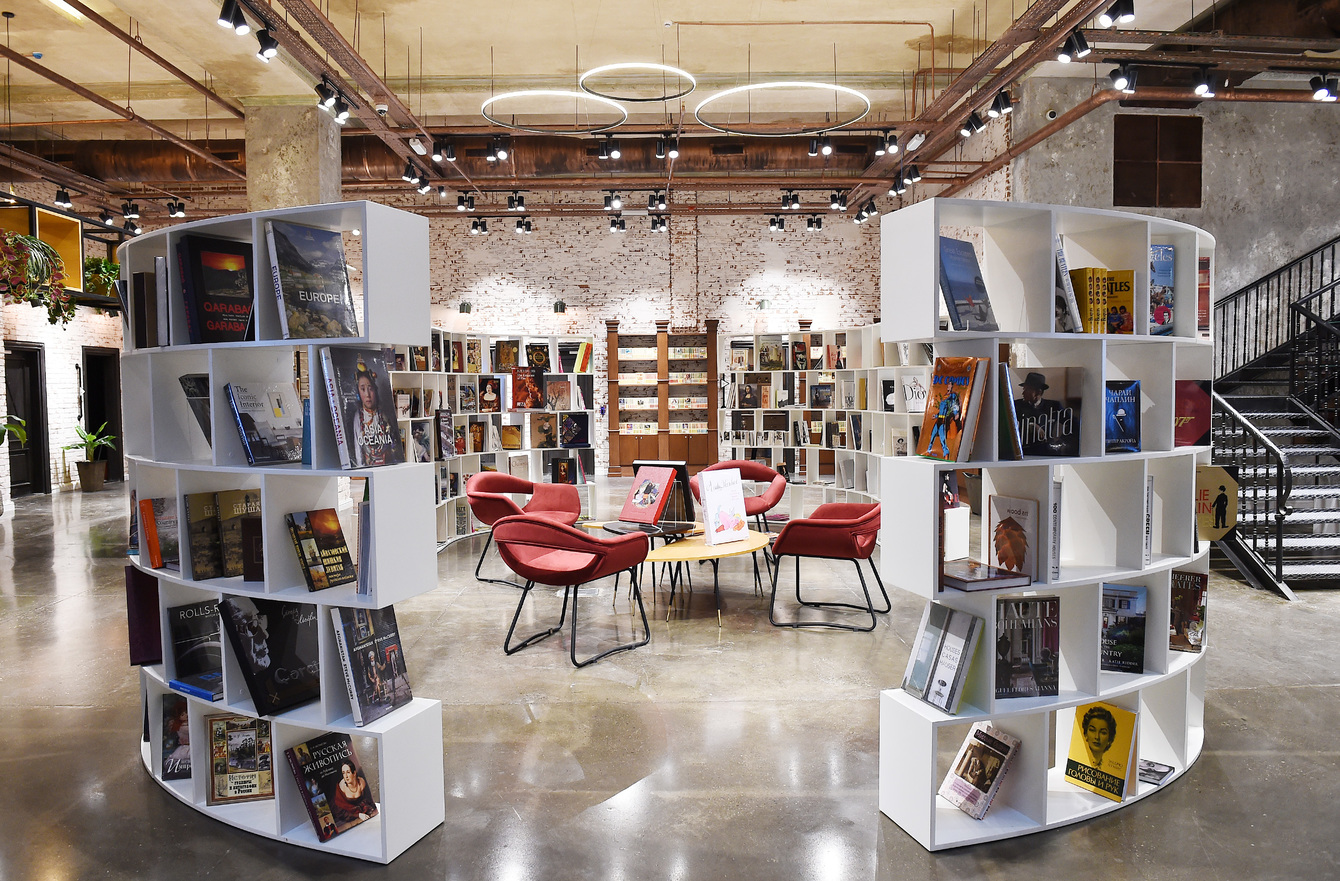
Бакинский книжный центр
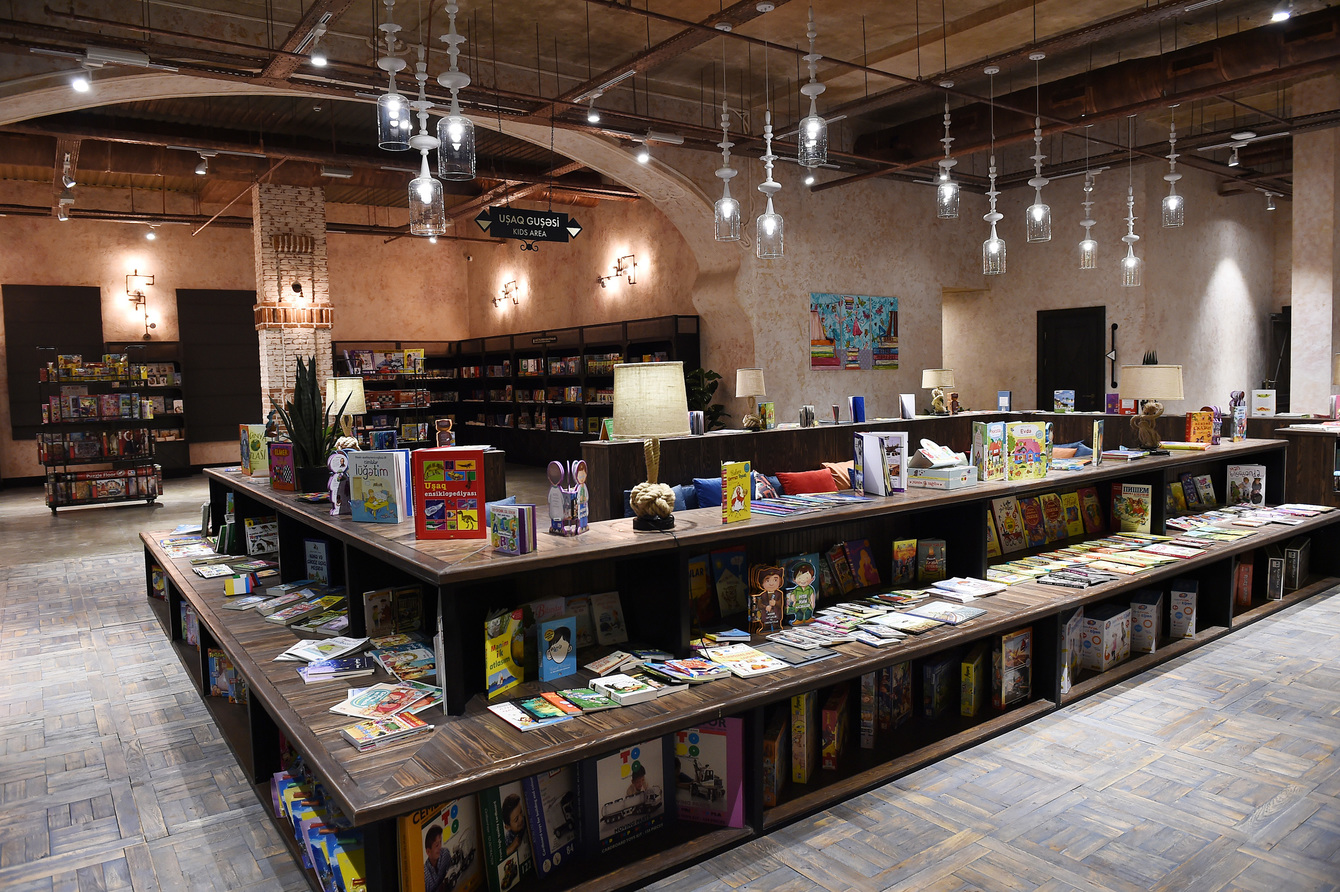
Бакинский книжный центр

## Главы

### Градоначальники
- см. Бакинское градоначальство

### Глава горисполкома
- 1959—1964 — Лемберанский, Алиш Джамиль оглы

### Глава исполнительной власти
- 1990—1993 — Ализаде, Санан[англ.]
- 1993—2000 — Рафаэль Аллахвердиев
- 30 января 2001 — 21 апреля 2018 — Гаджибала Абуталыбов
- С 15 ноября 2018 — Эльдар Азизов

## Международные отношения

### Города-побратимы

Мозаичное панно на площади Дакара в Баку с надписью «Дакар» «Баку» и «Города-побратимы» (Cités Unies)

Баку с 1978 года является членом Всемирной Федерации городов-побратимов.
- 1.  Амман (араб. عمان‎), Иордания
- 2.  Басра (араб. البصرة‎), Ирак[190][191]
- 3.  Бишкек (кирг. Бишкек), Кыргызстан[192]
- 4.  Бордо (фр. Bordeaux), Франция[190][191][193]
- 5.  Вунгтау (вьет. Vũng Tàu), Вьетнам[190][191]
- 6.  Вашингтон (англ. Washington), США
- 7.  Гонолулу (англ. Honolulu), США[194]
- 8.  Дакар (фр. Ville de Dakar), Сенегал[190][191]
- 9.  Джидда (араб. جدة‎), Саудовская Аравия
- 10.  Измир (тур. İzmir), Турция[191][195]
- 11.  Киев (укр. Київ), Украина[189]
- 12.  Лондон (англ. London), Великобритания
- 13.  Майнц (нем. Mainz), Германия[190][191][196]
- 14.  Неаполь (итал. Napoli), Италия[190][191]
- 15.  Венеция (итал. Venezia), Италия[190][191]
- 16.  Рио-де-Жанейро (порт. Rio de Janeiro), Бразилия (2013)[197]
- 17.  Балаково, Россия
- 18.  Астрахань, Россия
- 19.  Волгоград, Россия
- 20.  Москва, Россия (1997)
- 21.  Санкт-Петербург, Россия (1998)[198]
- 22.  Сараево (босн. Sarајеvо), Босния и Герцеговина (1972)[190][191][199]
- 23.  Тбилиси (груз. თბილისი), Грузия (2021)[200]
- 24.  Тебриз (перс. تبریز‎), Иран
- 25.  Хьюстон (англ. Houston), США (1976)[191][201][202][203]
- 26.  Хошимин (вьет. Hà Nội), Вьетнам
- 27.  Хельсинки (фин. Helsinki, швед. Helsingfors), Финляндия
- 28.  Лодзь (пол. Łódź), Польша
- 29.  Исламабад (урду اسلام آباد‎, англ. Islamabad), Пакистан
- 30.  Пекин (кит. упр. 北京, пиньинь Běijīng), Китай (2008)
- 31.  Душанбе (тадж. Душанбе), Таджикистан (2022)[204]
- 32.  Минск (бел. Мінск), Беларусь (2024)[205]

Город является членом следующих международных организаций:
 — Всемирной Федерации Городов-побратимов
 — Всемирной Организации Городов наследия (ЮНЕСКО)
 — Всемирной Организации Городов Энергетики
 — Международного института «Евроград»
 — Союза Столиц Стран Черноморского Экономического Содружества

### Города-партнёры
Города, с которыми Баку имеет связи на разных уровнях:
- Абердин (англ. Aberdeen), Шотландия[189]
- Минск (бел. Мінск), Беларусь[189]
- Ставангер (норв. Stavanger), Норвегия[189]
- Тбилиси (груз. თბილისი), Грузия[189]

### Дипломатические и консульские представительства
В городе находятся 50 посольств и 4 представительства.

### Международные организации
В Баку находятся:
- Секретариат программы «ТРАСЕКА»[207]
- Парламентская ассамблея (TURKPA)

## Галерея

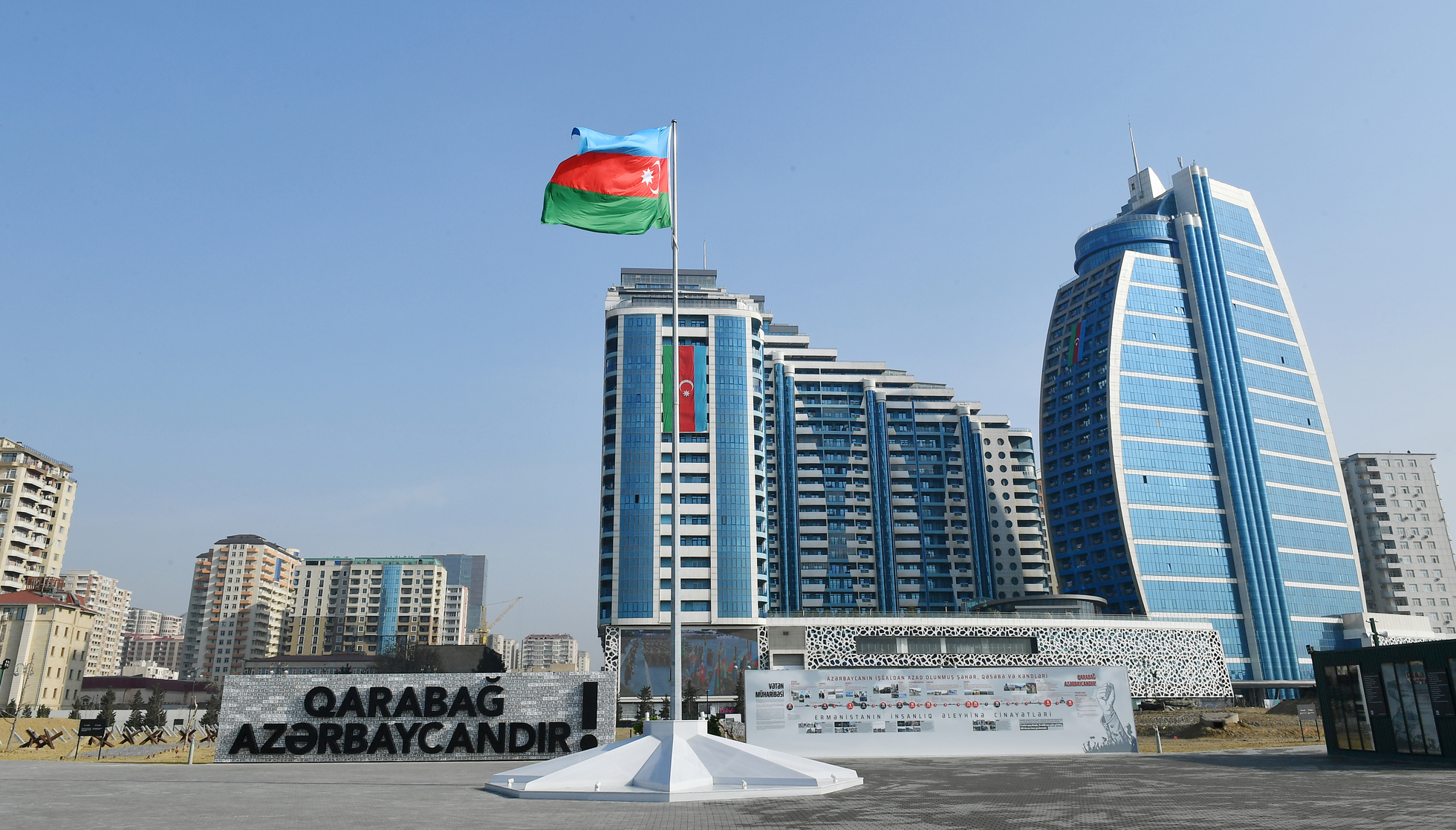
Комплекс Azure и вход в парк военных трофеев
Офисное здание Baku White City
Культурный центр Гейдара Алиева
Бакинский бульвар вечером
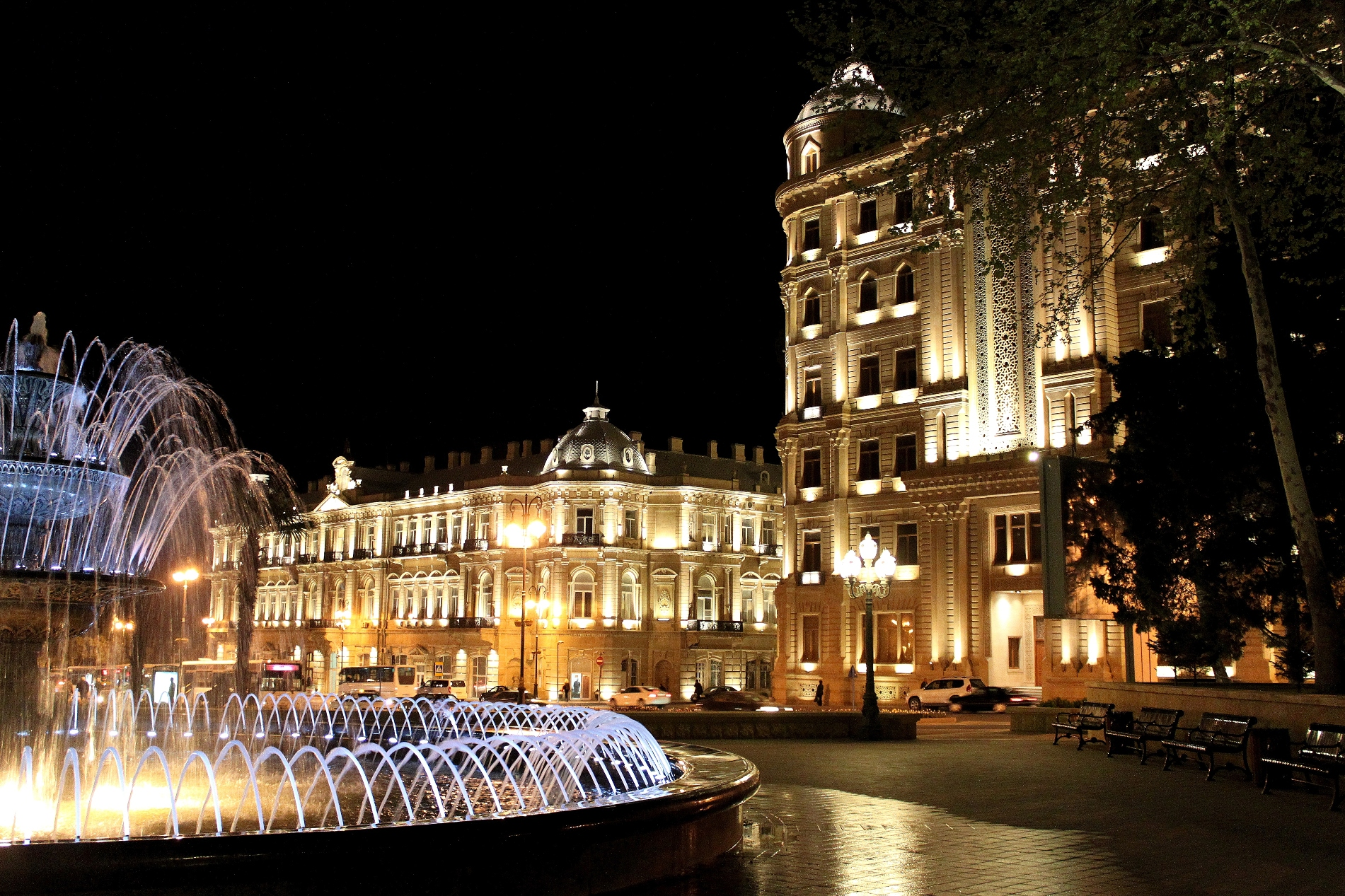
Баку ночью
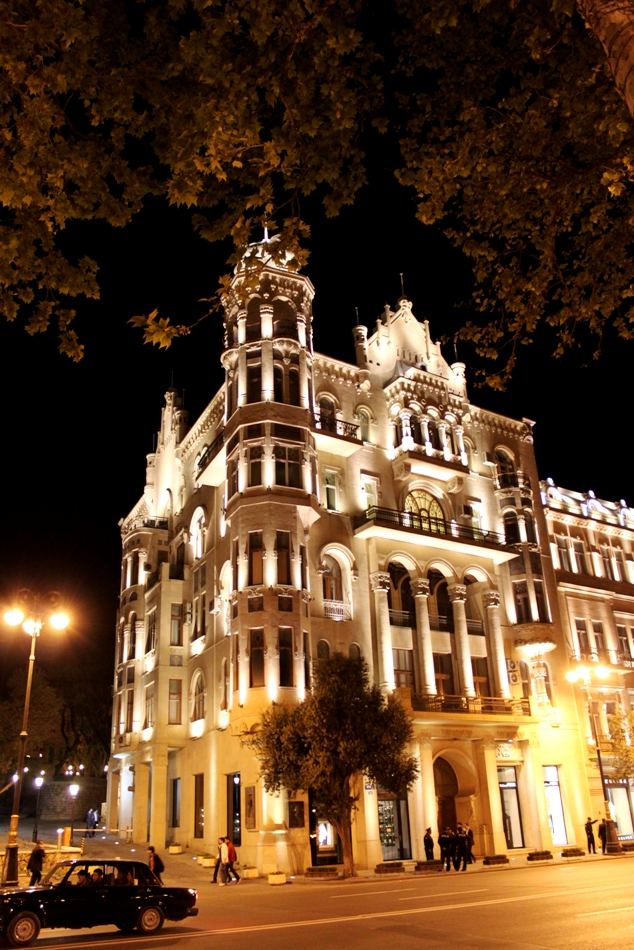
Дом Гаджинского на проспекте Нефтяников
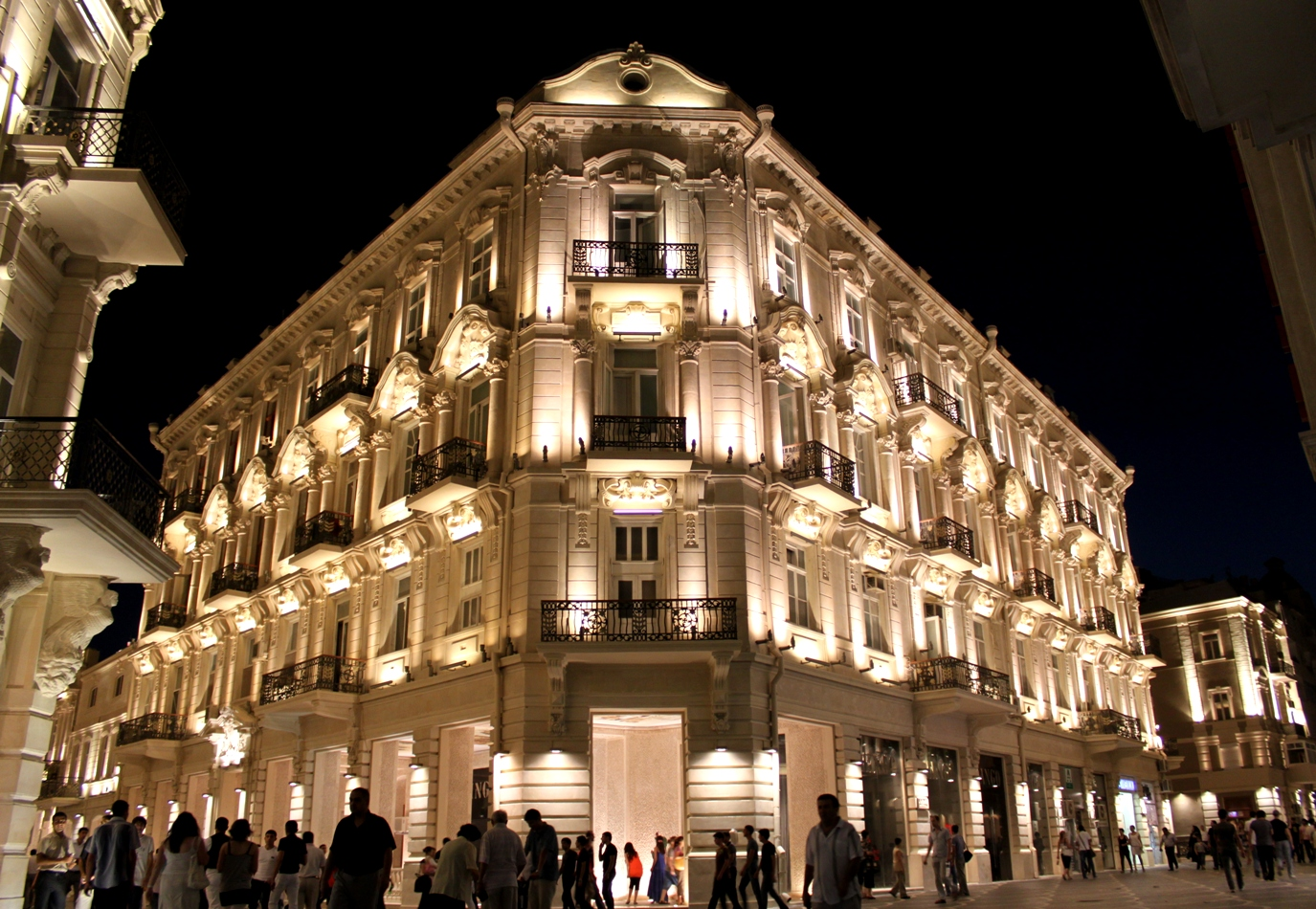
Здание на улице Низами
Бакинский кристальный зал
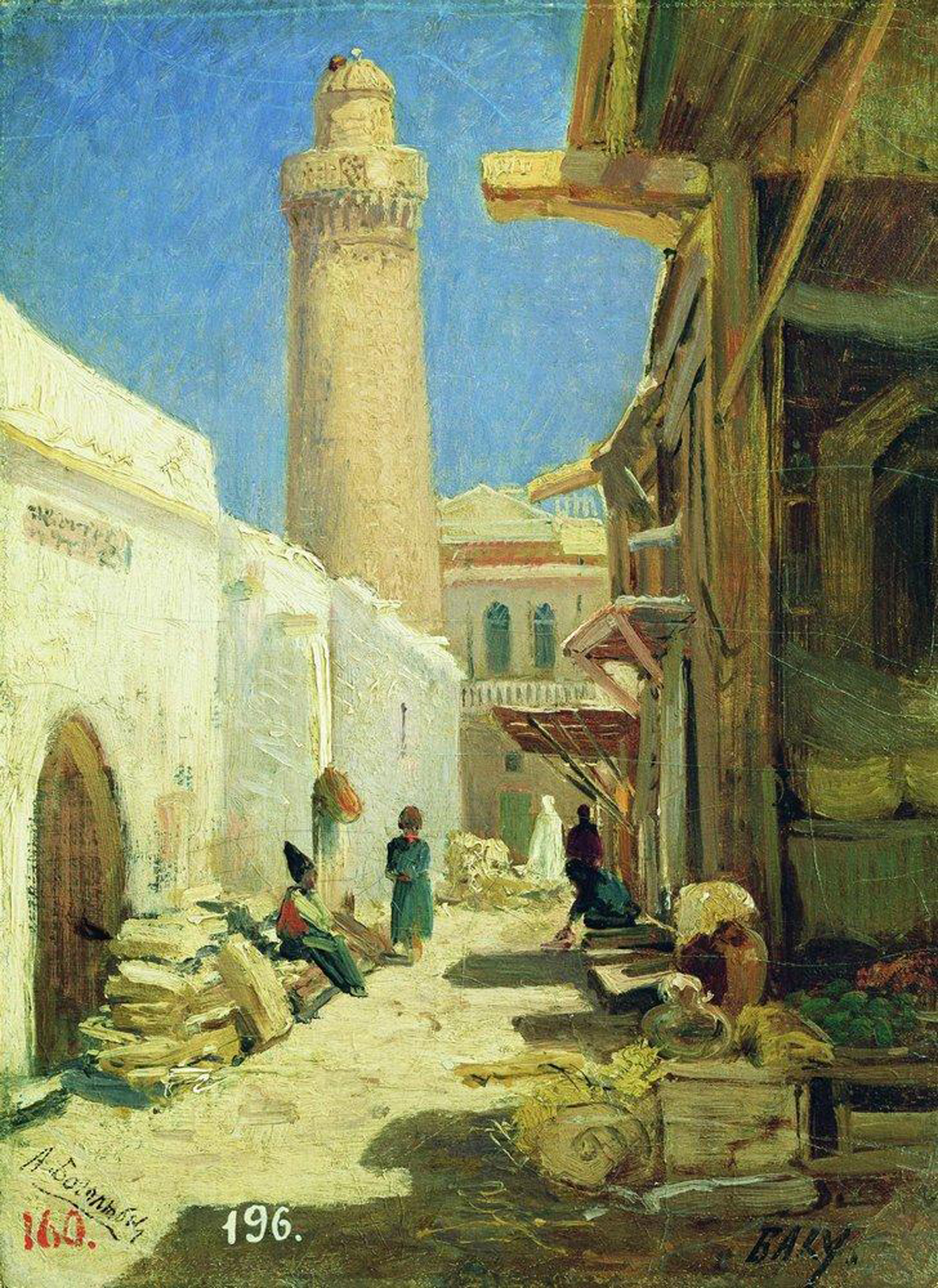
Картина Боголюбова А. П. «Баку. Улица в полдень». 1861 год
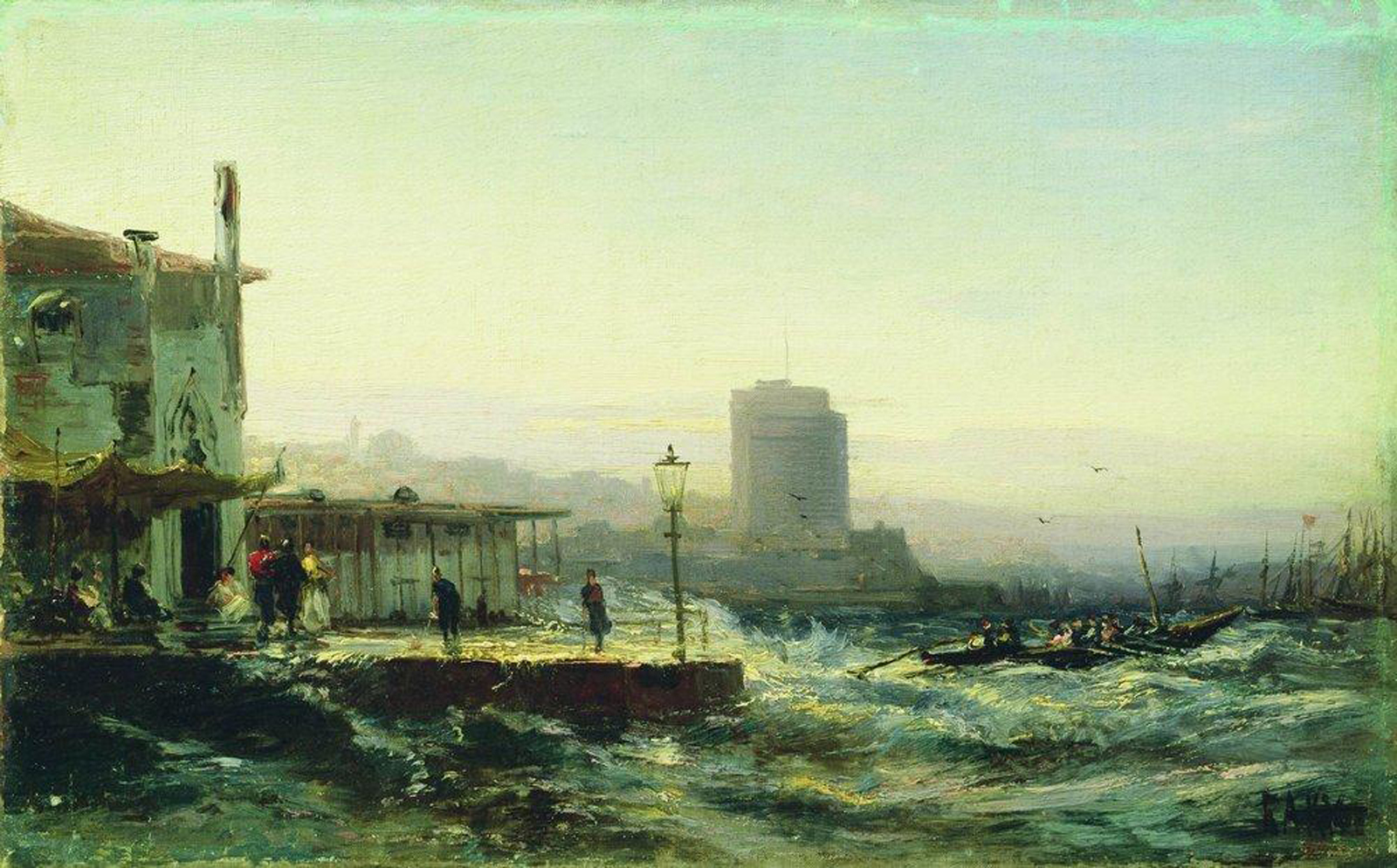
Картина Боголюбова А. П. «Баку. Набережная». 1861 год
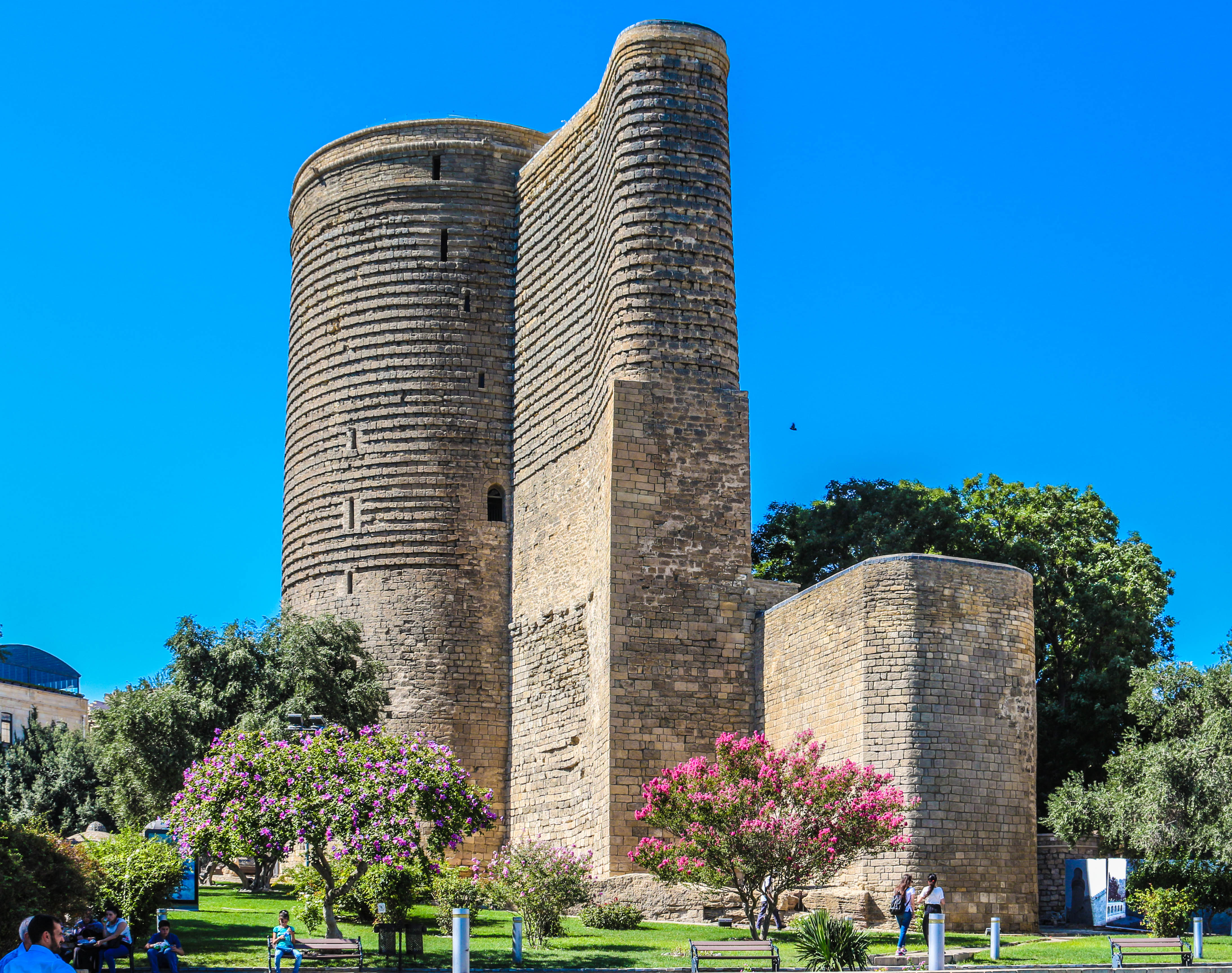
Девичья башня
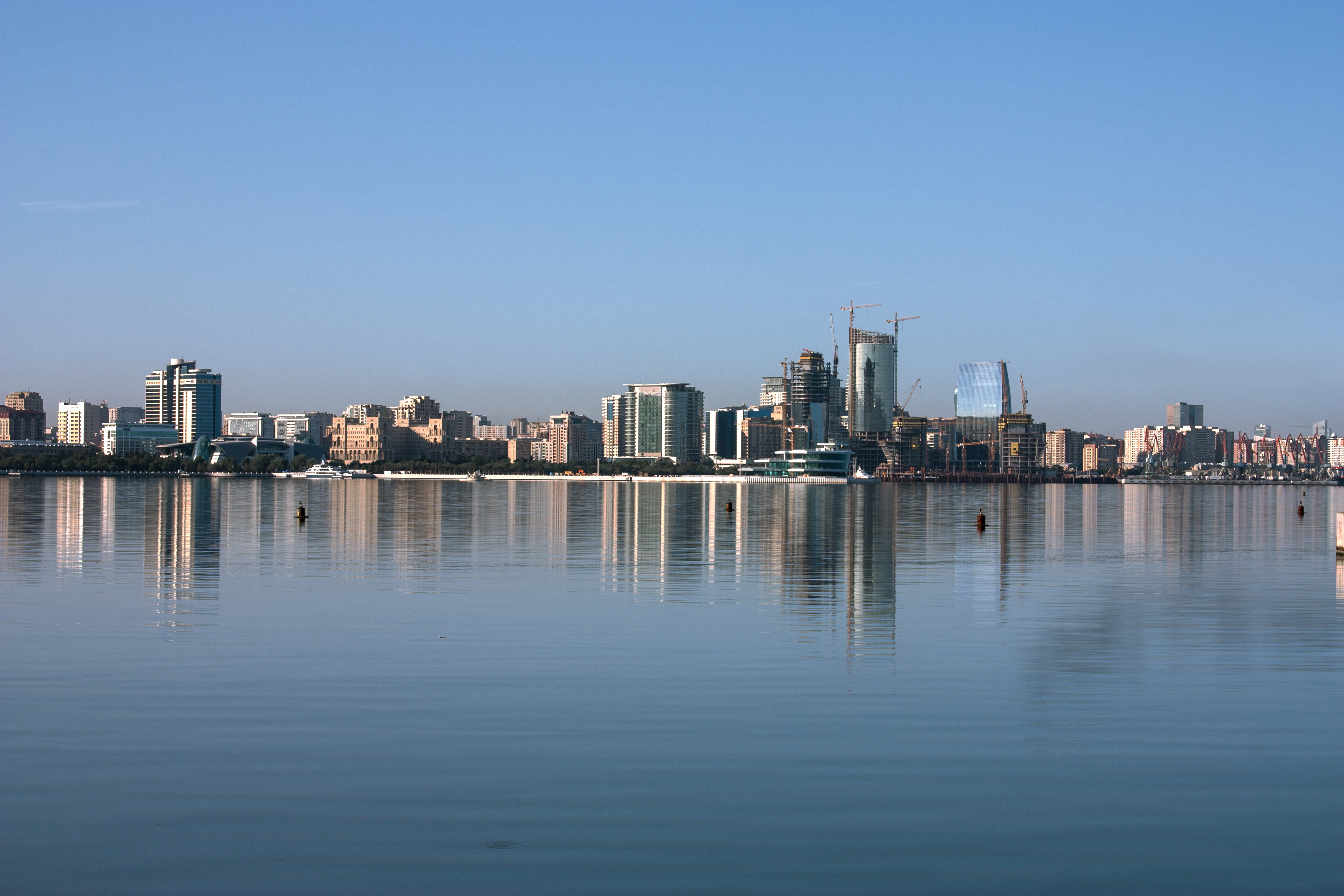
Вид на город из Бакинской бухты
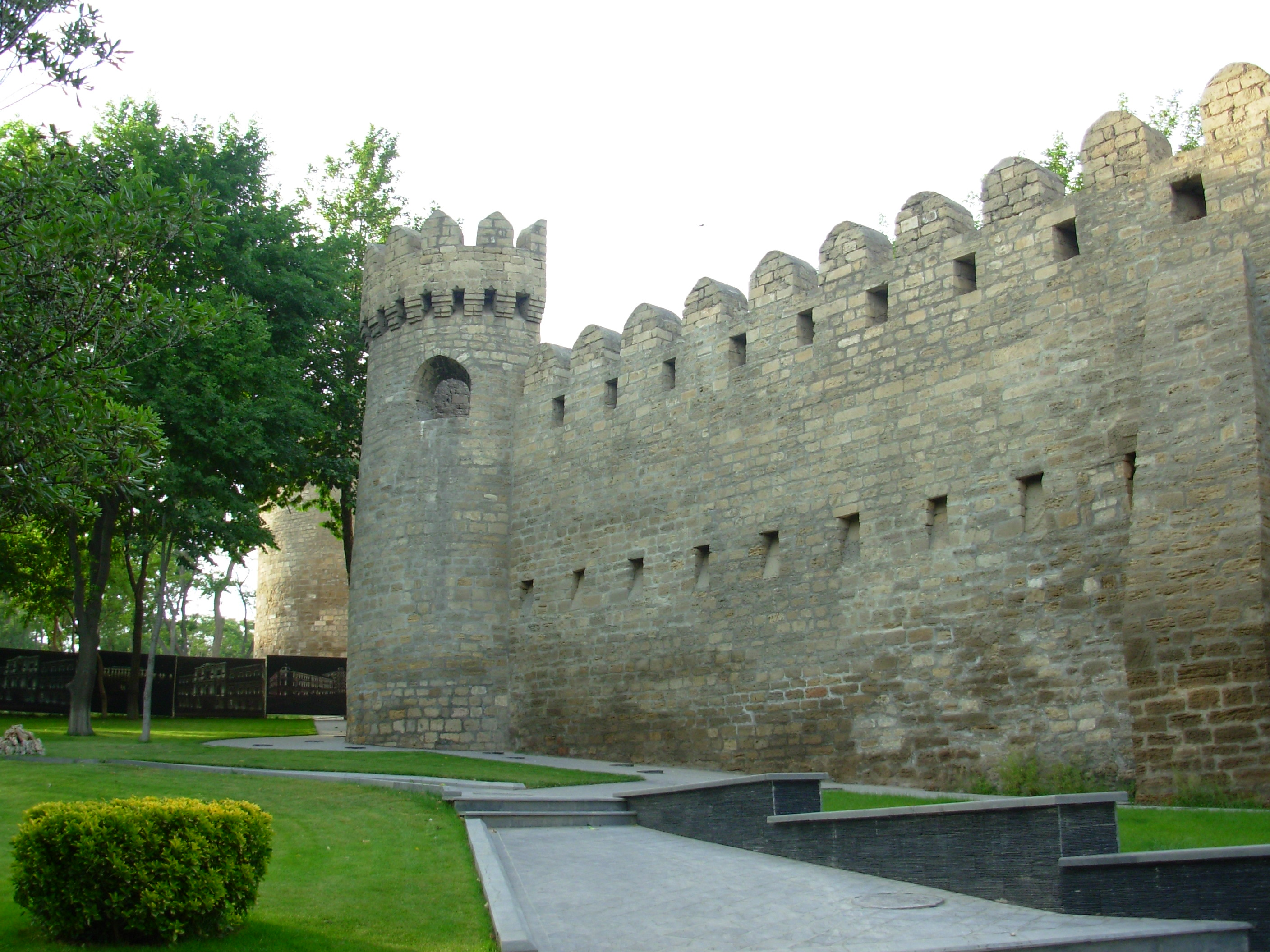
Бакинская Крепость
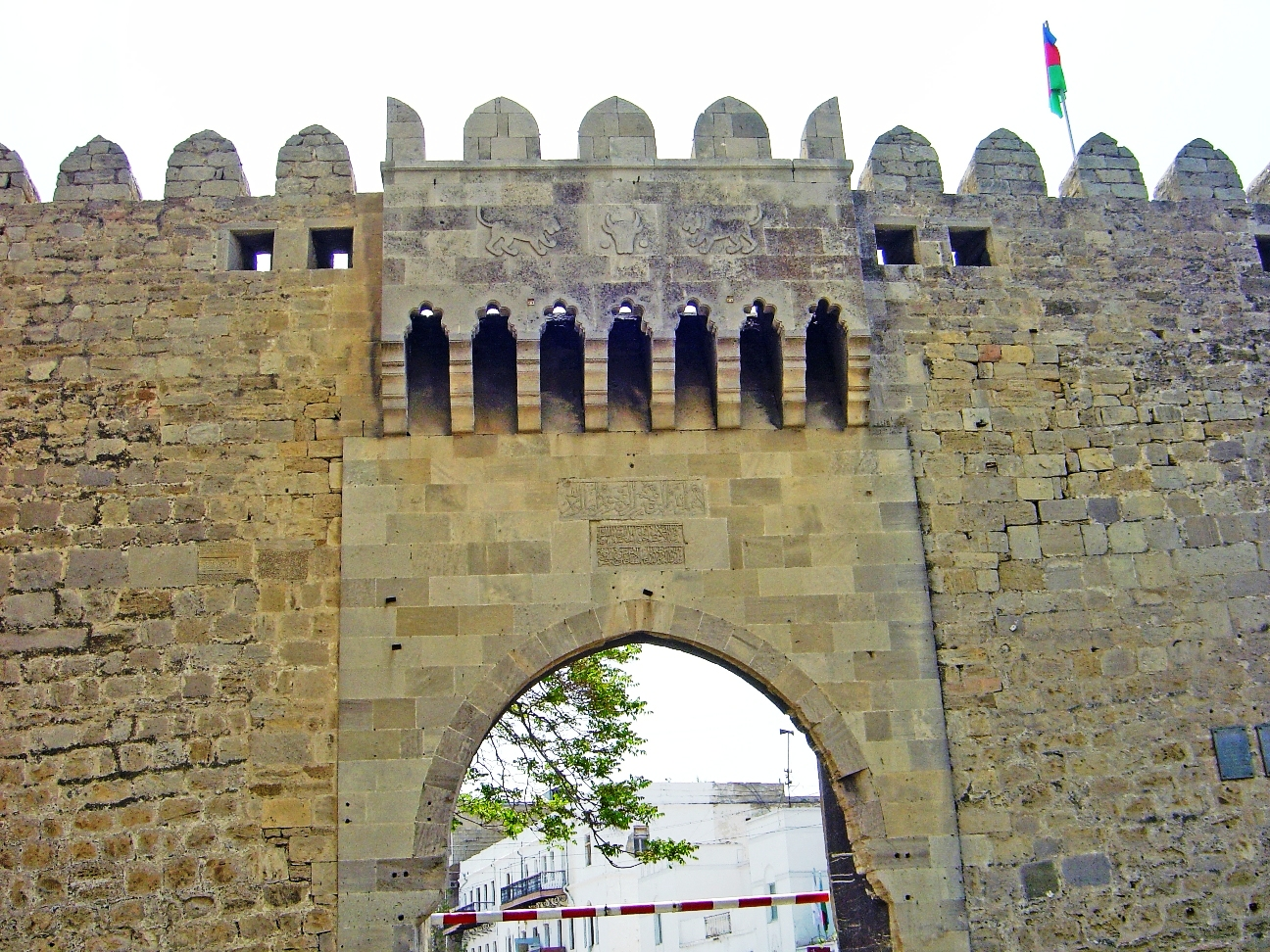
Шемахинские ворота в Старый город (Ичери шехер)
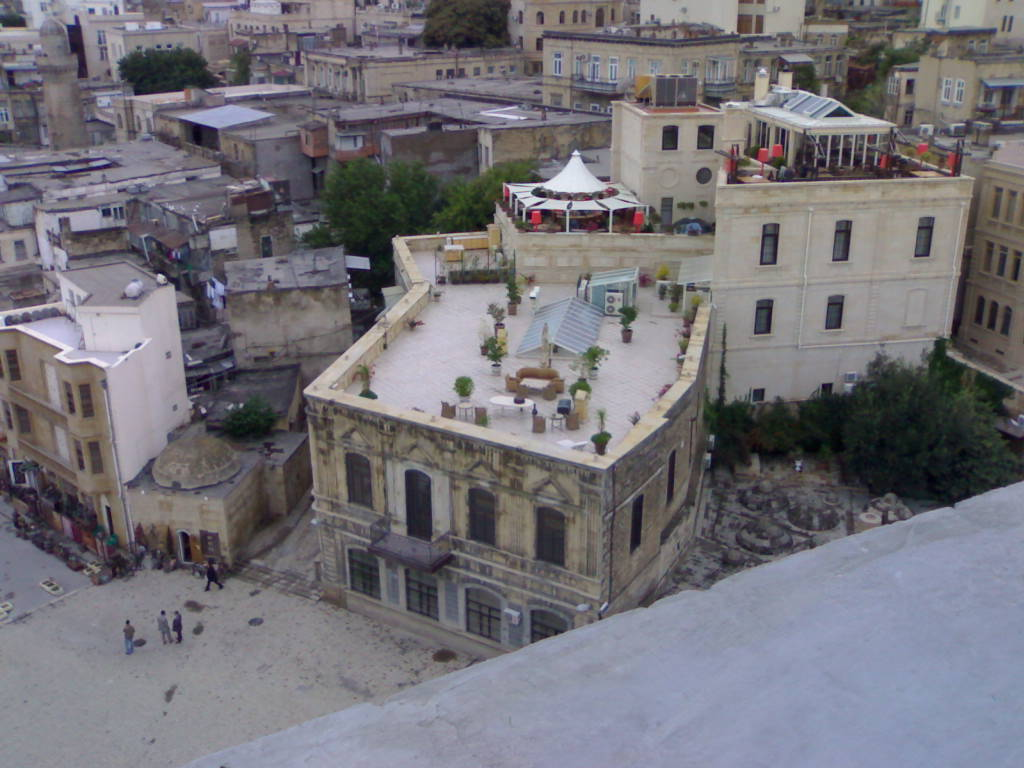
Старый город
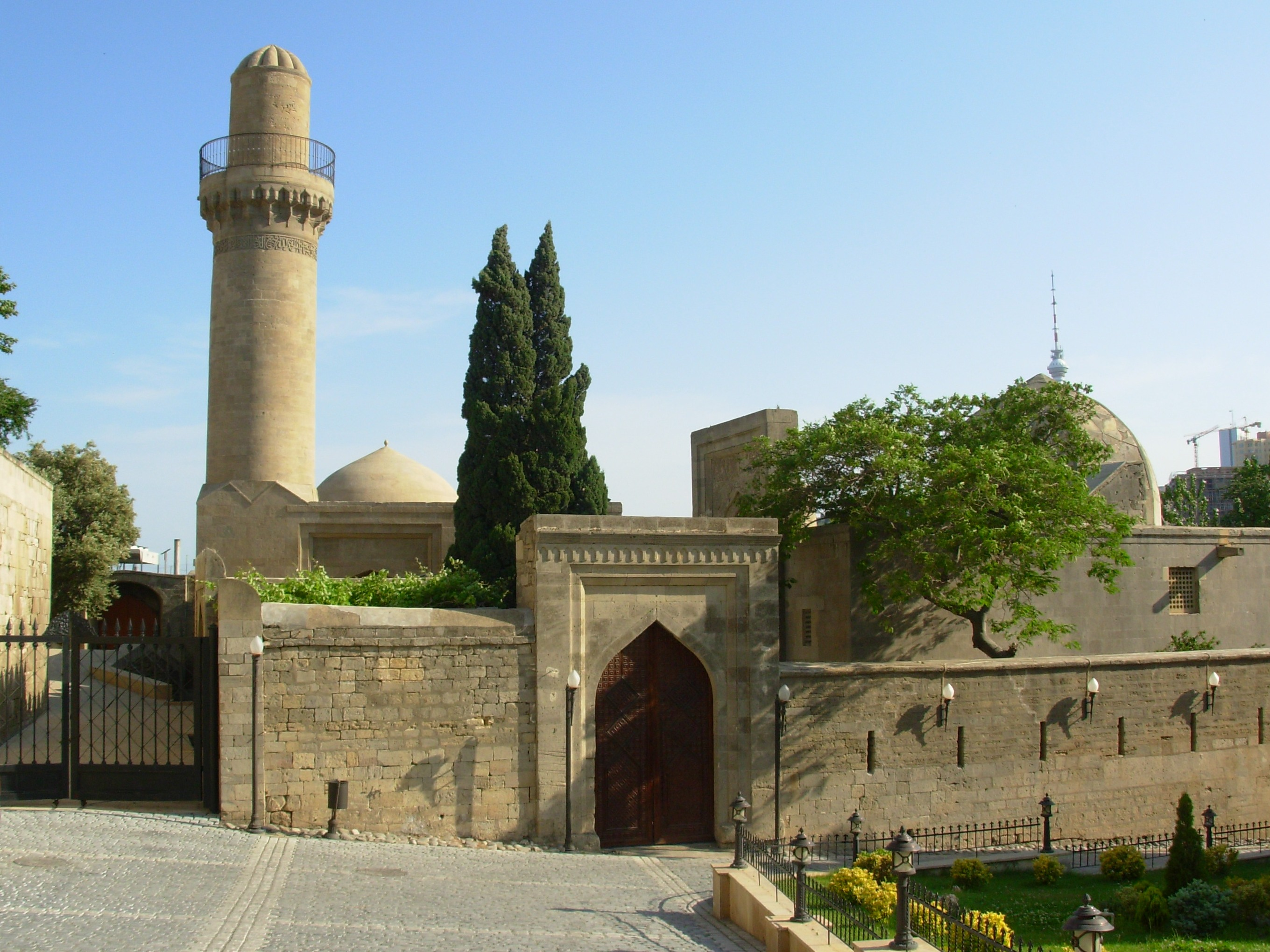
Дворец Ширваншахов
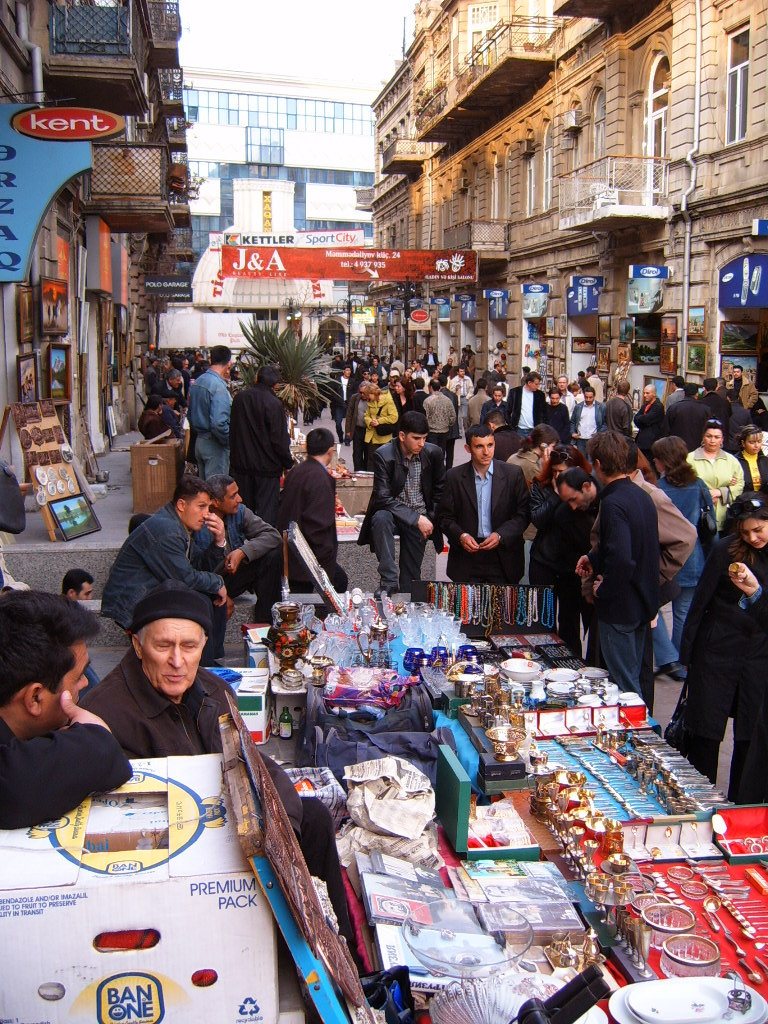
ул. Н. Рафибейли («Пассаж»)
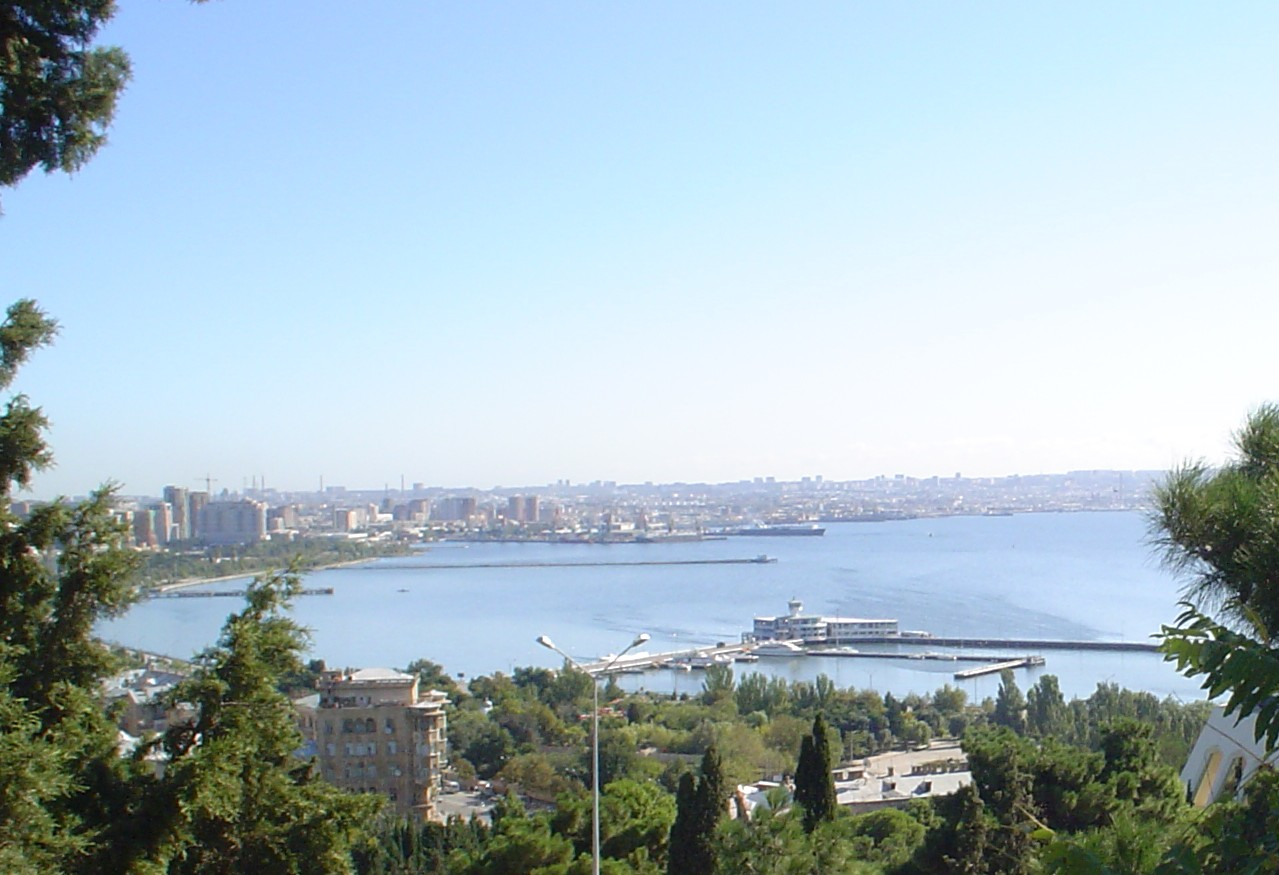
Бакинская бухта
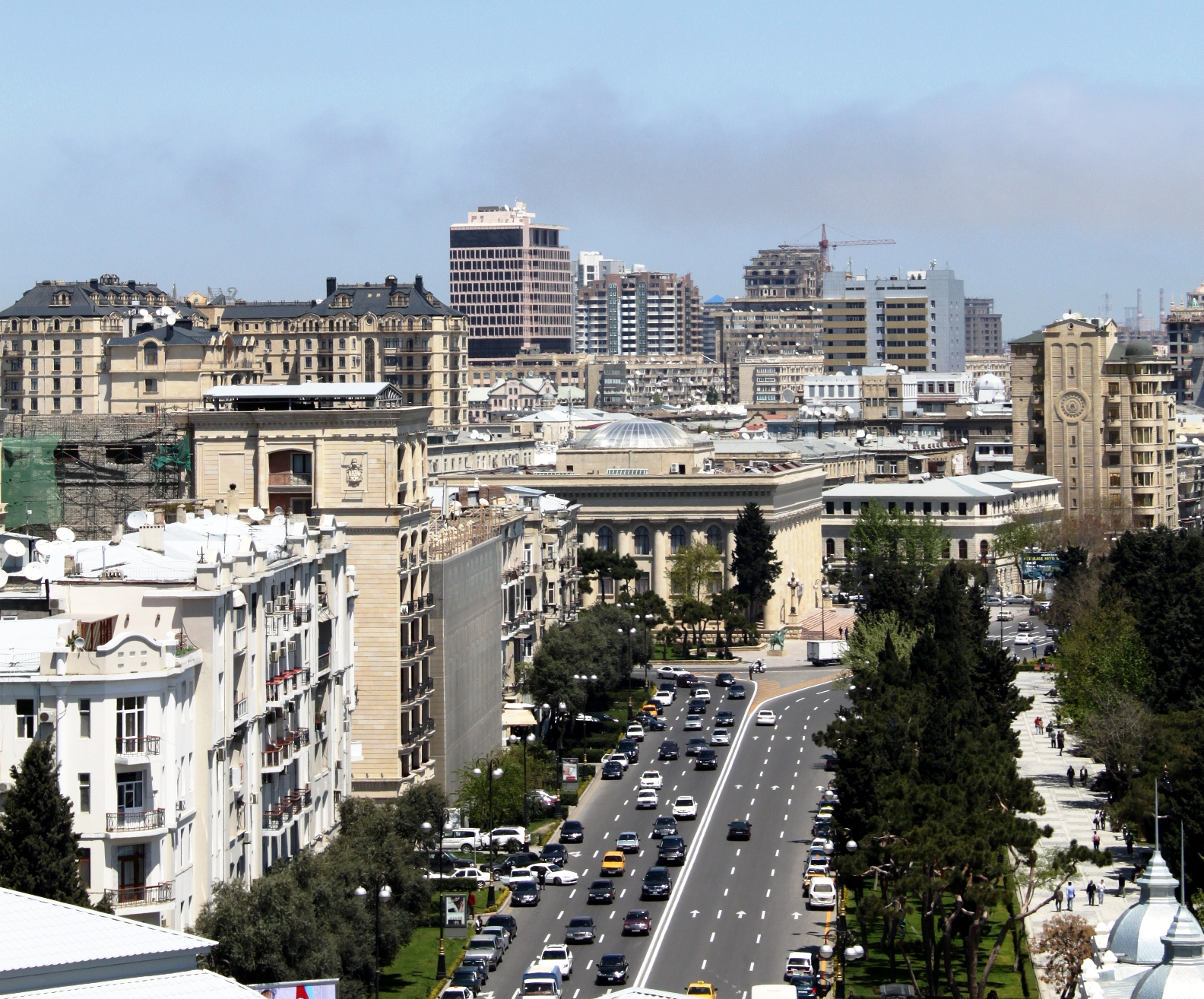
Проспект нефтяников
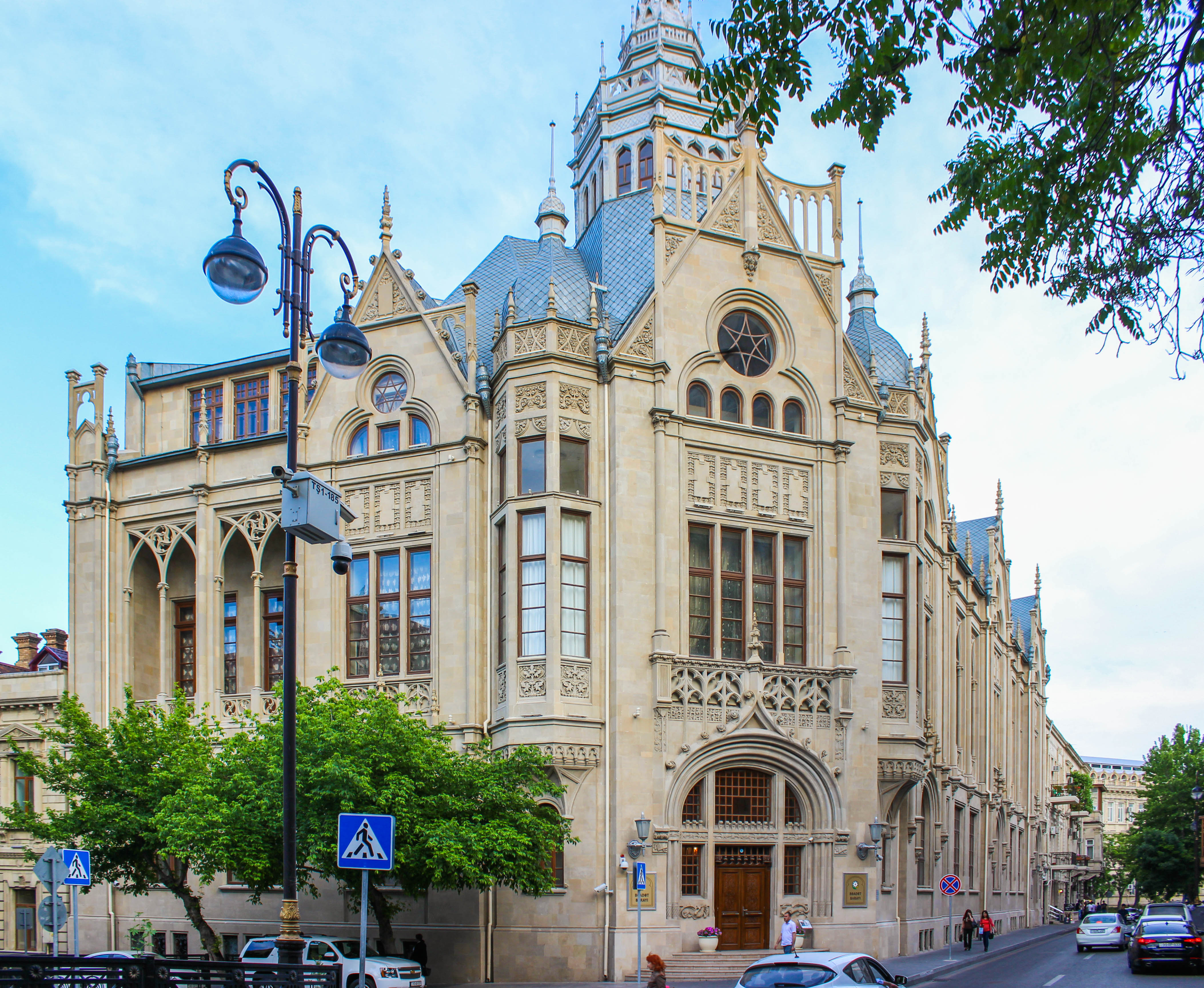
Дворец Мухтарова
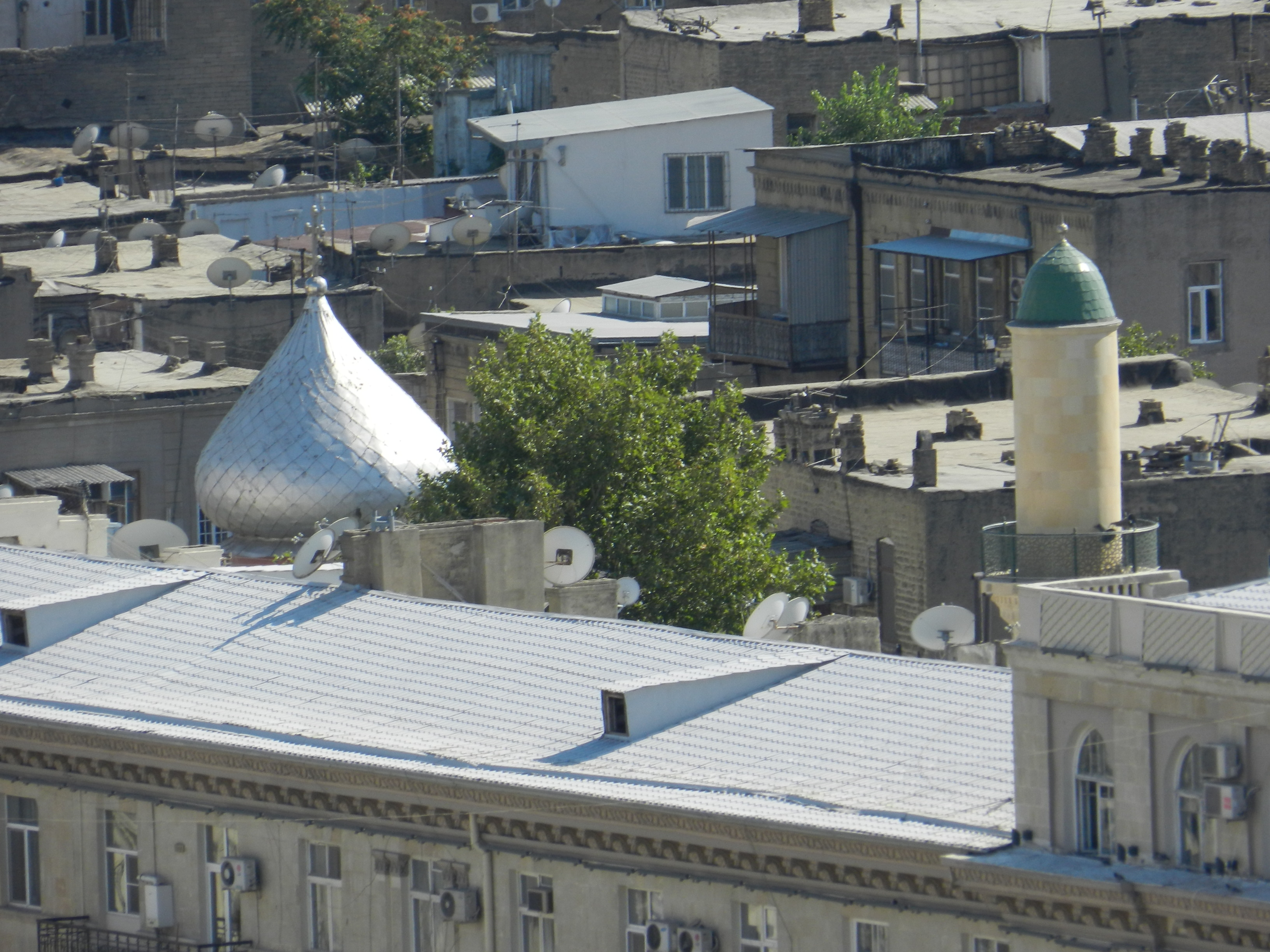
Купола